# История Ульяновска

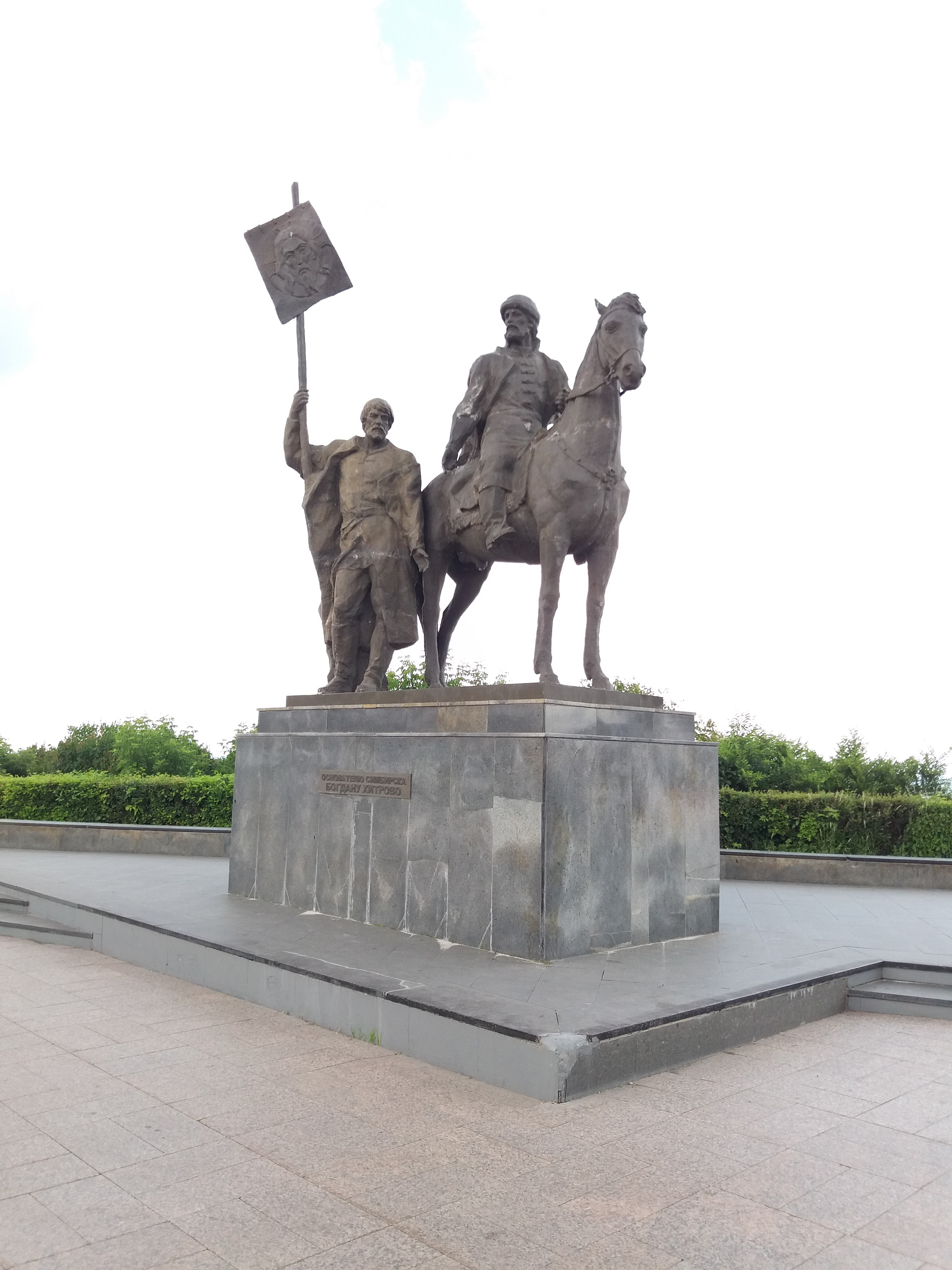
Памятник Б. М. Хитрово — основателю Симбирска-Ульяновска.

История Ульяновска начинается с 1648 года со строительства Симбирской крепости. Основателем города является Богдан Хитрово.

## До основания города

Памятный знак «Могильник IX—XI вв.».

На территории современного Ульяновска выявлено много археологических памятников: мусульманские некрополи и следы булгарских поселений. Также в пределах города встречаются следы поселений и погребений и средневековой мордвы и именьковского населения, имеющего отношение к славянскому этногенезу. Крупное именьковское поселение существовало у сквера по ул. Старый Венец (ныне ул. Пролетарская). Население территории современного Ульяновска в древности и в раннем средневековье могло быть смешанным, славяно-финно-тюркским. Существование небольшого городища круглой формы в северной части Симбирска у Мостовой слободы подтверждённое Владимиром Николаевичем Поливановым.
В 2000 году перед старой проходной Ульяновского автозавода был обнаружен раннеболгарский могильник названный «Автозаводской могильник» датируемый VIII—IX веками. Это то время, когда раннеболгарские кочевники с конца VII века постепенно начинают проникать в Среднее Поволжье, оставляя здесь памятники погребального типа — курганные и грунтовые могильники.
Ранее на территории города были выявлены следующие археологические памятники:
| Поселение «Киндяковка»     | 2 пол. II тыс. до н. э.               | южная окраина города, в 40 м западнее школы № 10 (мкрн Опытное Поле)                                           |
| Поселение «Ульяновск-II»   | III-VII вв.                           | 1 км северо-восточнее 338 квартала                                                                             |
| Ульяновский могильник      | IX-XI вв.                             | угол площадь Ленина и переулок Карамзина (бывший угол улиц Коммунистической и Ульянова, сквер А. И. Гончарова) |
| Селище «Лысая гора»        | Эпоха средневековья.                  | Майская гора (мкрн Верхняя Терраса)                                                                            |
| Селище «Ипподром»          | Раннее средневековье.                 | северная окраина города                                                                                        |
| Поселение «Вырыпаевка-I»   | 2 пол. II тыс. до н. э.               | мкрн Вырыпаевка, северо-восточная окраина деревни                                                              |
| Поселение «Вырыпаевка-II»  | 2 пол. II тыс. — нач. I тыс. до н. э. | мкрн Вырыпаевка, юго-западная окраина деревни                                                                  |
| Поселение «Агробиостанция» | кон. II тыс. — нач. I тыс. до н. э.   | мкрн Вырыпаевка — с. Луговое, берег р. Свияга                                                                  |
| Пальцинское городище       | X-XI вв.                              | у бывших д. Б. Пальцино и М. Пальцино (ныне Ульяновск (городской округ))                                       |

По утверждению Павла Любимовича Мартынова — ещё до основания Симбирска, на его месте, под горой, на берегу р. Волги было уже порядочное поселение, которое затем и вошло в границы Симбирского посада. В пользу такого предположения служит и большое количество (42) дворов лиц, занимавшихся рыбной ловлей. Кроме того на Симбирском посаде находились ещё дворы монастырей: Троице-Сергиевa, Спасского и Богоявленского Костромского, но в каком количестве и как велико было их население — в описи не показано.

## Основание города

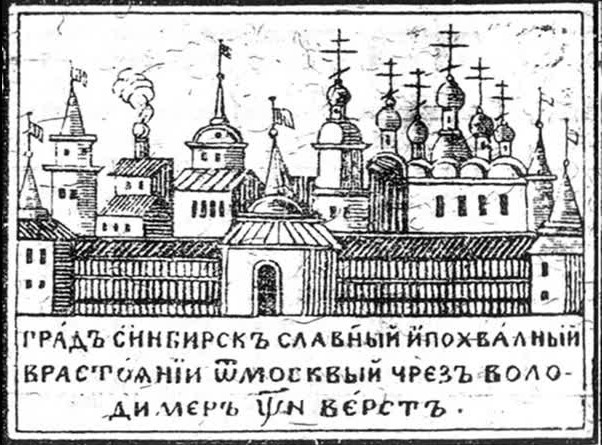
Лубочное изображение Синбирска (XVIII в.)

Основан в 1648 году (лета 7156) «по Государеву Цареву и Великаго Князя Алексея Михайловича, всея Великия и Малыя и Белыя Росии и Самодержавца, указу», окольничим и воеводой Богданом Матвеевичем Хитрово и дьяком Григорием Кунаковым, как крепость Синбирск (позже — Симбирск), с целью защиты восточных границ Русского царства от набега кочевых племён, а также с целью колонизации богатого природными ресурсами Поволжья.

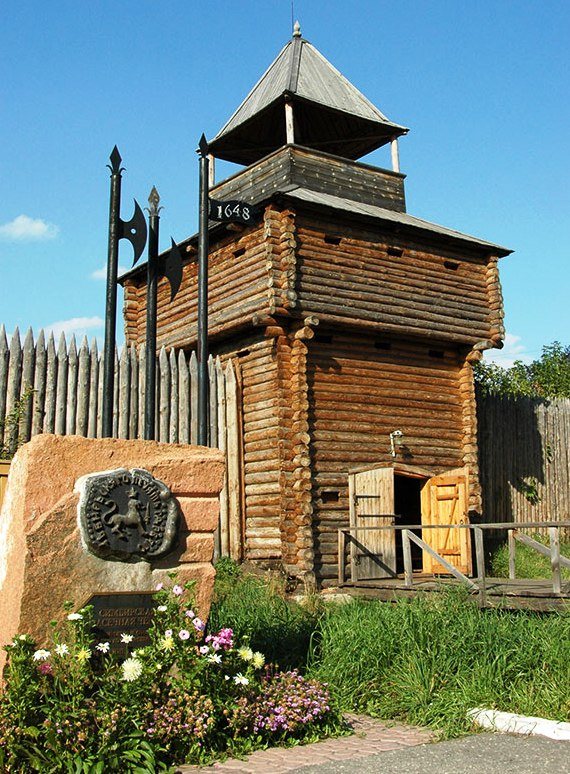
Музей «Симбирская засечная черта».

Самый ранний документ, в котором говорится о начале строительства Симбирской черты, датирован 7 января 1648 года: «Лета 7156-го года генваря 7-го дня по государеву царёву великого князя Алексея Михайловича всея Руси указу память думным дьякам Ивану Гавреневу да Михаилу Волошенинову да дьяку Григорию Ларионову. Государь царь и великий князь всея Руси указал окольничему и воеводе Богдану Матвеевичу Хитрово быть на своей государеве службе для строения новых городов и засечных крепостей от реки Барыша до реки Волги. А с окольничим и воеводою Богданом Матвеевичем Хитрово указал государь быть на своей государеве службе арзамасцам дворянам и детям боярским(…) А о которую пору окольничему и воеводе Богдану Матвеевичу Хитрово на государеву службу с Москвы отпуск будет и о том Государев указ будет вперёд».
10 февраля 1648 года выходит другой царский указ о продолжении строительства черты и городов: «156-го года февраля в 10-й день указал государь и бояре приговорили: арзамасцом обоих половин, и нижегородцом и иных городов дворянином и детем боярским, и князем, и мурзам, и татаром быть на государеве службе с окольничим и воеводою, Богданом Матвеевичем Хитрово: а сбираться ему окольничему и воеводе, на Алатырь, а отпуск ему с Москвы вскоре, для того что ему на степи городы поставить и всякие крепости устроить до приходу воинских людей заранее с весны».
Деревянный кремль был построен летом 1648 года на «Венце» Синбирской горы. Он представлял собой правильный четырёхугольник, по углам и сторонам которой возвышались восемь башен с тремя воротами, вокруг выкопан глубокий ров. В середине крепости стоял Троицкий собор (1648), к западной стене примыкал Спасский женский монастырь. В кремле жили воевода, дворяне, боярские дети и служилые люди. С севера, юга и востока примыкали слободы: Стрелецкая, Успенская (с Успенским монастырём), Туть, Московская, Панская, с населением «попроще».
К 1652 году город-крепость Синбирск был отстроен и вошёл в подчинение Приказа Казанского дворца.
К 1654 году Синбирская засечная черта была построена и образован Синбирский уезд.

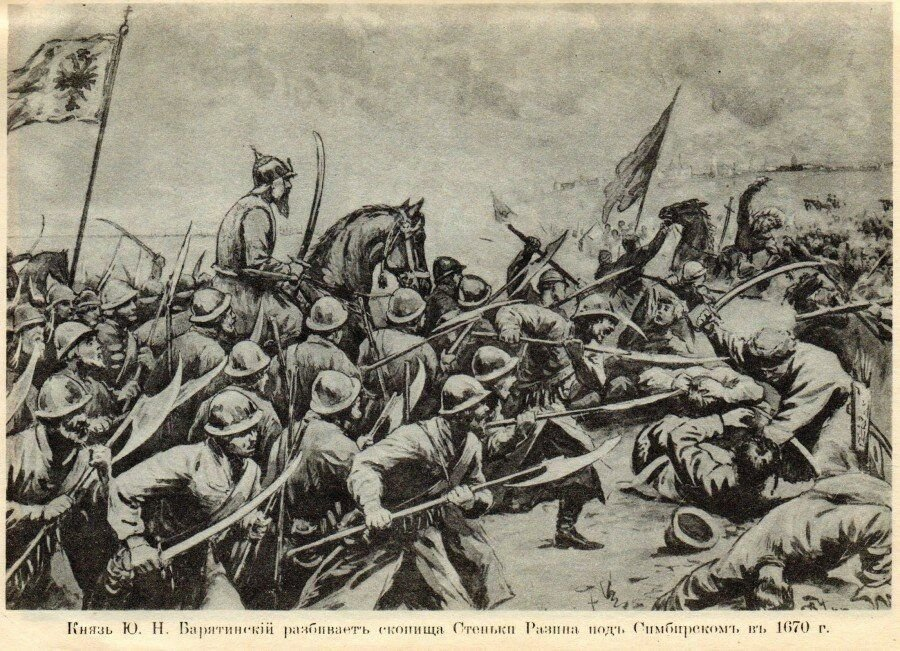
Битва под Симбирском (1670).

В 1666 году с 1 июля по 3 октября в Синбирске жила грузинская царица Елена Леонтьевна с сыном царевичем Николаем Давыдовичем (будущий царь Ираклий I) и два митрополита Епифанием и Николаем.
Летом 1669 года мимо города в Астрахань на корабле «Орёл» проплыл голландский путешественник Ян Стрёйс, устроившийся на судно парусным мастером. Через семь лет он издал в Амстердаме книгу о своих приключениях, которая позже вышла в России под названием «Три путешествия». В ней Стрейс упоминает город Simberska gora и гору Arbuchim (гора напротив с. Криуш), «на которой прежде был город того же имени».
Осенью 1670 года Синбирск осаждало войско под предводительством Степана Разина. Во время осады города, 4 октября, Разин был дважды ранен в бою; раненого его вынесли к реке, и увезли на лодке вниз по Волге.
В июне 1671 года Симбирскую крепость безуспешно осаждал ещё один разбойник — Федька Шелудяк. А 13 июля 1671 года атаман Максим Осипов с небольшим отрядом подошёл к Симбирску и стал штурмовать город, чтобы пробиться к Астрахани.
Так как город был деревянным, его периодически уничтожали пожары. Сильнейший пожар вспыхнул в 1671 году. После него пришлось заново отстраивать кремль. Город выгорал также в 1687, 1694, 1696, 1730, 1740 годах.

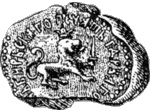
Первый герб Синбирска, 1672 г.

В 1672 году, за «двукратную храбрую оборону от разбойника Стеньки Разина: в первуй раз при воеводе Ивана Милославского от самого Стеньки Разина, а во второй раз через год от есаула разинской шайки Федьки Шелудяка», городу Синбирску, царём Алексеем Михайловичем, был пожалован первый герб.
В 1678 году в Синбирске (в кремле, остроге, посаде), в 605 дворах жило 1579 человек.
По описи стольника и воеводы Синбирска Петра Бестужева-Рюмина сделанная им в 1703 году: «До 206 году (1697-98) город строенья было все деревянное, по мере круг того города по рву стен и башен 415 сажен с аршином круг города ж ров в глубину 3-х, в ширину по верху 5 сажен, городового места вдоль 90 сажен, поперек 83 сажени. Большого города кругом от кремля по мере 1033 сажени, в том числе большого города осталось после пожару 206-го году дубовой стены с выпускными косыми тарасы рублен в лапу и стоячим острогом 513 сажен, да 9 башен дубовых и сосновых...».

## XVIII век

Русское царство на 1708 год.

Указом Петра I от 18 декабря 1708 года, в ходе административно-территориального деления Русского царства на губернии, Синбирск с уездом вошёл в состав Казанской губернии.
22 ноября 1717 году Синбирский уезд был передан в состав вновь образованной Астраханской губернии.
В 1719 году из Синбирского уезда образована Синбирская провинция.
В 1722 году проездом по Волге в Астрахань в Синбирске из-за шторма остановился император Пётр I и подарил городу икону «Богоматерь умягчение злых сердец», которая впоследствии хранилась в Троицком (Николаевском) соборе. Второй раз, в 1723 году, отправляясь походом к Дербенту, Петр I тоже останавливался под Симбирскою горою, откушал чай и отправился далее.
В 1728 году Синбирская провинция снова была передана в Казанскую губернию.

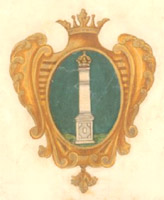
Герб Синбирска, 1730 год.

В 1729 году утверждён новый герб Синбирска — в лазуревом поле белый столб, увенчанный золотой короной.
В 1760-годы в городе Кабритом Ф. Ф. был открыт пансион, в котором обучался будущий поэт, баснописец Дмитриев И. И.
4 (15) июля 1763 года родился Святой Блаженный Андрей Симбирский — небесный покровитель Симбирска.
В 1765 году город посетил А. И. Свечин, который сделал рапорт в Правительствующий Сенат: «Город Синбирск.
поселение сего города состоит в двух местах, первое на высоком косогористом и весьма веселом месте второе под немалой горой на берегу реки Волги окружающее тремя реками, Волгою, Свиягою, и Синбиркой...».
В 1766 году Манифестом Екатерины II вводилась должность городского головы (см. статью: Симбирские городские головы).
На 1767 год в городе дислоцировался Грузинский гусарский полк, затем участвовал в Русско-турецкой войне (1768—1774).

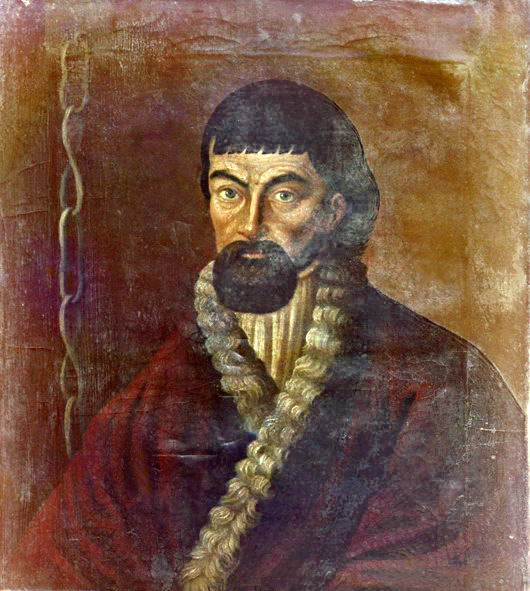
Симбирский портрет Емельяна Пугачёва, писанный с натуры масляными красками.

С 5 по 8 июня 1767 году Синбирск посетила императрица Екатерина II. «Город самый скаредный, — писала она Никите Панину, — и все дома, кроме того, в котором я стою (дом купца И. С. Мясникова), в конфискации за недоимки».
В 1768—1769 годы во время научного путешествия по Поволжью в Симбирске полгода прожил Паллас Пётр Симон. В это же время в городе был путешественник доктор Академии наук Иван Лепехин. А в 1769—1770 годах в городе был путешественник и исследователь Николай Рычков.
1 октября 1774 году из Яицкого городка в Синбирск, в железной клетке, доставил пленного Емельяна Пугачёва лично Суворов Александр Васильевич. На допрос и следствие самозванца, которого допрашивали со 2 по 6 октября, из Москвы прибыли П. И. Панин и П. С. Потёмкин. 26 октября Пугачёв был отправлен из Синбирска в Москву. Суворов почти год оставался в Симбирске имея здесь свою ставку, продолжая тушить всполохи официально подавленной ещё летом 1774 года Крестьянской войны.
Губернский город

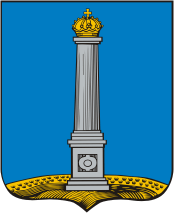
Герб Симбирска (1780)

В 1775 году была учреждена Синбирская губерния, но город Синбирск ещё остаётся «провинциальным».
14 (25) марта 1780 года был утверждён первый регулярный план Симбирска.
11 сентября 1780 году Синбирск переименован в Симбирск.
15 сентября 1780 года Указом Екатерины II «Об учреждении Симбирскаго Наместничества», Симбирск стал губернским городом вновь учреждённого Симбирского наместничества, в составе 13 уездов. А 22 декабря 1780 года впервые в истории Симбирска Екатериной II, был учреждён генеральный план застройки, установлен и утверждён новый герб: «въ голубомъ полѣ, на бѣломъ 4-хъ-гранномъ пьедесталѣ, бѣлая колонна съ золотой короной наверху».
В 1780 году в Симбирске проживало 10541 человек (5308 — муж. пола, 5233 — жен. пола) (3335 ревиз. душ).
В 1782 году была в Симбирске открыта первая почтовая контора, а в апреле 1798 года было открыто прямое почтовое сообщение между Москвой и Симбирском. Почта отправлялась раз в неделю по средам.
На 1785 год в городе проживало мужеского пола 5464 и женского — 5366 человек.
22 сентября 1786 года было открыто Главное народное училище, в 1809 году преобразованное в Симбирскую классическую гимназию.
В Симбирске в 1789 году в доме помещика Дурасова был открыт первый в городе и один из первых в России крепостных театров — крепостной театр Дурасова. В подготовке актёров для него принимал участие замечательный мастер сцены П. А. Плавильщиков. Театр Дурасова просуществовал пять лет. Позднее, в 1790-е годы, в Симбирске сложились две театральные труппы крепостных актёров: Татищевская и Ермоловская.
В 1793 году в Симбирске проживало 13317 человек (7485 — мужского пола, 5832 — женского пола).

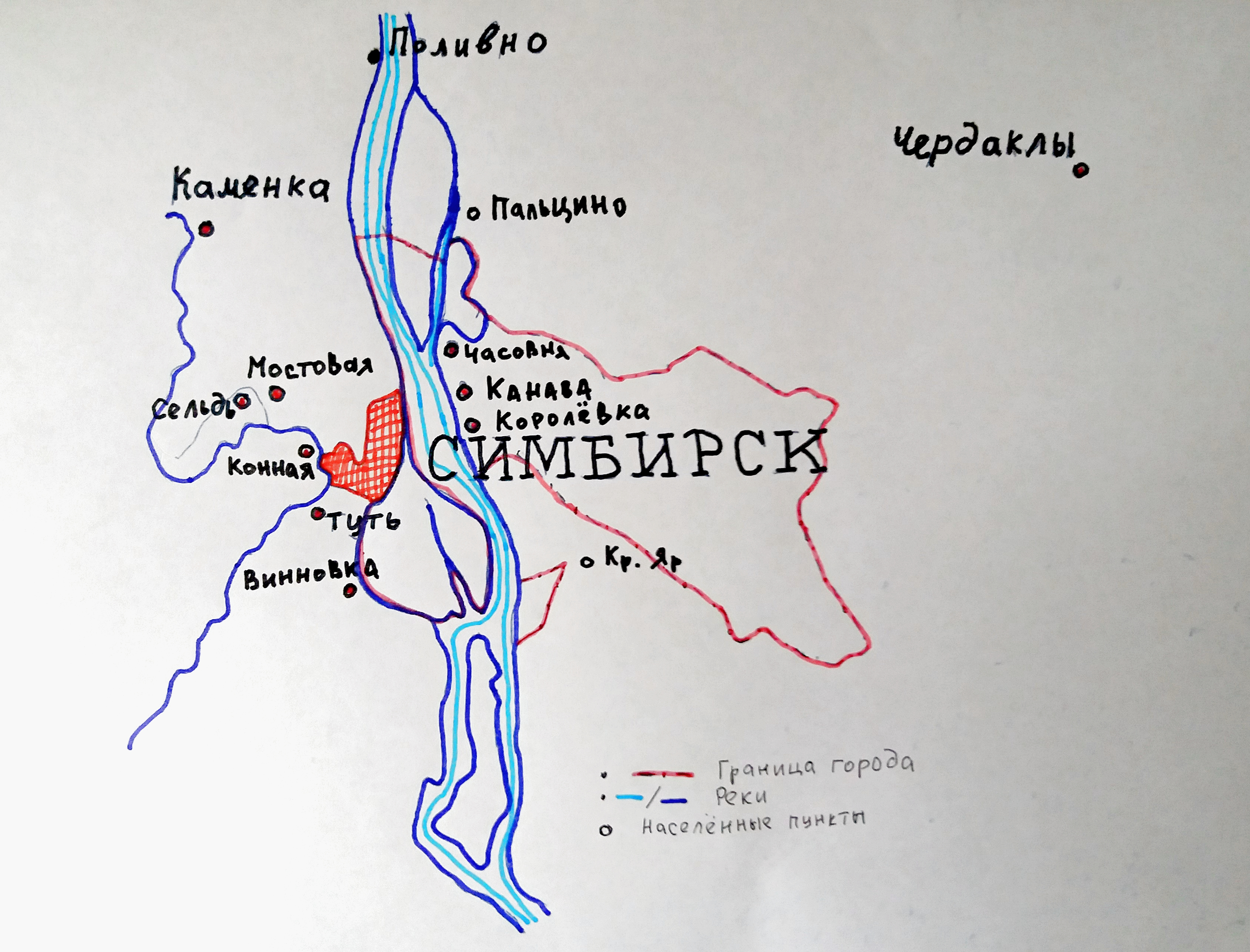
Рисунок границы города Симбирск (1794—1935).

В 1794 году городу на луговой стороне реки Волги было отмежевано 13163 десятин и 1222 сажень земли разных угодий. Заволжские городские земли стали иметь границы с севера — земли крестьян сельца Пальцино и сёл Архангельского и Чердаклы Ставропольского уезда Самарской губернии, с востока — земли частных владельцев и удельного ведомства и скотопрогонную дорогу из города Уфы в гopод Симбирск, с юга — земли крестьян сёл: Красного Яра, Кайбел и Крестовых Городищ Самарской губернии и с запада — земли крестьян села Красного Яра и р. Волги. Граница города действовала до 1935 года.

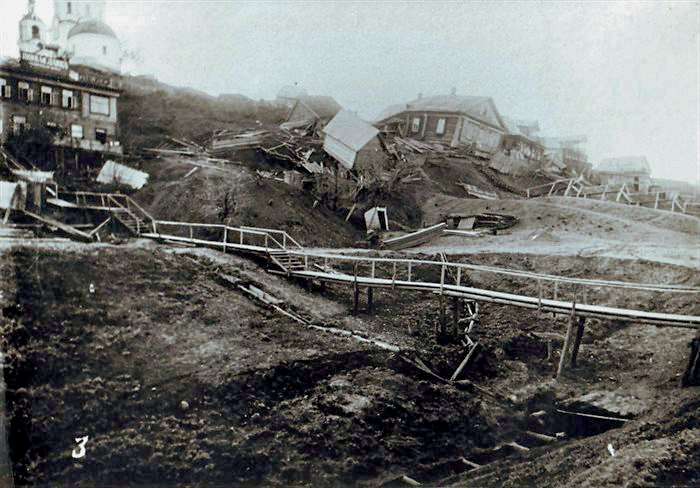
Оползень у Петропавловской церкви в 1915 г.

Указом Павла I от 31 декабря 1796 года Симбирское наместничество преобразована в Симбирскую губернию.
Указом 1798 года слободы Королёвка, Канава и Нижняя Часовня были включены в состав Симбирска, а их население причислено к городским обывателям. Но своей земли жители не имели, а арендовали её у города. Численность их была незначительна, так как были часты нападения кочевых племён. Частые оползни Подгорья (наиболее крупные оползни в Симбирске были отмечены в 1724, 1743, 1785, 1866, 1868 гг., с 1877 до 1902 гг. было ещё 10 крупных разрушительных оползней) заставили людей переселяться в луговое Заволжье. Кроме того, охрана гардкоутскими судами побережья Волги с 1797 года и запрет с 1836 года, при посещении Симбирска императором Николаем I, селиться и строить постройки в Подгорье, заставили массово селиться в Заволжских слободах.
С 1799 по 1819 годы на жительство в Симбирск был выслан бывший обер-прокурор Св. Синода В. А. Хованский.

## XIX век
В 1801 году была основана Александровская губернская земская больница, ныне областная больница.
В 1803 году было открыто Симбирское духовное училище.
В 1804 году на окраине города Симбирска, в доме купца Пустынникова, открылась первая больница, названная «Александровскою».
В 1811 году было открыто Симбирское уездное училище, с 1912 года — 1-е высшее начальное училище г. Симбирска.

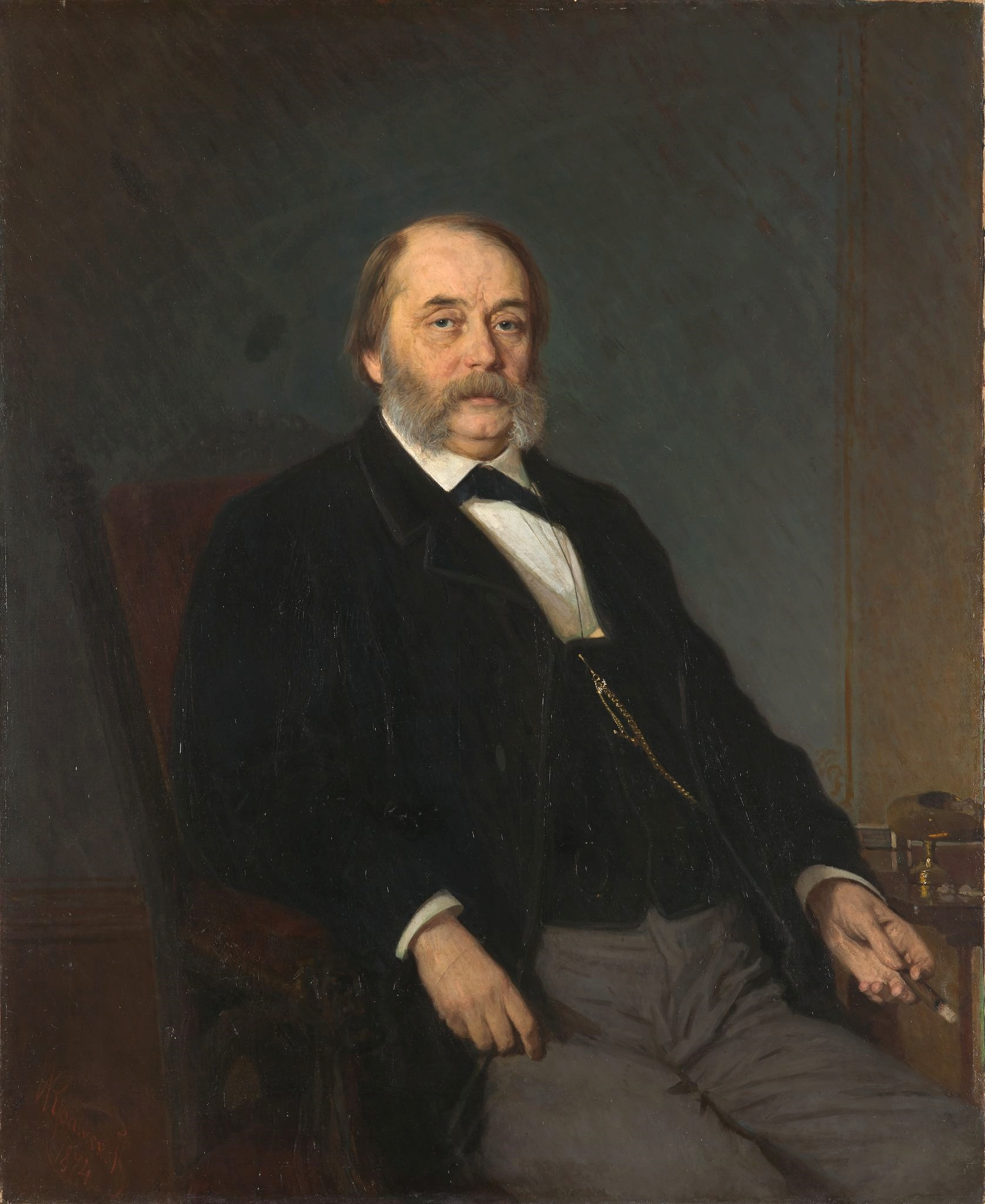
И. А. Гончаров.

6 (18) июня 1812 года родился выдающийся писатель и критик Иван Александрович Гончаров.
В 1812 года, для Отечественной войны, было создано Симбирское ополчение — четыре пеших и один конный полк. Начальником был избран Д. В. Тенишев.
29-гo августа 1817 года город посетил Великий Князь Михаил Павлович.
В 1820 году открылось первое училище для девочек «Дом трудолюбия», а в 1859 году — Мариинская женская гимназия, и к 1913 году в городе было уже две мужских: 1-я Симбирская гимназия, 2-я Симбирская гимназия и три женских гимназии: Мариинская, Гимназия Т. Н. Якубович и Гимназия В. В. Кашкадамовой.

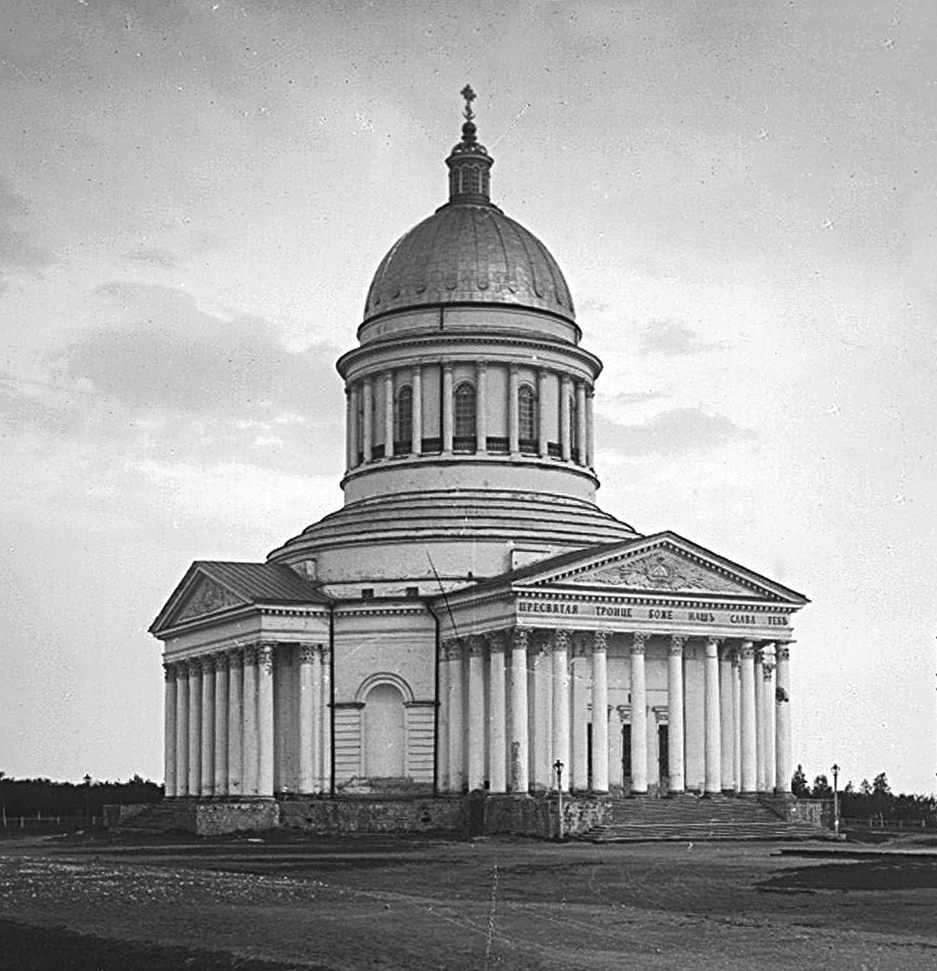
Свято-Троицкий кафедральный собор.

7 сентября 1824 года, в память об Отечественной войне 1812 года, в присутствии императора Александра I, была произведена закладка Троицкого собора. Государь собственноручно положил в его основание первый камень. Храм уничтожен в 1937 году.
В 1826 году, купцом, потомственным почётным гражданином, Ильёй Андреевичем Андреевым, на южной окраине Симбирска был возведён «Чугунолитейный завод купцов Андреевых». В 1916 году завод со всей территорией, строениями и оборудованием выкупила петроградская фирма «Русский автомобильный завод Пузырёва». В 1917—1924 гг. — Симбирский государственный механический завод «Металлист» Симбирского губернского Совета Народного хозяйства, г. Симбирск, с 1924 г. — Ульяновский государственный механический завод «Металлист», с 1941 г. — Ульяновский механический завод филиала № 4 Московского автомобильного завода им. Сталина. Ныне — Ульяновский моторный завод.
В Симбирске около 10 лет прожила царевна Тамара, бывшая фрейлина императрицы Александры Фёдоровны (супруги Николая I), сосланная из Грузии в 1829 году.
В апреле 1832 года вышел манифест императора Николая I о сословие потомственных почётных граждан и в Симбирске появились первые почётные граждане.
Осенью 1833 года проездом в Оренбург в Симбирске останавливался великий русский поэт Александр Сергеевич Пушкин.
22-23 августа 1836 года Симбирск посетил император Николай I, который сделал много указаний по возведению новых строений города, особенно в центральной его части.
24 июня 1837 года город посетил наследник российского престола великий князь Александр Николаевич, будущий император Александр II «Освободитель».
В 1840 году была открыта Симбирская духовная семинария.
29 октября 1843 года был утверждён новый план города Симбирска, который учитывал все указания сделанные Николаем I по благоустройству города и расширил границы исторического центра города.

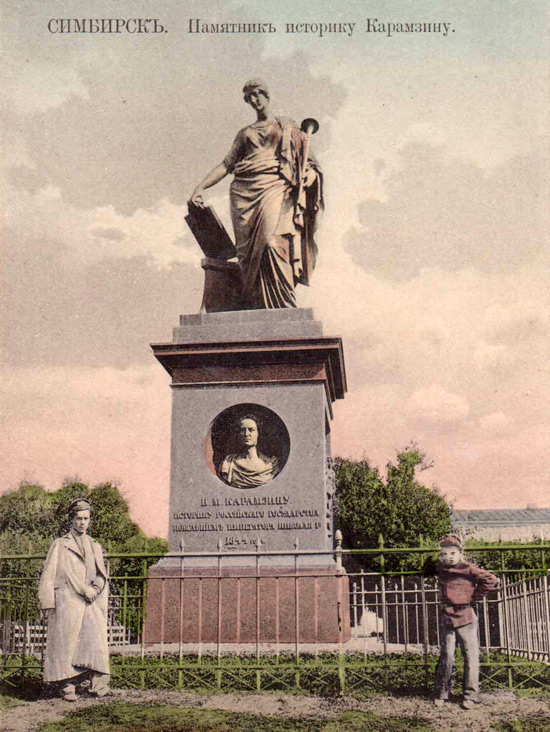
Памятник Н. М. Карамзину.

В 1845 году открыт памятник Н. М. Карамзину — символ Симбирска-Ульяновска, а в 1866 году — Карамзинский сквер.
В 1847 году создано Женское духовное училище, как приют для сирот, а 16 (28) августа 1876 году преобразовано в Симбирское епархиальное женское училище, которое стало готовить учительниц для сельских школ.
18 апреля 1848 году открыта одна из первых библиотек в Поволжье — Карамзинская общественная библиотека, а в 1893 году — Гончаровская библиотека.
С 1 января 1851 года, при создании Самарской губернии, к Симбирску отошли деревни: Корольчиха (переименована в слободу Королёвка), Канава и Часовня, получив статус слобод.
В 1853 году на Симбирском ипподроме состоялись первые «рысистые бега».
На 1859 год в городе жило: 23275 (12281 м. и 10994 ж.) жителей.

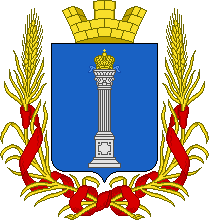
Герб Симбирска, 1859 год.

В 1859 году в Симбирске открылась первая частная типография, принадлежавшая надворному советнику Василию Черникову.
В 1859 году, в ходе геральдической реформы Б. В. Кёне был подготовлен проект украшения герба Симбирска. Из описания: «В лазоревом щите серебряный столб, на котором золотая, украшенная двумя Андреевскими лентами императорская корона. Щит увенчан золотой башенной короной о трёх зубцах и окружён золотыми колосьями, соединёнными Александровской лентой».
С 24 по 27 (12—15) июня 1863 года в Симбирске находился Великий князь, цесаревич Николай Александрович, старший сын Александра II.
С 13.08.1864 г. по 20.02.1910 г. в городе был расквартирован Симбирский губернский батальон (233-й Сурский резервный батальон).

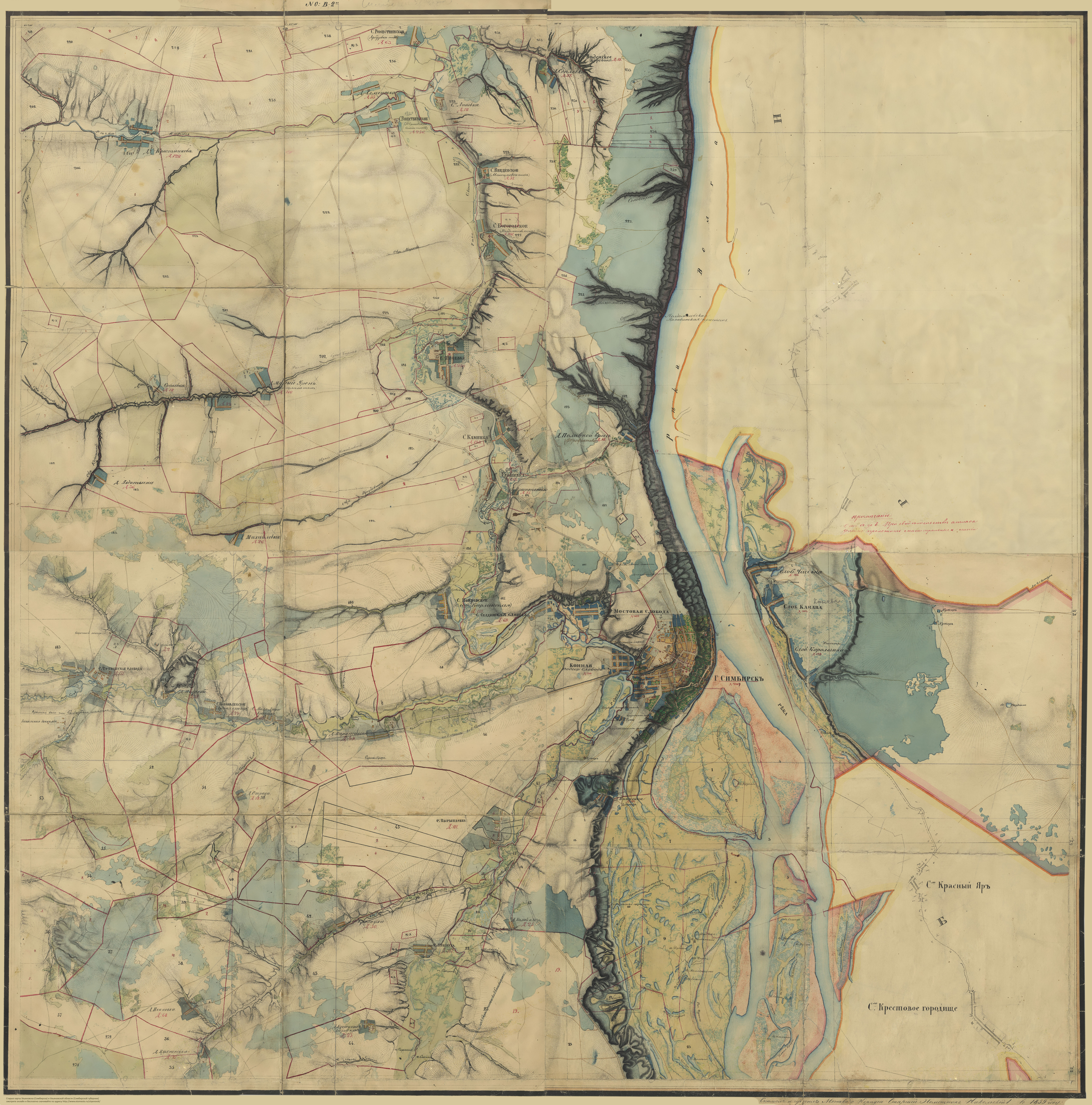
Окрестности Симбирска (Ульяновска) на верстовке 1859 года А. И. Менде

13 августа 1864 года произошёл страшный пожар в Симбирске, который продолжался 9 дней. От города уцелела его четвёртая часть. Здание дворянского собрания и Карамзинская библиотека в нём, Спасский монастырь, 12 церквей, почтамт, все лучшие частные строения сгорели.
Осенью 1865 года был составлен новый план застройки города, в черту города вошла слобода Туть.
В 1866 году на Карамзинской площади по проекту симбирского архитектора Н. А. Любимова создан Карамзинский сквер.
В 1867 году купцом Юргенсом был открыт первый книжный магазин в Симбирске.
В 1868 году основана просветителем Яковлевым И. Я. — Симбирская чувашская учительская школа.
18 мая 1868 года Симбирск посетил Bеликий Князь Владимир Александрович, а 21 мая город посетил Bеликий Князь Алексей Александрович.

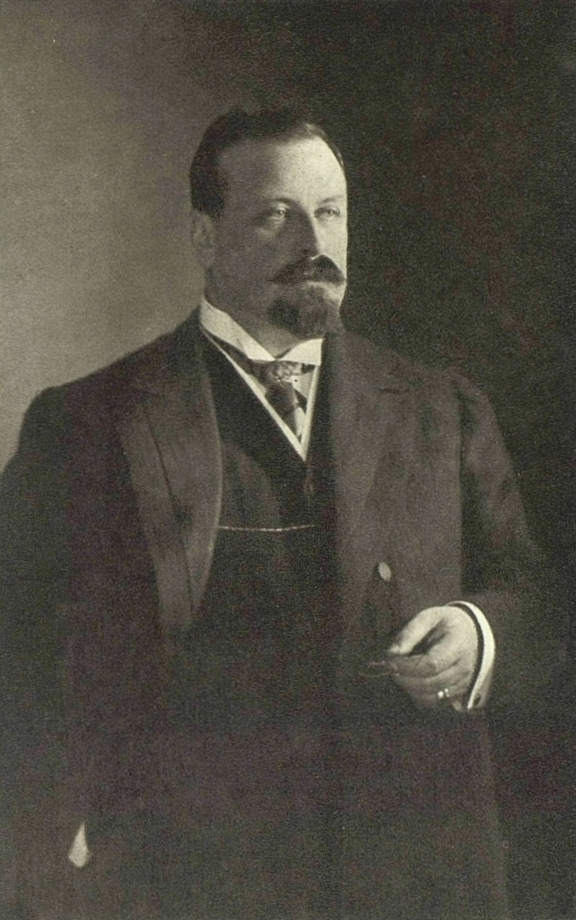
Александр Николаевич Наумов.

20 сентября 1868 года родился российский государственный деятель Наумов Александр Николаевич.
20 июля 1869 года наследник цесаревич Александр Александрович вместе с государыней цесаревной Мариею Фёдоровною и великим князем Алексеем Александровичем посетили город.
10 (22) апреля 1870 года на Стрелецкой улице родился вождь мировой революции Владимир Ильич Ульянов (Ленин).
В 1872 году в Симбирске создана городская почта и 5 июня 1872 года у входа во Владимирский сад на Венце была воздвигнута водонапорная башня.
В 1873 году в городе был учреждён Симбирский кадетский корпус.
4 сентября 1873 года в Симбирске был расквартирован легендарный 5-й пехотный Калужский Императора Вильгельма I полк Русской императорской армии. В 1888 году его перевели на западную границу.
В 1879 году на улице Большой Саратовской (ныне улица Гончарова), в деревянном здании был открыт драматический театр.

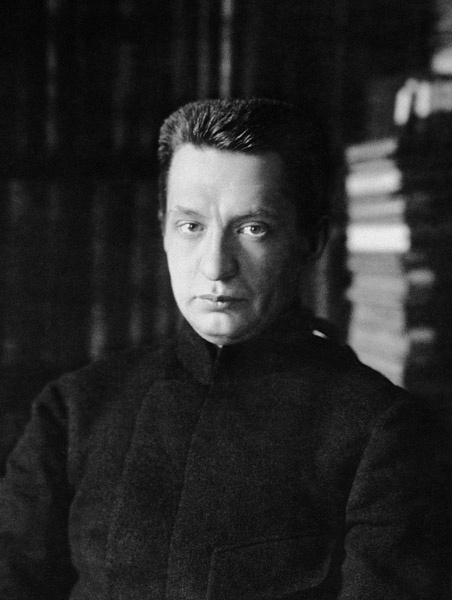
А. Ф. Керенский, 1917 г.

22 апреля (4 мая) 1881 года в городе родился российский политик Александр Фёдорович Керенский.

На 1884 год в Симбирске было 4345 дворов, в котором жило: 19898 муж. и 18693 жен.

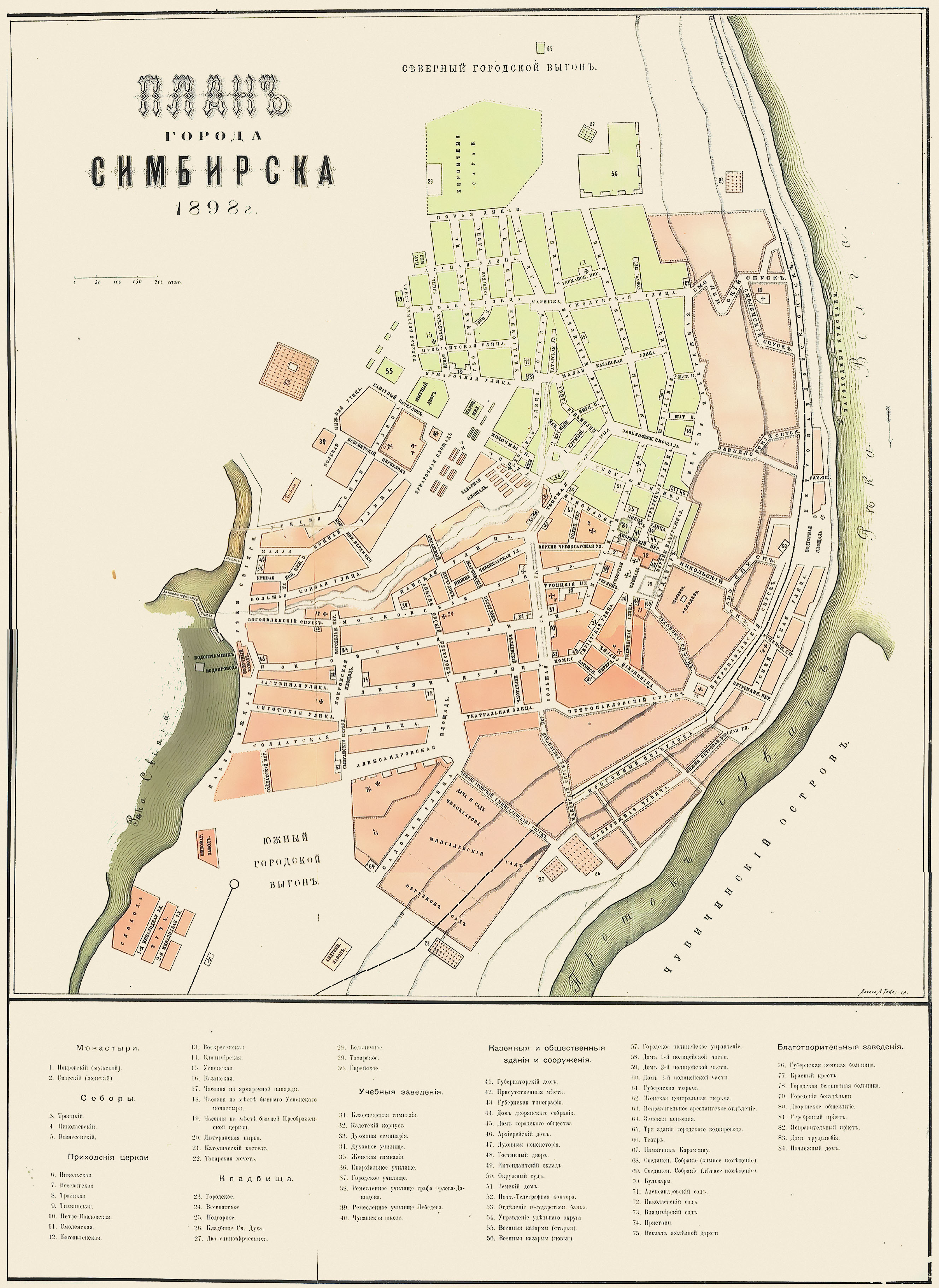
План Симбирска 1898 года. Мартынов, Павел Любимович «Город Симбирск за 250 лет его существования: систематический сборник исторических сведений о г. Симбирске»

В 1888 году случился пожар, начавшийся на Дворцовой улице, уничтоживший 186 домов.
В 1891—1892 годах Симбирскую губернию, как и многие другие губернии Российской империи, охватил голод, вызванный неурожаем и, как следствие, болезни — тиф и холера. См. статью: Голод в России (1891—1892)
В 1892 году симбирские отделения Российского страхового и пароходного общества получили разрешение установить телефонную связь между их конторами, расположенными на углу Большой Саратовской и Московской улиц и на берегу Волги у пристани. Осенью 1897 года в Симбирске были установлены городские телефоны.
16 июня 1896 года воздухоплаватели-парашютисты Юзеф и Ольга Древницкие для симбирской публики во Владимирском саду устроили представление. Надув горячим воздухом воздушный шар и поднявшись на нём на значительную высоту, первым совершил прыжок с парашютом-зонтиком Юзеф Древницкий. Он опустился на землю недалеко от места взлета — в районе современных улиц Кузнецова и Плеханова. 21 июня шар второй раз был поднят в воздух, а прыжок совершала Ольга Древницкая.
По переписи 1897 года в Симбирске жило: 39881 (20036 м. и 19845 ж.) человек.

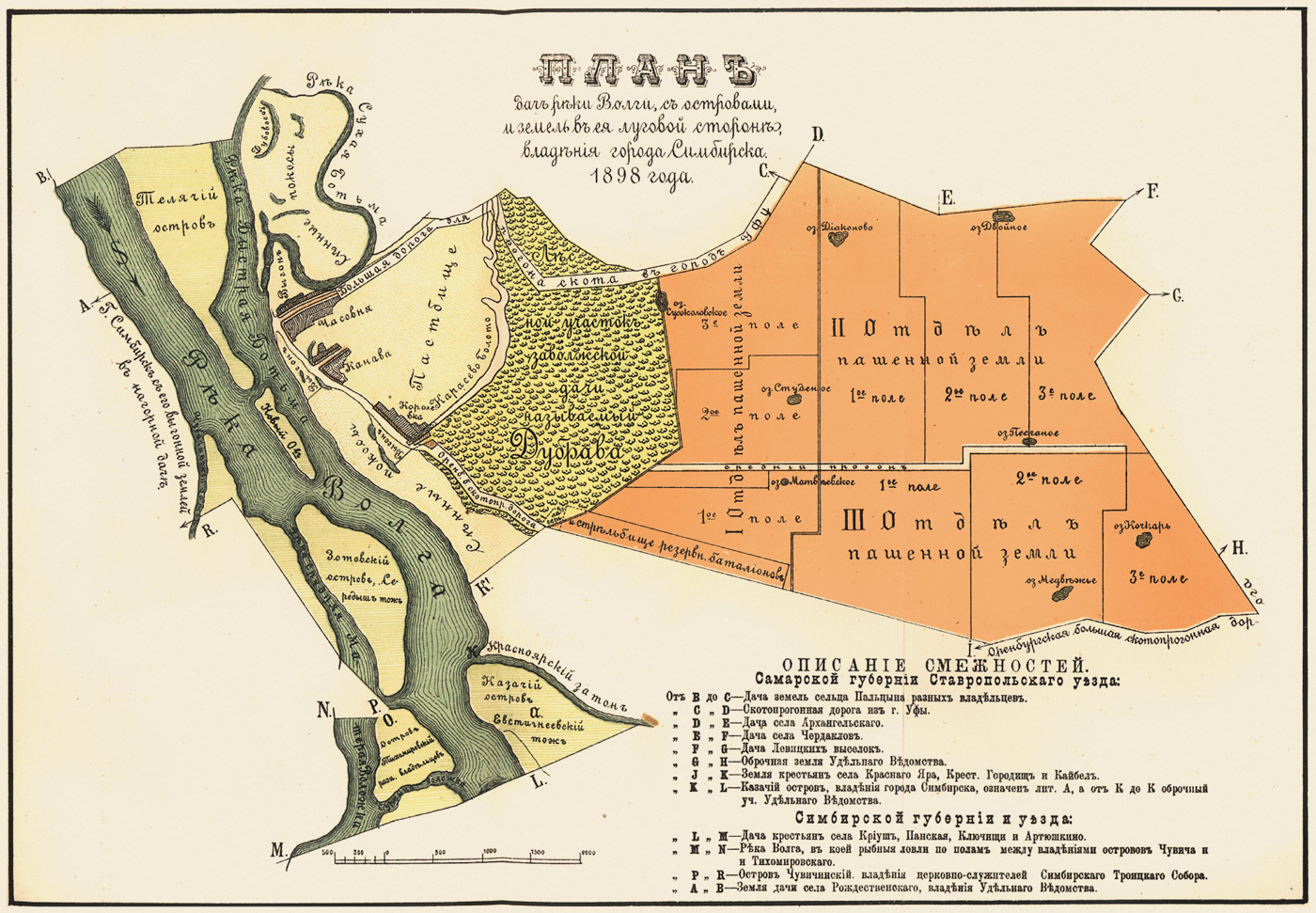
План дач реки Волги, с островами и земель в её луговой стороне, владения г. Симбирска 1898 год.

В мае 1898 года в Симбирске состоялся первый киносеанс. Заезжий гастролёр-киномеханик Никольский несколько дней «крутил» короткие ленты в здании городского театра Д. С. Булычёвой.
3-5 октября 1898 года Симбирск широко отметил 250-летие своего существования. К этой дате Санкт-Петербургский монетный двор выпустил золотой и серебряный жетон. А Симбирская типо-литография выпустила книгу Павла Любимовича Мартынова «Город Симбирск за 250 лет его существования». 4 октября 1898 года в зале Дворянского собрания состоялся Торжественный обед.

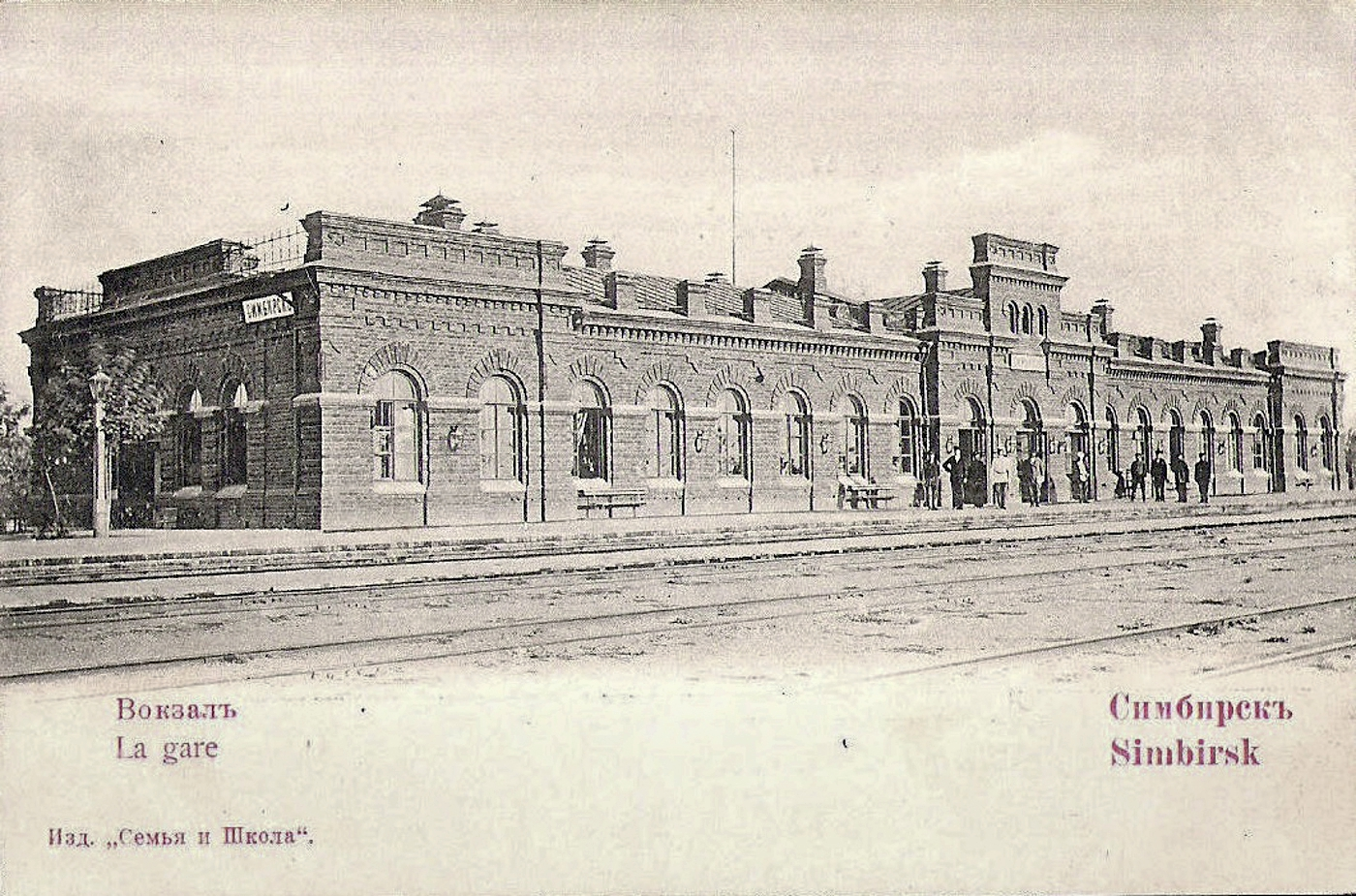
Открытка 1900 г. Симбирск. Ж/д вокзал Симбирск I.

28 декабря 1898 года открылась ветка Симбирской железной дороги Инза — Симбирск, а торжественное открытие состоялось 17 января 1899 года, когда был построен, в районе слободы Туть, одноэтажное каменное здание вокзала Симбирск-1 (с 1924 года — Ульяновск I).
Из простого города-крепости Симбирск превратился в провинциальный город с развитой инфраструктурой (театры, больницы, гимназии). Самая лучшая и богатая его часть была расположена на Венце, где находились соборы, губернские административные учреждения, учебные заведения, частные особняки, ремесленные мастерские, общественные сады и бульвары. Рядом располагалась оживлённая торговая часть города с центром в гостином дворе. На городских окраинах жили в основном бедняки. Основным занятием горожан было ремесло, сельское хозяйство и рыболовство.
На протяжении всего XIX века и до революции в городе действовала ежегодная Сборная ярмарка, одна из крупнейших в Поволжье, её оборот в некоторые годы достигал 10 миллионов. Привозили купцы в Симбирск мануфактурные товары, кожи, шерсть, лошадей, а вывозили хлеб и фрукты.

## XX век
13 (1) ноября 1900 году Симбирск (ст. Часовня-Пристань, у слободы Канава) был соединён железной дорогой с Мелекессом, а затем с Бугульмой.
В 1901 году, на месте старого храма, начали строить новый Спасо-Вознесенский собор. Собор уничтожен в 1935 году.
В 1903 году начали строить здание Симбирской губернской земской управы. Построен в 1905 году. Ныне Главпочтамт.
Весной 1905 года в город приехал театр Махотина.

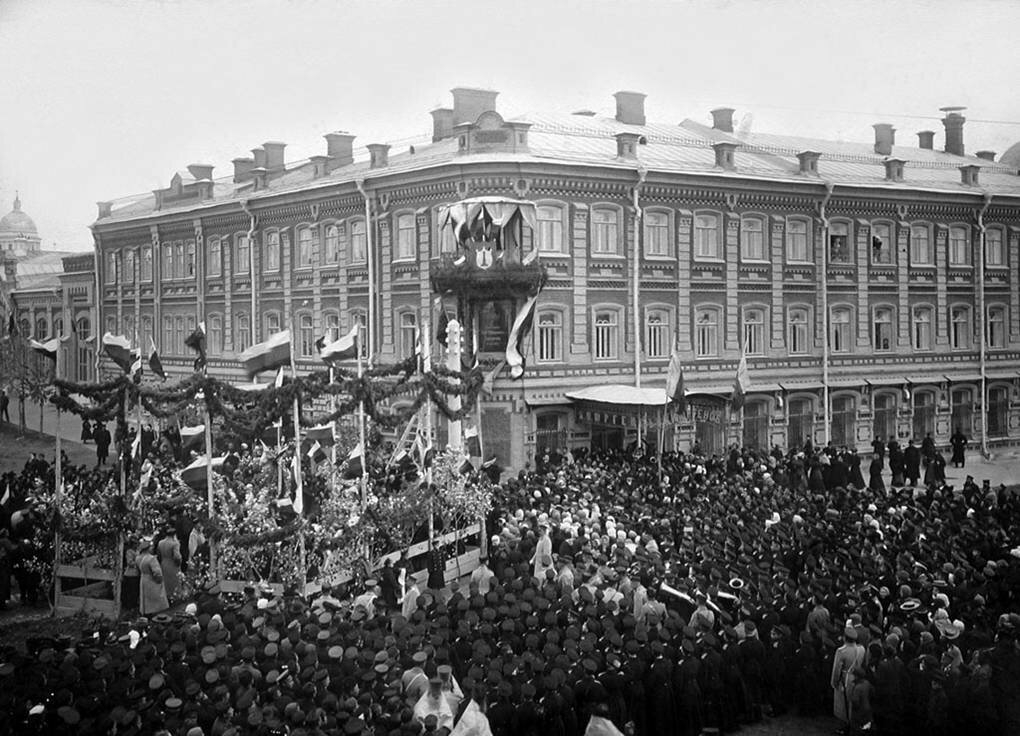
Открытие мемориальной доски И. А. Гончарову (1907).

В 1907 году открылся первый в городе электротеатр «Патэ», работавший до 1923 года. Он разместился на втором этаже бывшего доходного дома И. И. Сусоколова на углу Большой Саратовской и Верхне Чебоксарской улиц (ныне Гончарова, 28). На Доме Гончарова была открыта Мемориальная доска И. А. Гончарову.
В 1908 году огромной популярностью пользовался прибывший из Нижнего Новгорода "Плавучий театр «Наяда». Киносеансы в сочетании с волжскими видами и предлагавшимся угощением привлекали широкую публику.
24 августа 1908 года на втором этаже доходного дома Карташевых и Зеленковых (ныне Гончарова, 17) открылся кинотеатр «Модерн».
22 марта (4 апреля) 1908 году родился советский государственный деятель Фирюбин Николай Павлович.
С 1908 по 1912 года, в Симбирске с родителями жил и учился в гимназии будущий трижды Герой Социалистического Труда, лауреат Сталинской и Государственной премий, создатель атомной бомбы, академик Курчатов Игорь Васильевич.
В начале 1910 года открывается кинотеатр «Аполло» в фойе городского театра, а на 1-м этаже Троицкой гостиницы работал общедоступный «Калейдоскоп».
В 1910 году в городе и губернии побывал автор аграрной реформы, Председатель Совета министров Российской империи П. А. Столыпин.
В октябре 1910 года был совершён первый полёт аэроплана над Симбирском. Моноплан «Анрио», пилотируемый графом Михаилом Фёдоровичем Сципио дель Кампо, поднялся с городского ипподрома (район Туть), пролетел в сторону ближайшего леса, затем повернул к железнодорожному вокзалу и вернулся к месту взлёта.
28 марта 1911 года состоялось открытие нового кинотеатра города — «Экспресс», разместившегося на Дворцовой улице, в двух домах, принадлежавших А. А. Крупенникову.
В июне 1912 году в городе прошли торжественные мероприятия по случаю столетнего юбилея великого писателя Ивана Александровича Гончарова: 6 июня, на бульваре Новый Венец, был заложен краеугольный камень будущего Дома-памятника Гончарову, улица Большая Саратовская была переименована в Гончаровскую, 18 июня, в Винновке, была установлена Мемориальная беседка Гончарова, а в зале Дворянского собрания прошло публичное заседание Симбирской губернской учёной архивной комиссии.
В 1912 году у Троицкого собора прошли торжества посвящённые 100-летнему юбилею Отечественной войне 1812 года. В этом же году на средства купца Н. С. Зеленкова по проекту Ф. О. Ливчака построено здание кинотеатра «Ампир» (ныне Художественный). Кинотеатр стал считаться лучшим в городе, а здание стало украшением города.
В 1912 году впервые в городе на Новом Венце режиссёр и художник Чеслав Сабинский снимает фильм «Гроза» по А. Островскому.
1 января 1913 года в Симбирске была введена в действие первая электростанция. Здание электростанции проектировал главный архитектор Симбирска Феофан Вольсов.
На 1913 год в Симбирске жило: 58096 (31800 м. и 26296 ж.) человек.
В 1913 году был принят «План существующего и планируемого расположений Симбирска 1913 года».
7 июля 1914 года произошёл пожар при строительстве Императорского моста.
В 1914 году на фронт Первой мировой войны из Симбирска убыли в войска: 107-й Троицкий пехотный полк, 163-й Ленкоранско-Нашебургский пехотный полк, 164-й Закатальский пехотный полк, 308-й Чебоксарский пехотный полк, 5-й Уланский Литовский Его Величества короля Виктора-Эммануила III полк (16-й армейский корпус, Казанский ВО). А 28 августа 1914 года в город прибыла первая партия военнопленных — подданные Австро-Венгерской Империи. С 3 октября 1914 года на пожертвованные средства при Губернаторском доме открылся лазарет для раненых и больных воинов. Также в учреждениях города стали открываться госпиталя и лазареты.
С 7 марта по 15 сентября 1915 года в городе, в ссылке, жил будущий первый президент Украины Михаил Сергеевич Грушевский.
29—31 мая 1915 года сошёл сильный оползень Симбирской горы, что на некоторое время помешало строительству Императорского моста.
В 1916 году, в районе Заволжских слобод: Канава и Часовня, начато строительство 3-го Патронного завода, эвакуированного из Петрограда, в дальнейшем, давшее начало Заволжскому району.
В 1916 году в Симбирске завершено строительство Императорский Его величества Николая II моста, протяжённостью 2089 метров, самого длинного на тот момент в России. 5 октября 1916 года, торжественно открылось движение поездов по мосту Симбирск I — Верхняя Часовня.

## Советский период

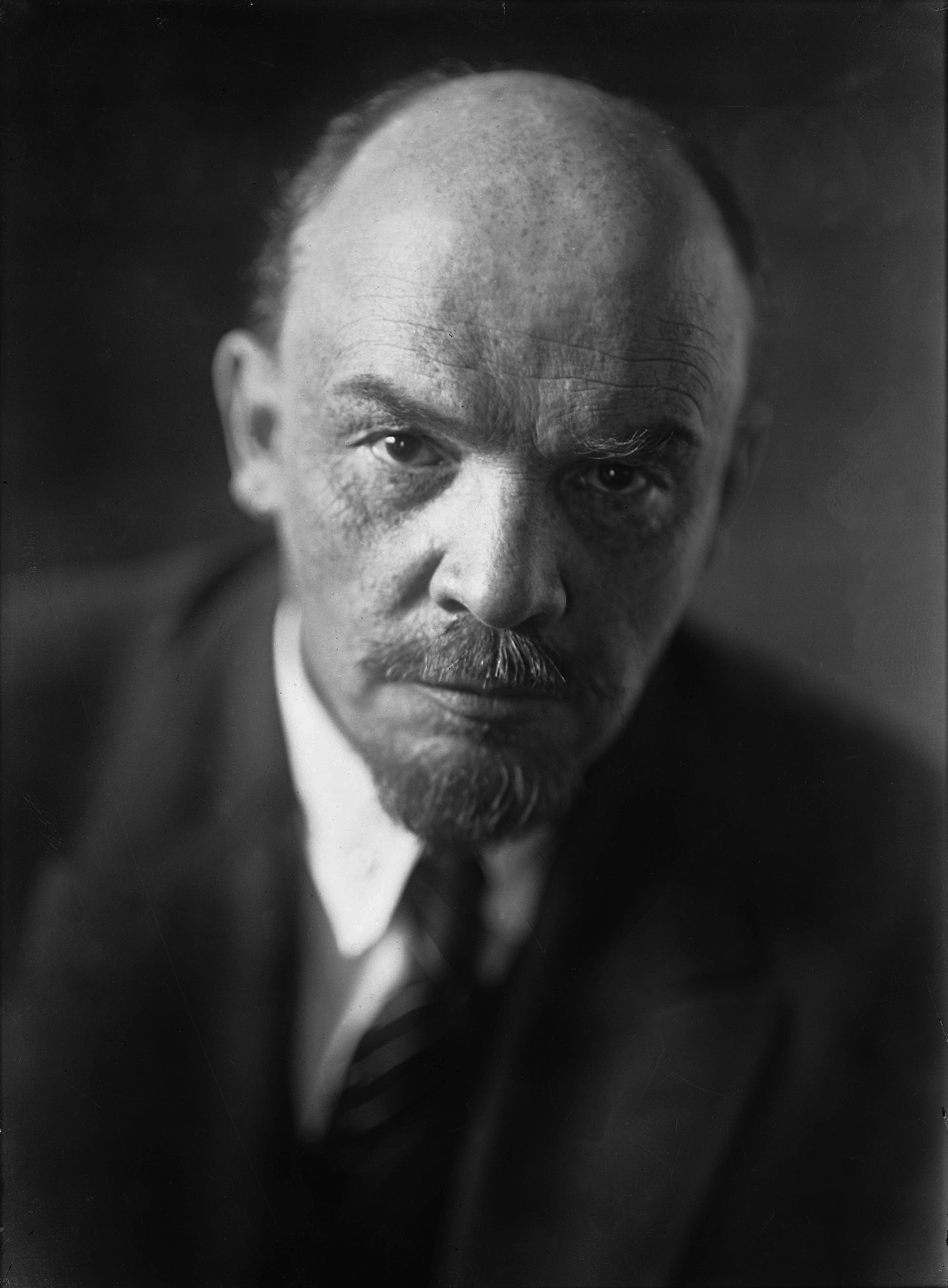
В. И. Ленин, 1920 годФото П. Жукова.

Мемориальная доска на здании земской управы Симбирска.

10 декабря 1917 года в Симбирске была установлена Советская власть.
С 1918 года вместо Городского головы городом стали руководить первые секретари Ульяновского горкома ВКП(б)/КПСС и председатели горисполкома.
В феврале 1918 года в городе были открыты курсы школы взводных инструкторов РККА, ставшие в дальнейшем Ульяновским танковым училищем.
В июне 1918 года в Симбирске в эвакуации находился Самарский ревком, в котором работал известный революционер Валериан Куйбышев.
11 июля 1918 года в Симбирске левые эсеры под руководством командующего Восточным фронтом РККА Муравьёва М. А. выступили за создание Поволжской республики и предприняли неудачную попытку поднять мятеж.

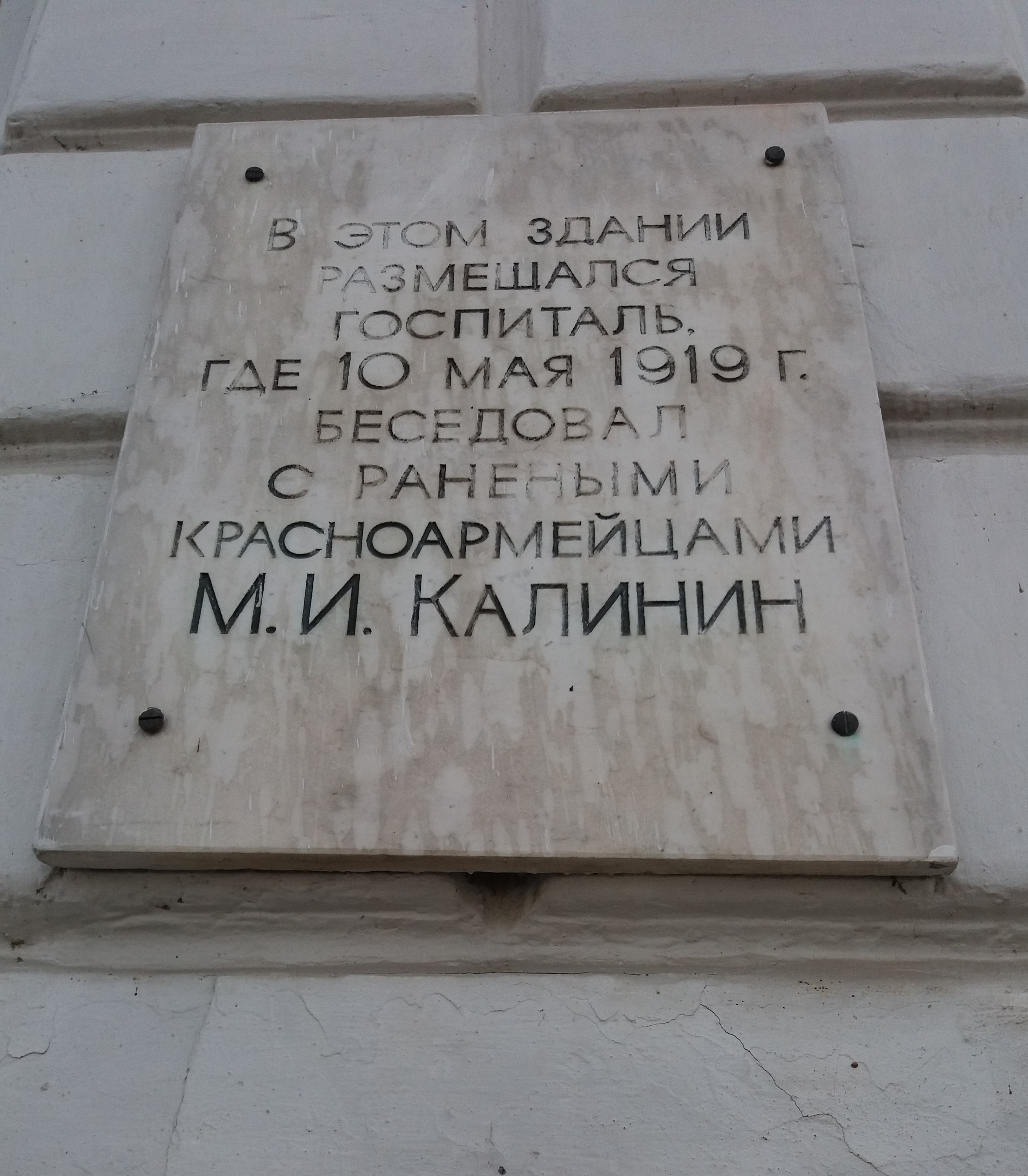
Мемориальная табличка на здании УлПУ.

21 июля 1918 года в Симбирск вошёл русско-чешский отряд белогвардейцев под командованием Каппеля — войсками КОМУЧа. 12 сентября 1918 года вновь занят Симбирской Железной дивизией под командованием Гая.
7 февраля 1919 года из Свияжска в Симбирск переехал революционный военный совет и штаб Восточного фронта во главе с командующим Сергеем Каменевым и членом реввоенсовета Сергеем Гусевым.

Мемориальная доска Калинину М. И. на здании паровозного депо.

В феврале 1919 года в Симбирске создан Пролетарский университет. 22 февраля 1920 года был преобразован в Симбирский государственный университет, которому было присвоено имя В. И. Ленина. Однако 23 октября 1921 года постановлением Совета народных комиссаров в связи с тяжелой социально-экономической ситуацией в регионе Симбирский государственный университет был закрыт. 1 октября 1920 года на базе университета был открыт Симбирский рабочий факультет НКП (с 1924 года — Ульяновский рабочий факультет им. В. И. Ленина). В 1939 году состоялся XXII последний выпуск Ульяновского рабфака имени В. И. Ленина.

Мемориальная доска на здании 2-й гимназии (Ульяновск).

2 мая 1919 года на площади Революции (территория центрального рынка и завода «Контактор») нарком по военным и морским делам, председатель Реввоенсовета Республики Лев Давидович Троцкий устроил смотр войск Симбирского гарнизона.

Мемориальная табличка на здании Ульяновского драмтеатра.

С 9 по 11 мая 1919 года в городе находился Председатель ВЦИК М. И. Калинин.
После гражданской войны промышленность города пребывала в состоянии разрухи. Здания фабрик, заводов пришли в ветхость, оборудование устарело, не хватало топлива, сырья, инструментов. Предприятия либо сворачивали производство и закрывались, либо работали с большими перебоями. На симбирском металлургическом заводе неоднократно производилось сокращение рабочих и простаивали целые цеха. За годы войны в Симбирске не было построено ни одного здания, исчезло уличное освещение, бульвары и парки пришли в запустение, было разрушено до сотни жилых домов, пустовали базар и ярмарочная площадь.
На 1920 год в Симбирске жило: 79671 (37692 м. и 241979 ж.) человек.
В 1920 году был создан Заволжский поселковый Совет, в 1928 году, для левого берега р. Волги (трёх слобод: Часовни, Канавы и Королёвки), город выделил Заволжский районный городской Совет, а 5 января 1935 года переименован в Заволжский район.
В 1920 году в состав города вошёл посёлок Куликовка и посёлок «Бутырки».
Из-за голода в Поволжье (1921—1922) в Симбирске развернула работу американская организация «АРА» для помощи голодающим.
По переписи 1923 года в Симбирске жило: 68490 (32380 м. и 36110 ж.) человек.
10 декабря 1923 года открылся Дом-музей В. И. Ленина.
9 мая 1924 года, в связи со смертью Владимира Ильича Ульянова (Ленина), постановлением ЦИК СССР, Симбирск переименован в Ульяновск, Симбирская волость — в Ульяновскую волость, Симбирский уезд — в Ульяновский уезд, а Симбирская губерния — в Ульяновскую губернию. Как только жители губернии и Симбирска не предлагали переименовать город — и «Ленин», и «Ленинск», и «Ильич», но эти топонимы не нашли поддержки в Москве. И лишь предложенное крестьянами Карсунского уезда название «Ульяновск» понравилось в столице и было одобрено.
25 сентября 1926 года по улицам Ульяновска, по трём маршрутам, в рейс отправились первые автобусы.
Численность населения г. Ульяновска по переписи 1927 года население составило: 70131 чел., в том числе мужчин 32841 и женщин 37290 человек.
14 мая 1928 года были упразднены Ульяновский уезд и Ульяновская губерния, а город Ульяновск стал центром Ульяновского округа Средне-Волжской области (с 20 октября 1929 года — Средне-Волжского края, с 27 января 1935 года — Куйбышевского края, с 5 декабря 1936 года — Куйбышевской области). А с 16 июля 1928 года Ульяновск стал и административным центром Ульяновского района.
30 июля 1930 года Ульяновский округ упразднён, а его районы отошли в прямое подчинение Средне-Волжского края, а Ульяновск остался административным центром Ульяновского района и Ульяновского городского района, с населением в 68030 человек.
В начале 1930-х московский институт «Гипрогор» разработал план развития Ульяновска и Ульяновского района в составе Средневолжского края, рассчитанный на 10 лет.
17 августа 1931 года из Самары в Ульяновск была передислоцирована авиашкола — Ульяновская военная авиационная школа пилотов.
15 апреля 1932 года, в бывшем ремесленном училище графа Орлова-Давыдова, открылся 1-й Всесоюзный авиационный техникум ОСХ.
В 1932 году разрушен Николаевский собор.
В мае 1933 года в кинотеатре «Художественный» прошёл первый в Ульяновске показ звукового кино — фильм «Встречный». Деньги на новую аппаратуру тогда собирали все предприятия города.
В августе 1933 года в Ульяновске впервые состоялся авиационный парад.
12 июля 1934 года Ульяновск посетили первые Герои Советского Союза — Водопьянов М. В., Доронин И. В., Ляпидевский А. В., Кренкель Э. Т.

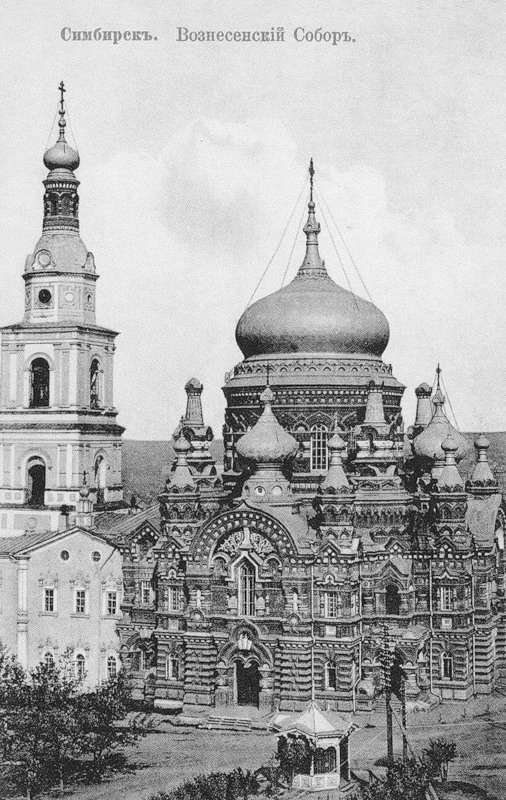
Разрушенный Спасо-Вознесенский собор в Симбирске

В 1935 году был уничтожен Спасо-Вознесенский собор.
В 1936 году в городе открылась Ульяновская школа особой техники, ставшая в дальнейшем Ульяновским высшим военным инженерным училищем связи.
В 1937 году в нарушение предписания Комитета ВЦИК был разрушен Троицкий собор.
К концу 1930-х годов, почти все храмы в Ульяновске были разрушены или использовали по другим назначениям; функционировало только два храма — храм в честь иконы Божией Матери «Неопалимая Купина» и храм Воскресения Христова. В период с 1917—1940 года происходили массовые репрессии в отношении крестьянства, духовенства, интеллигенции.
На 1939 год в Ульяновске жило 103779 (48936 м. и 54843 ж.) человек.
В 1939—1940 годах в Ульяновске началось строительство трёх заводов Наркомата авиационной промышленности, завода токарных станков. К началу войны ни один из цехов сооружаемых заводов не был завершён.
С июня 1940 по май 1941 года в бывшем здании гимназии размещался штаб формирующегося дважды орденоносной 154-й стрелковой дивизии / 47-я гвардейская стрелковая дивизия, которая прошла путь от Волги до Берлина.
Накануне Великой Отечественной войны Ульяновск представлял собой небольшой провинциальный город с населением 110 тысяч человек. В городе не было крупных промышленных предприятий, исключение составлял 3-й Госзавод имени Володарского. Кроме этого работало чуть более 10 предприятий лёгкой и пищевой промышленности.

### Великая Отечественная война

Мемориальная доска на здании духовного училища.

Мемориальная доска на здании Литературного музея «Дом Языковых».

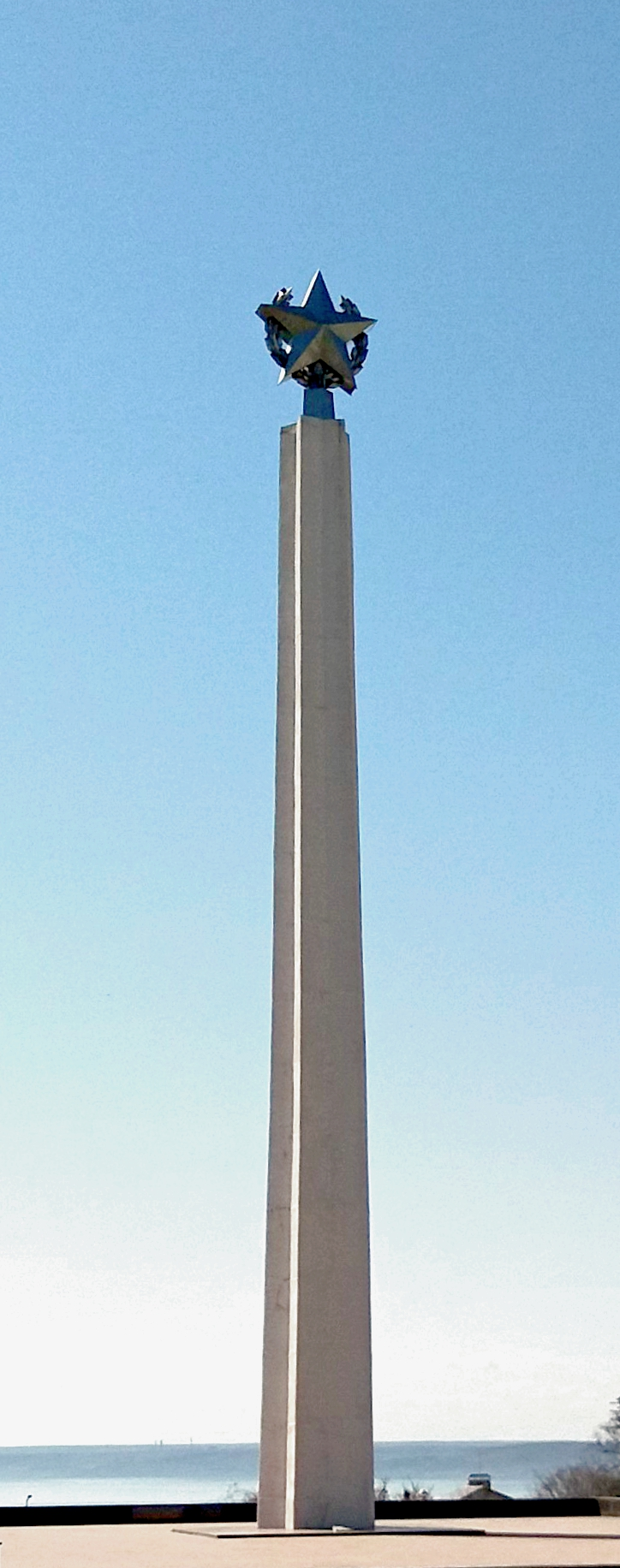
Обелиск «30 лет Победы».

В первые месяцы войны из Ульяновска на фронт ушли добровольцами более 10000 человек, а всего за годы войны — 39301 человек. В годы войны Ульяновск стал местом эвакуации 17 промышленных предприятий из оккупированных районов и прифронтовой полосы. Из Москвы эвакуированы ряд промышленных предприятий, в том числе ЗиС, разместившейся на территории чугунного завода «Металлист», давшее начало строительству заводам — УАЗ, УМЗ и «Автозапчасть» — ныне Автодеталь-Сервис. Из Витебска прибыла чулочно-трикотажная фабрика имени КИМ, ставшая в дальнейшем трикотажной фабрикой «Русь». Из Киева прибыла швейная фабрика имени М. Горького, ставшей — швейной фабрикой «Элегант». Из Московского НИИ-12, Ленинградского приборостроительного завода № 278 и Вяземского приборостроительного завода № 149, были объединены в Ульяновский приборостроительный завод № 280, ныне завод «Утёс». Из электроаппаратного цеха Харьковского электромеханического завода, был создан Государственный союзный завод № 650, а затем — «Контактор». Из Минска передислоцировано Минское танковое училище, переименованное во 2-е Ульяновское танковое училище, а 15 июля 1941 года в городе в Николаевском доме призрения, ныне Ульяновский институт гражданской авиации, начало формироваться Ульяновское военное пехотное училище.

Мемориальная доска на здании Мариинской гимназии.

С 25 июня 1941 года в городе стали разворачиваться четыре госпиталя — три в зданиях средних школ (в школе № 3 — ЭГ № 1847, в школе № 16 — ЭГ № 999, в школе № 65 — ЭГ № 1645) и один в общежитие пединститута — ЭГ № 1646, и уже июле они приняли первых раненых. В дальнейшем, было организовано ещё три эвакогоспиталя (в межрайбольнице — ЭГ № 3274, в гарнизонном госпитале — ЭГ № 362). В 1942 году в Ульяновске стал работать эвакуированный из Воронежа медицинский институт, профессора которого работали во всех госпиталях и больницах города.

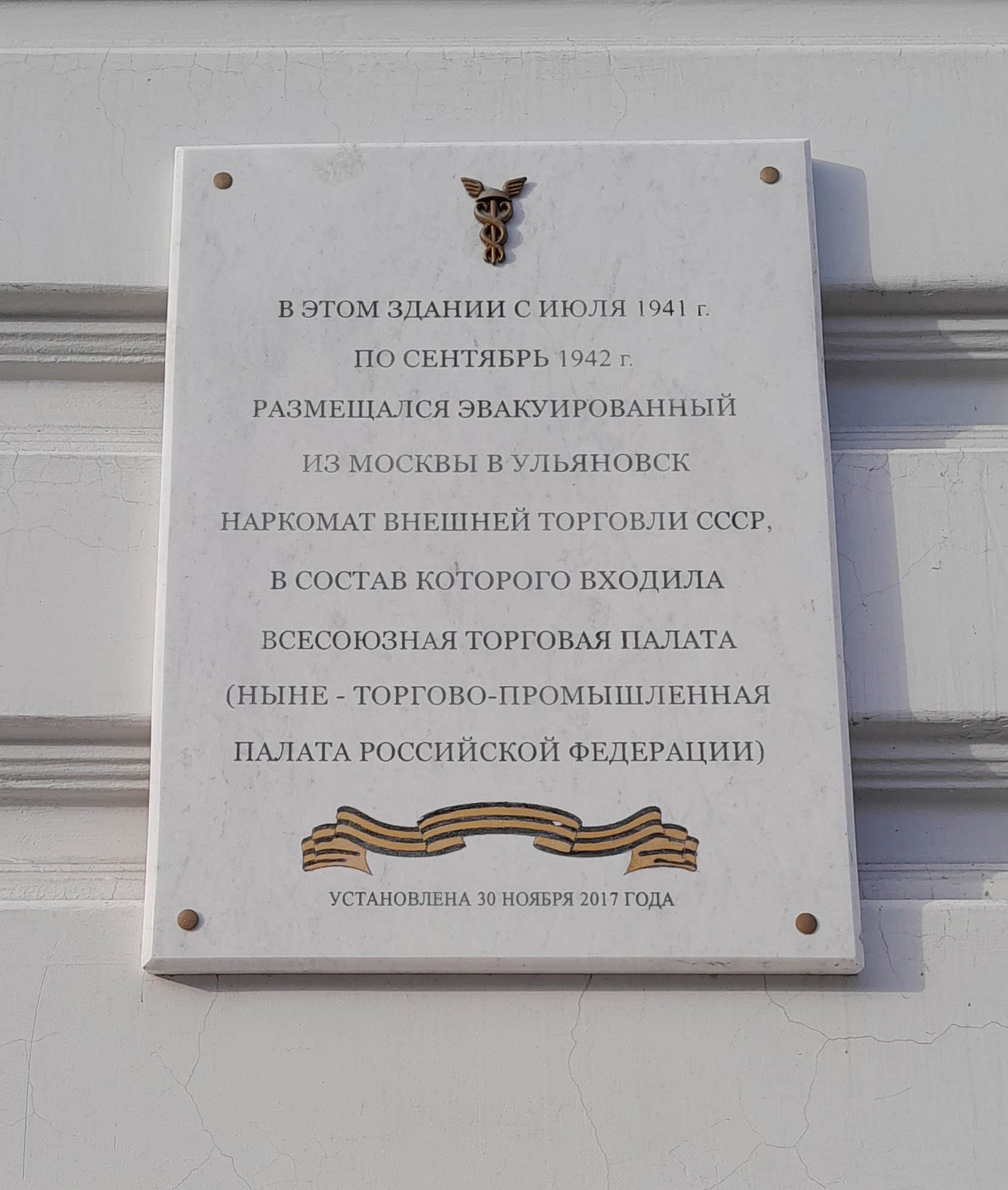
Памятная доска на Доме-памятнике Гончарову.

С июля 1941 г. по сентябрь 1942 г. в Ульяновск было эвакуировано Министерство внешней торговли СССР.

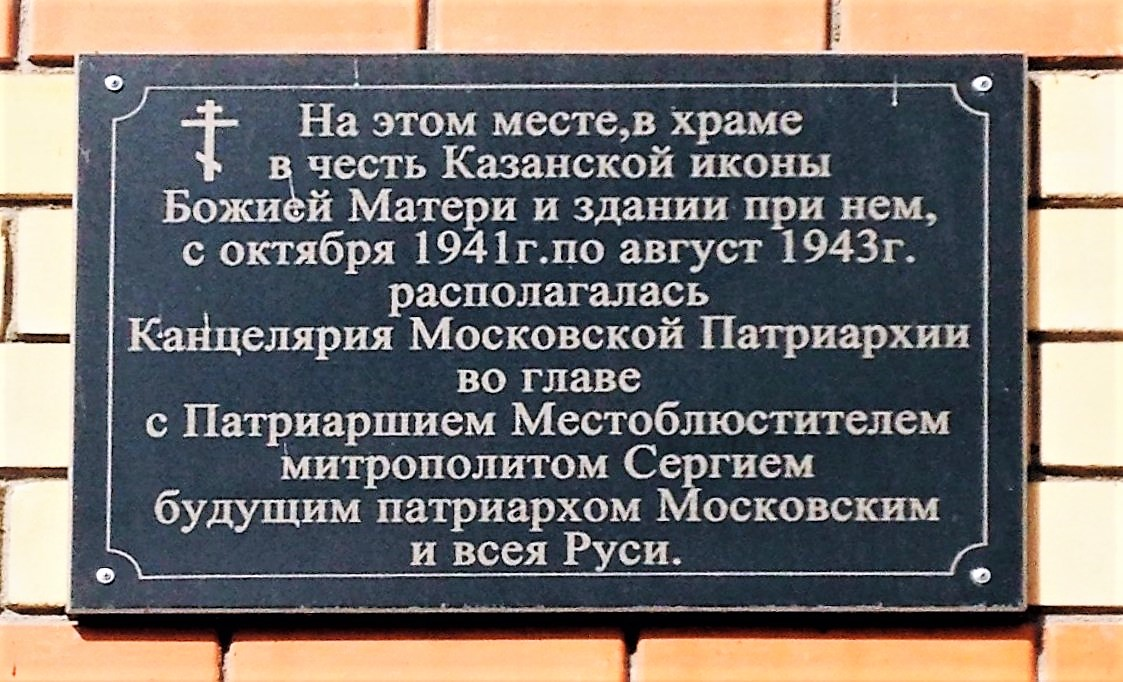
Памятная доска.

В 1941 году из Воронежа в село Рязаново был эвакуирован зооветеринарный институт, а 12 июля 1943 года он перебазировался в Ульяновск, где был организован Ульяновский сельскохозяйственный институт.

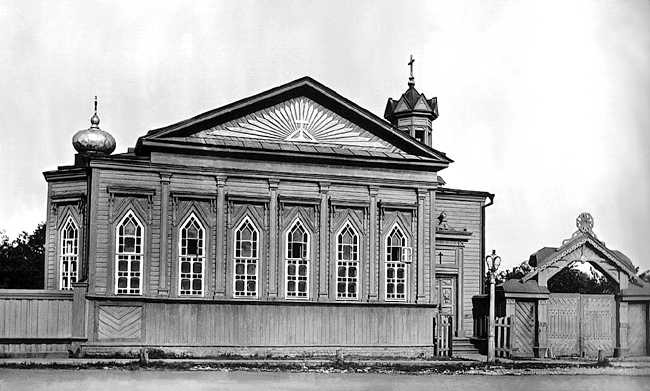
Казанский кафедральный собор в Ульяновске.

С августа 1941 года в городе в эвакуации находились: Ульянов Дмитрий Ильич с семьёй и председатель Центральной ревизионной комиссии ВКП(б) Владимирский Михаил Фёдорович с семьёй.
С октября 1941 года по август 1943 год в Ульяновске в эвакуации находилась Московская патриархия, во главе с митрополитом Сергием. Для Московской патриархии был выделен бывший Симбирский костёл (ул. Корюкина, 17, освящён в Казанский кафедральный собор, снесён в 1959 г.). 8 сентября состоялся Архиерейский Собор, первый после 1918 года, избравший Сергия Патриархом Московским и всея Руси.
Население Ульяновска за вторую половину 1941 года и начала 1942 года, за счёт эвакуированных, удвоилось и составило более 200 тысяч человек, но, к 1945 году, в результате реэвакуации сократилось на 50 тысяч и составило 152 тысячи человек.
С марта 1942 года по июнь 1944 год в Ульяновске базировалась Волжская военная флотилия.
В 1942 году от ж/д станции Свияжск до ж/д станции Ульяновск III (до 1965 года — Сельд) и далее через Киндяковку до станции Сызрань I, была построена Волжская рокада, для обеспечения материальными и людскими ресурсами Сталинградский фронт.
С 1942 по 1945 года на Ульяновском машиностроительном заводе имени Володарского работал будущий лауреат Нобелевской премии (1975), лауреат Сталинской премии (1953), лауреат Ленинской премии (1956), создатель водородной бомбы, трижды Герой Социалистического Труда, академик и правозащитник Андрей Дмитриевич Сахаров.
25 февраля 1942 года принято решение о районировании Ульяновска: были образованы Ленинский район, Сталинский район, а Заволжский район переименован в Володарский район. В состав города вошли: посёлок Киндяковка, посёлок Борьба и посёлок мостостроительного поезда № 829 (основаны в 1942 г. со строительством Волжской рокады),
С 1942 года по октябрь 1946 года на станции Ульяновск I в эвакуации находился «Траурный поезд В. И. Ленина» — паровоз «У-127» и багажный вагон.
19 января 1943 года Ульяновск стал центром вновь образованной Ульяновской области.
В марте 1943 года был создан Ульяновский областной комитет радиофикации и радиовещания, ныне ГТРК Волга.
В 1943 году, в районе автозавода, открылся лагерь № 215 для военнопленных Второй мировой войны.
Указом Президиума Верховного Совета СССР от 17 января 1944 года районный центр Ульяновского района из Ульяновска перенесён в село Большие Ключищи.
В 1944 году начал работать кукольный театр.
Ульяновцы собрали средства на танковые колонны «Ульяновский колхозник», «Ульяновский пищевик» и «Гвардеец», эскадрильи «Родина Ильича» и «Валериан Куйбышев». 30 декабря 1942 года митрополит Сергий призвал о сборе средств на танковую колонну имени князя «Димитрий Донской», на которую к февралю 1943 года было собрано 6 млн руб.
За четыре года войны, из четырёх военных училищ и одной военной школы города: 1-е УТУ, 2-е УТУ, УВВИУС, УВАШП и УВПУ, по сокращённой программе было подготовлено около 27 тысяч офицеров. Кроме этого был открыт филиал курсов «Выстрел», осуществлявшие переподготовку командного состава. За городом по праву закрепилось название «Кузница офицерских кадров».
За годы войны более 60 тысяч ульяновцев за отвагу и мужество были награждены боевыми орденами и медалями. 121 человек был удостоен звания Героя Советского Союза. 28 человек стали полными кавалерами орденов Славы.

### Послевоенный период
В послевоенный советский период из города с выраженной сельскохозяйственной и ремесленной занятостью населения, стал промышленным городом, в нём были сооружены предприятия: Ульяновская ТЭЦ-1 (введена в строй в 1946 году), Ульяновский радиоламповый завод (УРЛЗ) и другие предприятия.
19 сентября 1946 года Советом Министров РСФСР был утверждён генеральный план Ульяновска, разработанный специалистами Ленгипрогор (Ленинградского государственного института по проектированию городов) архитекторами В. А. Гайковичем и Н. В. Кашкадамовой. Чуть позже были приняты два важнейших для судьбы Ульяновска постановления: «О мерах по развитию г. Ульяновска 1949-50-х гг.» и о включении Ульяновска в число 43 важнейших городов Советского Союза.
12 сентября 1948 года город отметил своё 300-летие, приурочив его к освобождению от белогвардейцев.

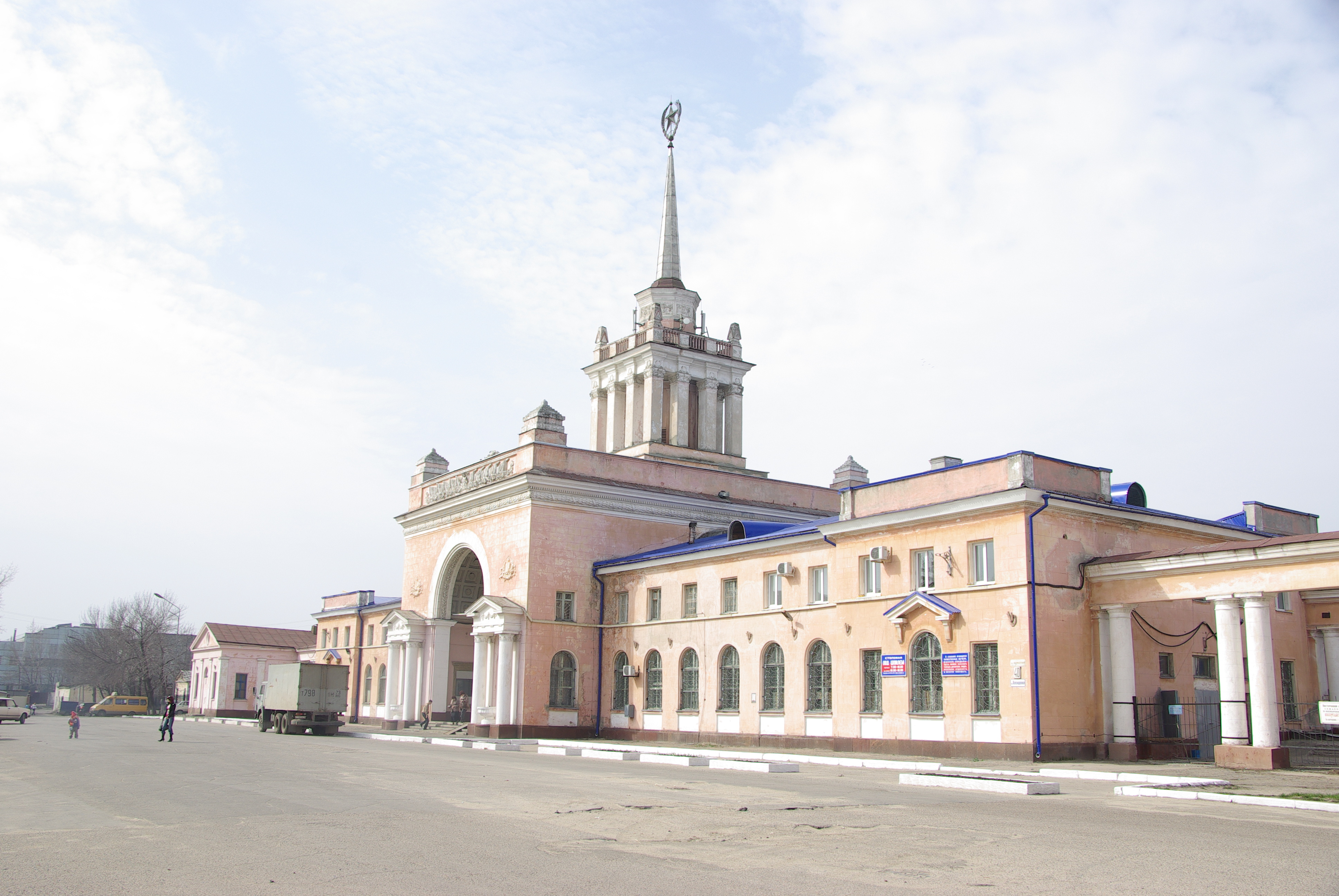
Ж/д вокзал «Ульяновск — I».

В январе 1953 года сдан в эксплуатацию новый железнодорожный вокзал Ульяновск I (ныне Старый вокзал).
В 1953 году, во времена создания волжского каскада ГЭС, Ульяновск попал в зону влияния Куйбышевского водохранилища. Также в зону затопления попал Машзавод имени Володарского (Завод п/я № 19) и близлежащий жилой микрорайон — Нижняя Терраса со слободами Королёвка, Канава и Нижняя Часовня, однако по решению правительства СССР этот микрорайон города, за исключением слобод, был обнесён защитной дамбой и не подвергся затоплению, кроме слобод. А на месте затопления, близ лежащих сёл Большое Пальцино и Малое Пальцино, образовался остров Пальцинский (ныне входит в Городской округ Ульяновск).
1 января 1954 года в Ульяновске открылось трамвайное движение.
4 июня 1954 года в городе Ульяновске образован Железнодорожный район, выделенный из Сталинского района.
6 ноября 1955 года был открыт мост через Свиягу.
1 августа 1956 года на базе детского отделения открыта Ульяновская областная детская библиотека.
В 1956 году начал действовать Ульяновский завод тяжелых и уникальных станков (УЗТС) (ныне ССЗ).

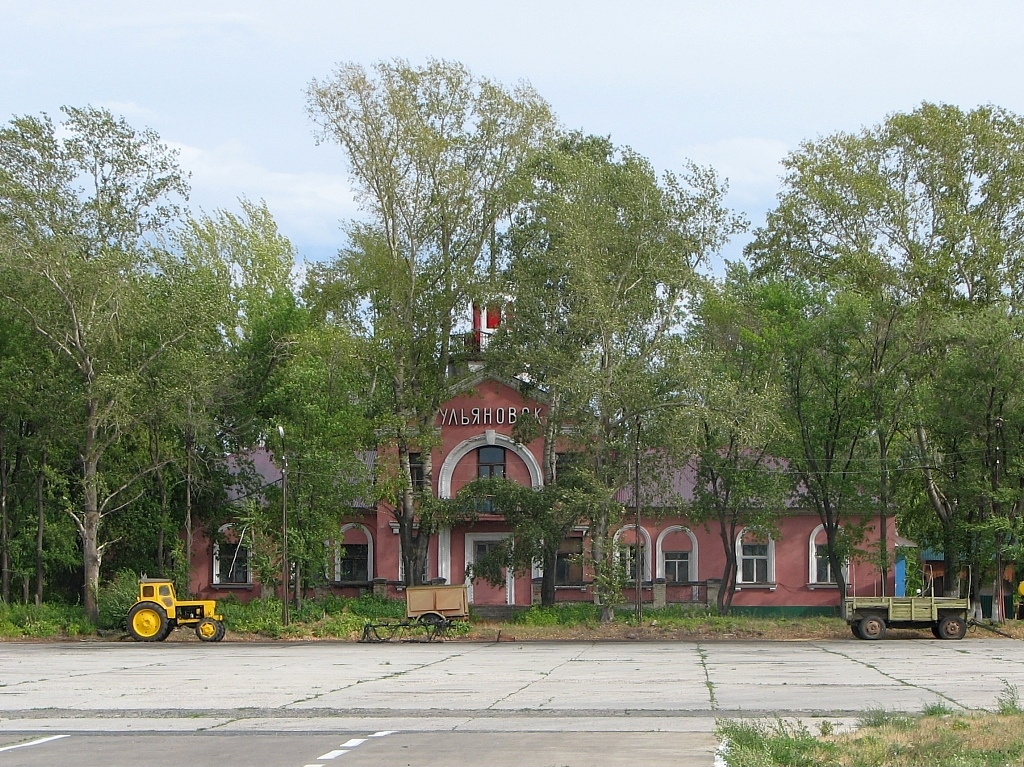
Аэропорт Ульяновск (старое здание).

В 1957 году построен аэропорт Ульяновск.
10 августа 1958 года, при большом стечении народа, было торжественно открыто автомобильное движение по Императорскому мосту.
22 ноября 1958 году упразднено административное деление города Ульяновска на районы.
Указом Президиум Верховного Совета РСФСР от 4 сентября 1959 года центр Ульяновского района перенесён из рабочего посёлка Ишеевка в Ульяновск.
4 ноября 1959 года был введён в эксплуатацию Ульяновский радиотелецентр.

### 1960-е годы
Начиная с 1960-х годов, благодаря высоким темпам жилищного и промышленного строительства, Ульяновск увеличился как по площади, так и по численности населения. На месте прежних сёл, прилегавших к городу, были построены современные жилые кварталы, образовавшие 23 мая 1962 года Засвияжский, Заволжский, а из Старого города и прилегающая к нему северная часть образовали Ленинский район.
20 января 1960 года был организован Ульяновский областной строительный трест № 4, с 6 августа 1984 года трест переименован в Областное производственное управление «Ульяновсксельстрой».
1 октября 1960 года из артели промысловой кооперации инвалидов имени Коминтерна основан завод «Металлоштамп», ныне ОАО «Ульяновский экспериментальный завод».
26 декабря 1960 года близ Ульяновска при посадке потерпел катастрофу Ил-18А компании Аэрофлот, в результате чего погибли 17 человек.
Указом ПВС РСФСР от 4 ноября 1961 года в городскую черту города включено село Конно-Подгородная слобода Ульяновского района.
В 1961 году на базе всех строительных организаций Ульяновска было создано территориальное управление строительства «Ульяновскстрой», а в 1967 году управление «Ульяновскстрой» было преобразовано в Главное управление по строительству в городе Ульяновске — «Главульяновскстрой».
В 1962 году запустили завод «КПД-1».
В 1963 году начал работать «ДСК», в декабре 1988 года — ордена Трудового Красного Знамени ПСО «Ульяновскпроектстрой».
В 1965 году Советом Министров РСФСР был утверждён генеральный план строительства города.
7 января 1966 года вновь был образован Железнодорожный район.
Указом ПВС РСФСР от 17 октября 1966 года в городскую черту города из Ульяновского района включено село Винновка и село Вырыпаевка (до ж/д линии).
В 1966 году начал работать Ульяновский механический завод.
В 1966 году Ульяновский горисполком объявил конкурс на лучший рисунок герба.
5 мая 1967 года родился 300-тысячный житель города.
31 октября 1968 года вступил в строй Ульяновский кожевенно-обувной комбинат.
26 декабря 1969 года по газопроводу Кулешовка — Мелекесс — Ульяновск в город пришёл природный газ.
В 1969 году начал свою деятельность «Завод ЖБИ».

### 1970-е годы
В преддверии празднования 100-летнего юбилея со дня рождения В. И. Ленина, в 1969—1970-х годах, исторический центр города был застроен современными зданиями, появились: гостиница «Советская», Дом художника, Ленинский Мемориал, гостиница «Венец», здание школы № 1, новый железнодорожный вокзал Ульяновск-Центральный, новый речной вокзал, центральный аэропорт Ульяновск-Центральный, Центральный универмаг, Центральный автовокзал, Дворец пионеров, Областная детская библиотека, парк Дружбы народов, жилые дома по улице Минаева и др. Но при этом потерял ряд исторических зданий: «Губернаторский дом», в котором останавливались многие российские императоры, Спасский женский монастырь (ныне восстанавливается), Гостиный двор и другие.
1 января 1970 года введён в эксплуатацию Ульяновский завод «Гидроаппаратуры» (ныне ОАО "«Гидроаппарат»).
5-9 января 1970 года в Ульяновске состоялась выездная юбилейная сессия Академии медицинских наук СССР во главе с Министром здравоохранения СССР академиком Петровским Б. В.
28 января 1970 года состоялась юбилейная сессия отделения истории Академии наук СССР во главе с академиком Поспелов П. Н. В сессии приняли участие представители исторических наук НРБ, ВНР, ГДР, МНР, ПНР, СРР, ЧССР и СФРЮ.
16 апреля 1970 года, на Торжества по случаю 100-летия В. И. Ленина и открытия Ленинского мемориала, прибыл Генеральный секретарь ЦК КПСС Брежнев Леонид Ильич.
30 октября 1970 года Ульяновск посетил лидер МНР Юмжагийн Цеденбал.

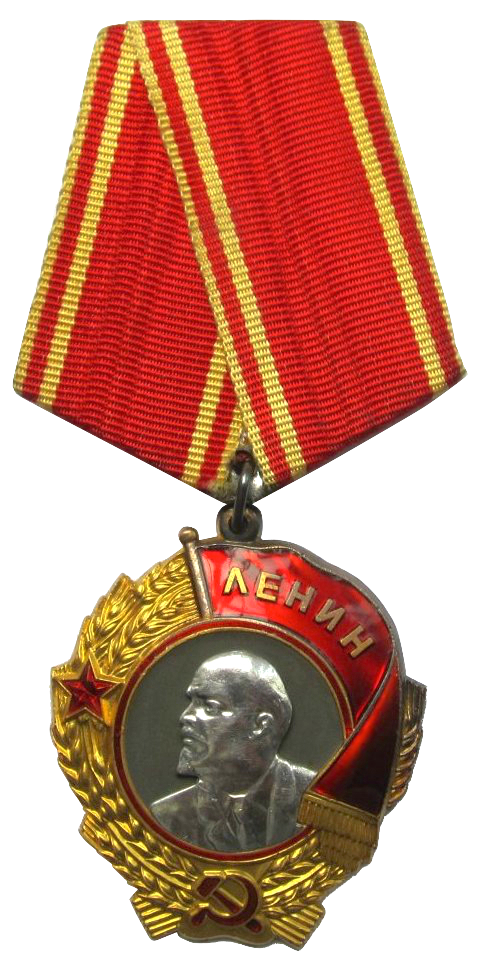
Орденом Ленина город награждён 11.12.1970 г.

11 декабря 1970 году Указом Президиума Верховного Совета СССР «За большие успехи, достигнутые трудящимися города в хозяйственном и культурном строительстве, в выполнении задания пятилетнего плана по развитию промышленного производства, наградить ГОРОД УЛЬЯНОВСК орденом ЛЕНИНА».
С постройкой объектов Ленинской Мемориальной зоны Ульяновск становится одним из главных туристических центров СССР, после Москвы и Ленинграда.
4 февраля 1971 года состоялось торжественное открытие нового кинотеатра «Свияга».
Указом Президиума Верховного Совета РСФСР от 8 февраля 1971 года в состав города Ульяновска включён посёлок Опытное Поле Ульяновского района Ульяновской области.
27 марта 1971 года сдан в эксплуатацию новый учебный корпус Ульяновского государственного педагогического института имени И. Н. Ульянова.
4 июня 1971 года введён в строй завод «Искра».
4 ноября 1971 года вступил в строй Дворец спорта автомобилистов.
В марте 1972 года открылся новый Дворец культуры профсоюзов.
22 мая 1973 года город посетил председатель Совета Министров РСФСР Михаил Сергеевич Соломенцев.
1 июня 1973 года родился 400-тысячный гражданин Ульяновска.
31 декабря 1973 года введена в эксплуатацию первая очередь Ульяновской кондитерской фабрики «Волжанка».
1 января 1974 года на левом берегу Волги открылось троллейбусное движение.
В марте 1974 года начала выпускать продукцию кондитерская фабрика «Волжанка».
31 августа 1974 года состоялось торжественное открытие спорткомплекса «Торпедо».
10 сентября 1974 года указом Президиума Верховного Совета РСФСР территория села Мостовая Ульяновского района была включена в состав Ульяновска и стала частью Ленинского района.
12 сентября 1974 года на доме Гончарова установлены башенные часы (выпуска 1868 г.) и колокол из Вознесенского храма села Головкино.
14 марта 1975 года открылся Центральный Дом быта.
В начале 1975 года был запущен новый мост через Свиягу, связавший микрорайон УЗТС с Киндяковкой.
15 марта 1975 года в Большом зале Ленинского Мемориала состоялось вручение городу Красного знамени ЦК КПСС, Совета Министров СССР, ВЦСПС и ЦК ВЛКСМ — победителю соцсоревнования 1974 года.
Постановлением ЦК КПСС и СМ СССР от 16 апреля 1975 года № 299—102 в Ульяновской области намечено строительство крупного авиакомплекса.
8 октября 1975 года город посетил глава ГДР Эрих Хонеккер.

Стела «Ульяновск».

В октябре 1975 года сдан мост в эксплуатацию через Свиягу в районе «Песков».
В 1976 году на левом берегу Волги началось строительство Ульяновского авиационно-промышленного комплекса, а рядом с ним начал строиться большой жилой район — Новый город, ввиду этого, в состав города были включены территория сёл Алексеевка и Юрьевка.
28 апреля 1976 года Указом Президиума Верховного Совета РСФСР в состав Ульяновска были включены территория сел Вырыпаевка и Сельдь Ульяновского района.
31 декабря 1976 года открылся новый кинотеатр «Современник».
26 февраля 1977 года городу Ульяновску вручено переходящее Красное знамя ЦК КПСС, СМ СССР, ВЦСПС и ЦК ВЛКСМ.
26 марта 1977 года начала строиться пассажирская канатная дорога — первая канатная дорога в Поволжье.
1 апреля 1977 года Указом Президиума Верховного Совета РСФСР районный центр Ульяновского района перенесён из Ульяновска в рабочий посёлок Ишеевка.
3 июня 1977 года в Ульяновск прибыла партийно-правительственная делегация из НРБ во главе с Тодором Живковым.
В 1977 году началось строительство второй в городе теплоэлектростанции (УТЭЦ-2), предназначенной для обеспечения теплом и электроэнергией авиационно-промышленного комплекса и всего Заволжского района.
6 ноября 1977 года в Ульяновск прибыл Президент Финляндии Урхо Калева Кекконен.
В 1977 году город также посетили первый секретарь ЦК КП Азербайджанской ССР Гейдар Алиев и первый секретарь Социалистической партии Франции, будущий президент страны, Франсуа Миттеран.
24 марта 1978 года городу вручено Красное знамя Совета Министров РСФСР и ВЦСПС.
Указом ПВС РСФСР от 5 апреля 1978 года в состав города были включены территории посёлков станции Студенческая и Ульяновского лесничества Ульяновского района.
15 марта 1979 года городу Ульяновску вручено переходящее Красное знамя ЦК КПСС, СМ СССР, ВЦСПС, ЦК ВЛКСМ.
В декабре 1979 года в Заволжье вступил в строй ДСК-2.

### 1980-е годы
10 февраля 1981 года «за достижения высоких результатов, успешное выполнение плана экономического и социального развития на 1980 год десятую пятилетку ЦК КПСС, Совета Министров СССР, ВЦСПС и ЦК ВЛКСМ признал победителем и наградили город Ульяновск переходящим Красным Знаменем».
12 марта 1982 года городу Ульяновску за 1981 год вручено переходящее Красное Знамя ЦК КПСС, Совета Министров СССР, ВЦСПС и ЦК ВЛКСМ.
16 апреля 1982 года население Ульяновска превысило 500 тысяч человек.
3 июня 1982 года в Ульяновск прибыла партийно-правительственная делегация из ЧССР во главе с Президентом Густавом Гусаком.
9 февраля 1983 года на торжественное открытие первой очереди ордена Ленина Центра совместного обучения Лётного, технического и диспетчерского персонала гражданской авиации стран участниц СЭВ (Центр ГА СЭВ) прибыли делегации — Болгарии, Венгрии, ГДР, Кубы, Монголии, Польши, Румынии, Чехословакии, во главе с первым заместителем министра гражданской авиации СССР Назаровым А. И.
5 июня 1983 года в Ульяновске в железнодорожный мост через Волгу врезался теплоход «Александр Суворов». В результате погибло более 170 человек.

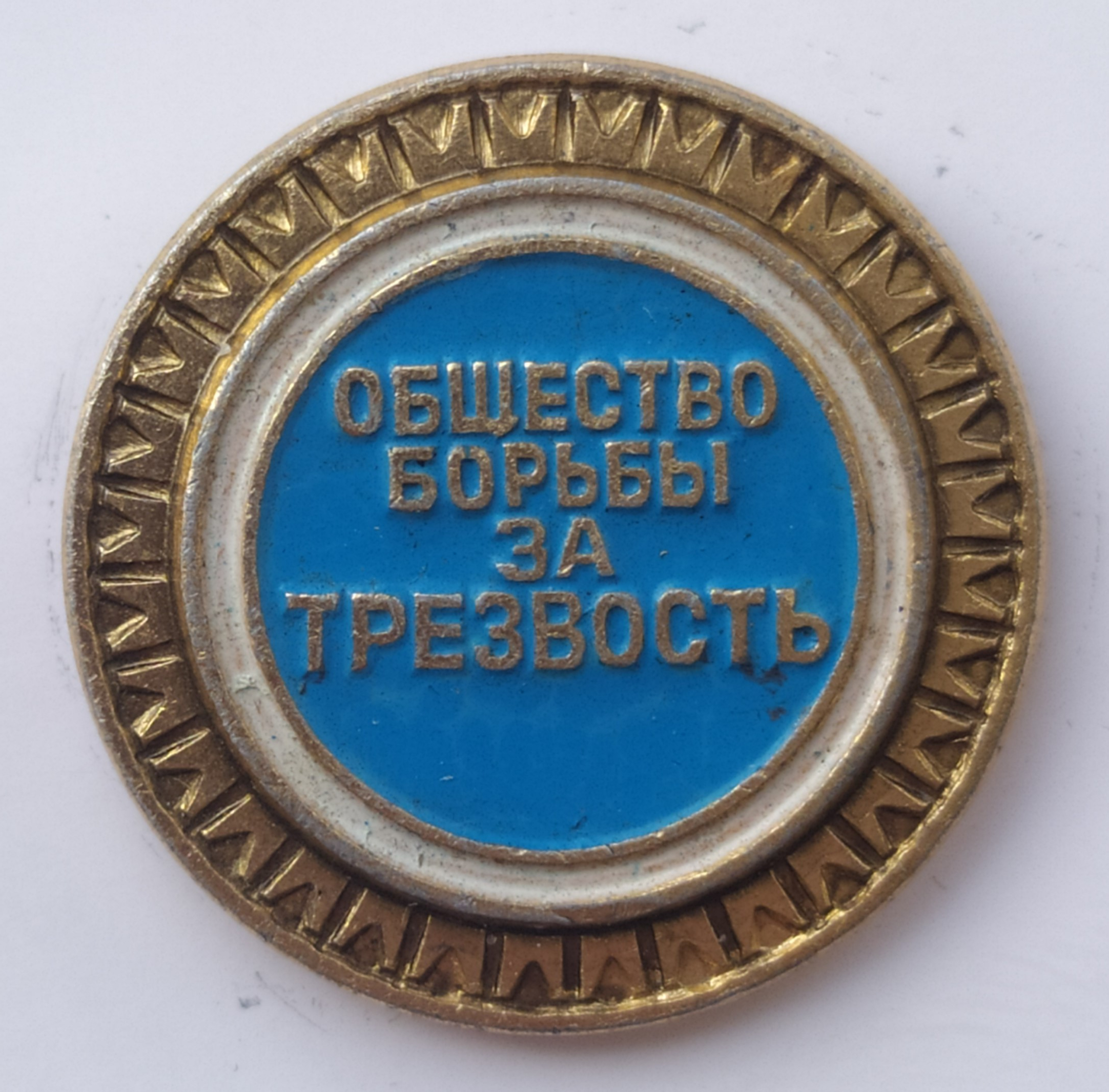
Значок «Общество борьбы за трезвость».

19 августа 1983 года, Указом ПВС РСФСР, населённому пункту возникшему на территории Карлинского сельсовета Ульяновского района, присвоено наименование — Новосельдинский (ныне в черте Ульяновска).
15 декабря 1983 года первым секретарём Ульяновского обкома КПСС назначен Геннадий Колбин. По его инициативе в Ульяновске открыты Центр микроэлектроники, филиал МГУ, ставший затем УлГУ, принято решение о строительстве нового моста через Волгу, начато строительство УТЭЦ-3. При нём также усилилась идеологизация общественной жизни Ульяновской области, он жёстко и последовательно реализовывал антиалкогольную кампанию середины 1980-х в регионе. Колбин изменил архитектурный облик Ульяновска. В конце 1986 года отбыл на новое назначение в Казахскую ССР.
12 марта 1984 года в конференц-зале обкома КПСС состоялось собрание посвящённое вручению городу переходящего Красного знамени ЦК КПСС, СМ СССР, ВЦСПС и ЦК ВЛКСМ, по итогам Всесоюзного соцсоревнования за успешное выполнение Государственного плана экономического и социального развития СССР на 1983 год.
13 мая 1984 года, по итогам первого квартала во Всероссийском соцсоревновании, за лучшее проведение работ по благоустройству и санитарное содержание, Ульяновск награждён переходящим Красным знаменем СМ РСФСР и ВЦСПС и денежной премией.
18 января 1985 года был открыт Дом актёра, на открытие которого выступили Колбин Г. В. и народный артист СССР Царёв М. И.
23 июня 1985 года на совещании в обкоме КПСС по развитию города, на котором принял участие заведующий отделом строительства ЦК КПСС Ельцин Б. Н., было принято решение о строительстве нового моста через Волгу.
30 октября 1985 года состоялся первый полёт самолёта Ан-124 «Руслан».
5 декабря 1985 года постановлением Совмина РСФСР № 543 «О генеральном плане г. Ульяновска» был принят новый план развития города.
1 марта 1986 года город посетил председатель Совета Министров Венгерской Народной Республики Дьёрдь Лазар.
19 апреля 1986 года состоялась закладка парка-дендрария (дендропарк).
С 27 июня по 2 июля 1986 года в Ульяновске состоялся I фестиваль дружбы молодежи СССР и КНДР.
5 июля 1986 года на улице Гончарова открыта художественная галерея Пластова А. А.
21 февраля 1987 года открылось кафе «Дружба» — первое кооперативное кафе в РСФСР, на открытие которого присутствовал замминистра финансов РСФСР Лазарев И. Н.
22 мая 1987 года начал создаваться Ульяновский центр микроэлектроники и автоматизации в машиностроении (УЦМ).
26 мая 1987 года ульяновцы впервые отметили День города Ульяновска.
3 июля 1987 года в Ульяновске состоялась учредительная конференция Российского республиканского отделения Советского фонда культуры, на которой выступил министр культуры РСФСР Ю. С. Мелентьев и писатель Проскурин П. Л.
17 июля 1987 года родился 600-тысячный житель города.
В 1987 году начал строится завод «РОТОР».
3 января 1988 года на бульваре Новый Венец сдана гостиница «Октябрьская».
17 января 1988 года создан Ульяновский камерный музыкальный театр.
29 сентября 1988 года, Председателем СМ РСФСР Воротниковым В. И., был утверждён проект моста через Волгу.
12 марта 1989 года состоялось торжественное открытие городского Дворца бракосочетаний.
4 ноября 1989 года на улице Ленина создан Дом дружбы народов.

## Современность

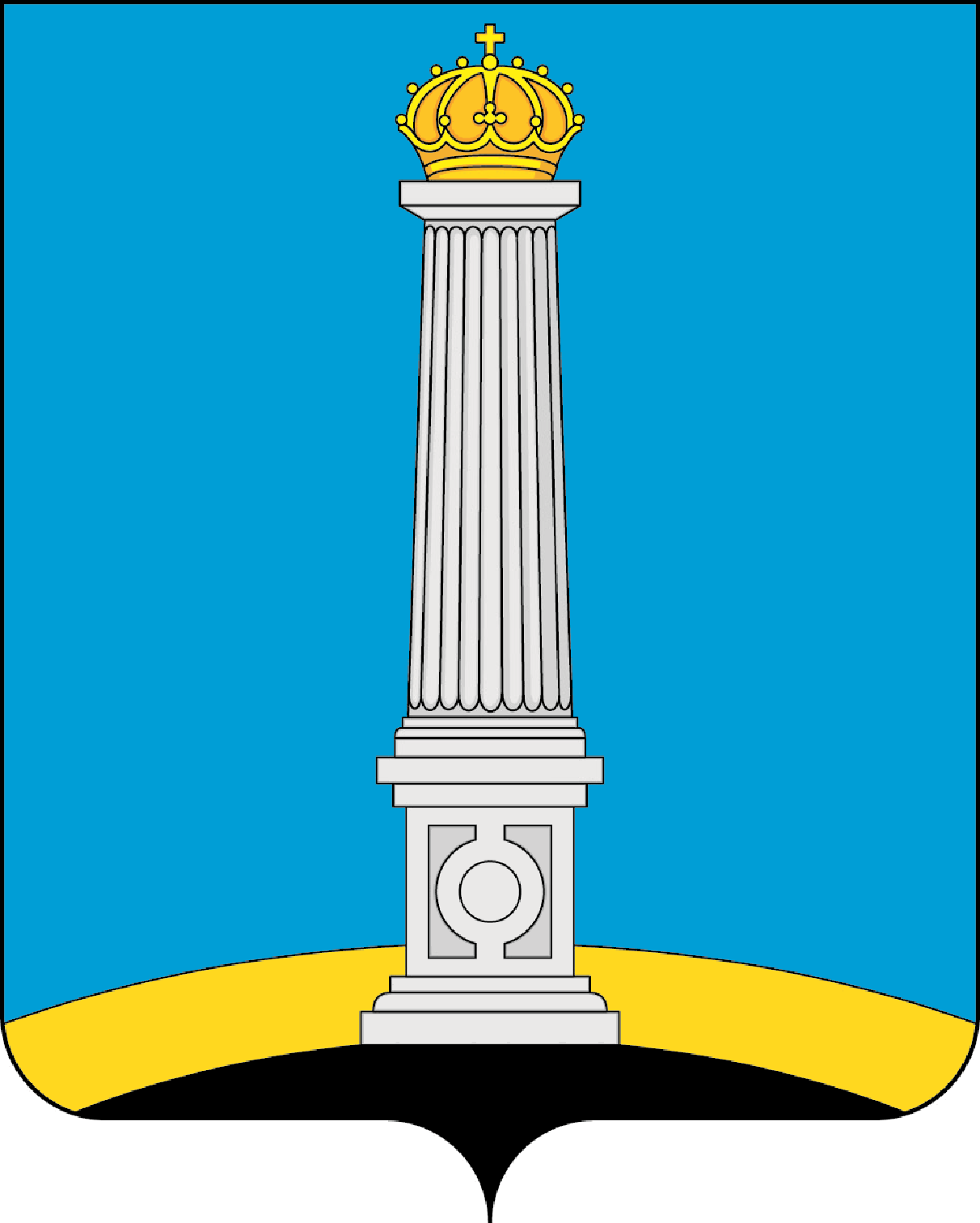
Герб Ульяновска.

С 1991 года управлять городом стали Главы администрации г. Ульяновска (мэры).
8 января 1992 года с рабочим визитом в Ульяновск прибыл Президент РСФСР Б. Н. Ельцин. В ходе визита был назначен глава администрации области, а на «Авиастаре» был показан первый в мире Термоплан.
30 декабря 1996 года была избрана Ульяновская Городская Дума первого созыва.
Постановлением Законодательным собранием Ульяновской области от 23 октября 1997 года № 29/288 «О передаче земель из Чердаклинского района в состав земель г. Ульяновска и изменении территориальной границы», посёлок Индовое включён в состав земель города Ульяновска.
В феврале 1998 года Ульяновская Городская Дума приняло положение о звании «Почётный гражданин Ульяновска».
В 1998 году город отпраздновал своё 350-летие.
Решение Ульяновской Городской Думы от 05.12.2001 N 188 "О звании «Почётный гражданин города Ульяновска». Звание «Почётный гражданин города Ульяновска» является высшей наградой муниципального образования «Город Ульяновск». Звание «Почётный гражданин города Ульяновска» присваивается Ульяновской Городской Думой персонально, как пожизненно, так и посмертно.
19 февраля 2002 года город посетили Председатель Правительства РФ М. М. Касьянов, вице-премьер РФ И. И. Клебанов, министр экономического развития и торговли РФ Г. О. Греф, глава РАО «ЕЭС России» А. Б. Чубайс, глава Госстроя А. Ш. Шамузафаров, первый заместитель министра финансов А. В. Улюкаев, которые побывали на ЗАО «Авиастар-СП» и УТЭЦ-2.
7 июля 2002 года город посетил Президент РФ В. В. Путин, провёл совещание с руководством области, на котором подверг острой критике систему организации ЖКХ в регионе, низкий доход на душу населения — самый низкий в округе, пообещал возобновить строительство нового моста и дамбы.
24 декабря 2003 года был принят новый герб и флаг Ульяновска.
13 июля 2004 года принят закон Ульяновской области 043 / 30 «О муниципальных образованиях Ульяновской области», который наделил город Ульяновск — статусом городского округа.
Решением Ульяновской Городской Думы от 27 июня 2007 года № 83 был утверждён Генеральный план города Ульяновска.
С 2007 года город Ульяновск многократно становился победителем ежегодных конкурсов среди городов России — «Самый благоустроенный город России».
Решением Ульяновской Городской Думы от 29 октября 2008 года № 169 учредила медаль «За заслуги перед Ульяновском».
В 2009 году были заменены арки старого железнодорожного моста.
В 2009 году в промышленной зоне «Заволжье» открылся пивоваренный завод SABMiller.
13 ноября 2009 года произошёл пожар на складе боеприпасов в Ульяновске.

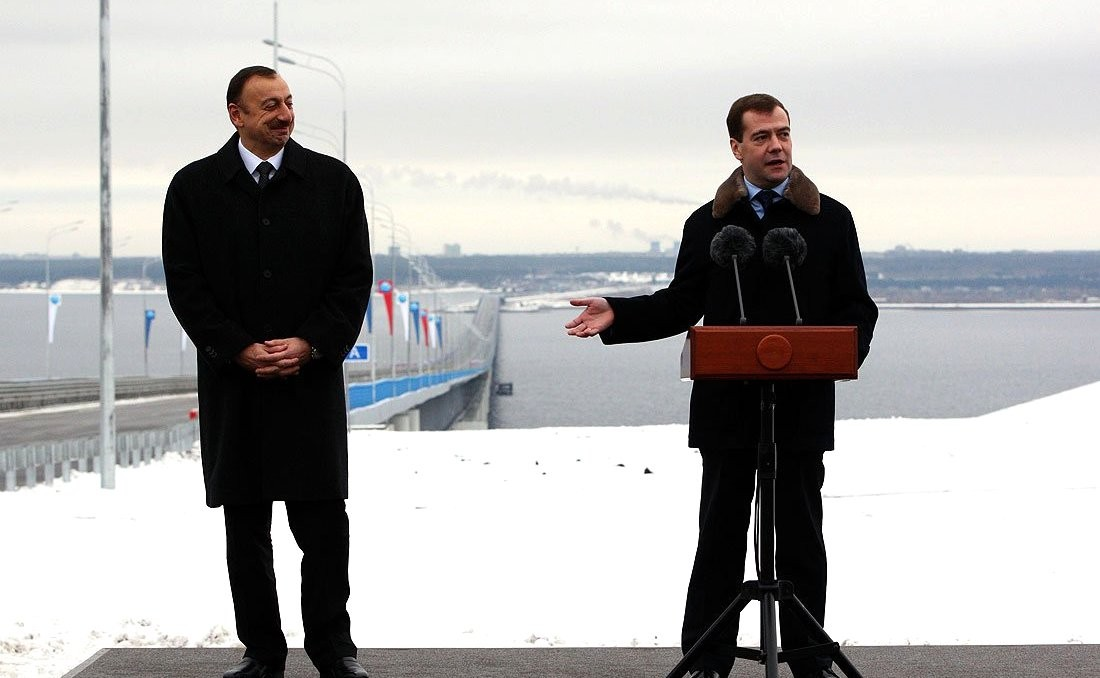
Церемония открытия первой очереди Волжского мостового перехода (2009).

24 ноября 2009 года открыт Президентский мост, второй по длине в России. На открытие моста и памятника Гейдару Алиеву, прибыли Президент РФ Д. А. Медведев и Президент Азербайджана Ильхам Алиев.
30 декабря 2009 года по итогам конкурса на базе международного аэропорта «Ульяновск-Восточный» была образована портовая особая экономическая зона.
С 22 марта 2010 года по 22 марта 2020 года город официально носил почётное звание «Авиационной столицы России».
26-28 сентября 2011 года в Ульяновске прошли мероприятия в рамках международного конгресса «Культура как ресурс модернизации» — «Ульяновск — культурная столица», на котором побывал Президент РФ Д. А. Медведев.
4 октября 2012 года на заводе «Авиастар-СП» состоялся демонстрационный полёт нового транспортного самолёта «Ил-76МД-90А». На мероприятии присутствовал Президент РФ В. В. Путин.
1 апреля 2014 года открылся ДС «Волга-Спорт-Арена», который стал пятым в России крытым стадионом.
29 сентября 2015 года в индустриальном парке «Заволжье» открылось станкостроительное производство компании DMG Mori.
В 2016 году состоялась торжественная церемония завершения строительства завода Bridgestone в индустриальном парке «Заволжье».
22 сентября 2017 года в Ульяновск с рабочим визитом прибыл Президент РФ В. В. Путин, посетив индустриальный парк «Заволжье», в котором состоялось заседание президиума Государственный совет РФ, посвящённое вопросам комплексного развития пассажирских перевозок на территории РФ.

Монумент «Ульяновск — город трудовой доблести».

6 марта 2018 года открыт перинатальный центр «Мама».

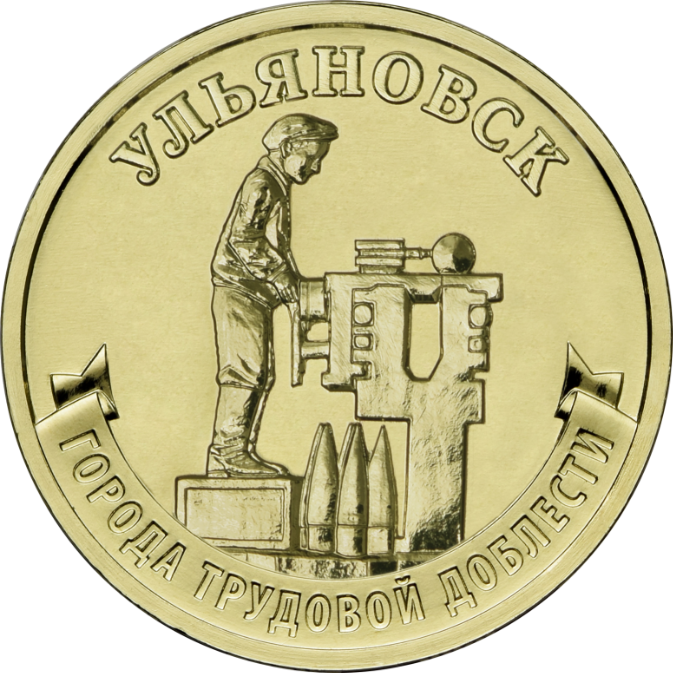
Монета Банка России, 2025. 10 рублей, Города трудовой доблести: Ульяновск.

10-11 октября 2018 года во ДС «Волга-Спорт-Арена» прошло пленарное заседание международного форума «Россия — спортивная держава», на котором выступил Президент РФ В. В. Путин.
2 июля 2020 года Ульяновску присвоено почётное звание «Город трудовой доблести».
В 2020 году начато строительство левобережной развязки Президентского моста через Волгу. Она предусматривает возведение четырёхполосной дороги и четырёх путепроводов через улицу Мостостроителей в Ульяновске. 25 августа 2021 года, при участии заместителя председателя правительства России Марата Хуснуллина, главы региона Алексея Русских, представителей Росавтодора, состоялась Торжественная церемония открытия новой развязки и открытие памятника мостостроителям.
С 2022 года началась реконструкция старого моста через Свиягу и строительство нового перехода.
14 апреля 2025 г. Банк России выпустил памятную монету, посвящённую Ульяновску — Городу трудовой доблести.

## Почётные граждане Симбирска—Ульяновска
См. статью: Почётные граждане Ульяновска
Почётные граждане Симбирска: Андреев Василий Ильич (1856), Орлов-Давыдов Владимир Владимирович (1868), Еремеев Дмитрий Павлович (1873), Вишневский Иван Васильевич (1879), Кирпичников Алексей Петрович (1898), Конурин Александр Петрович (1898), Витте Сергей Юльевич (1896), Лебедев Михаил Васильевич (1898), Акинфов Владимир Николаевич (1902) Шатров Николай Яковлевич (1901), Степанов Фёдор Степанович (1890), Сачков Александр Дмитриевич (1891), Балакирщиков Павел Степанович (1899), Волков Михаил Алексеевич (1909), Чебоксаров Николай Александрович (на 1914), Красников Фёдор Васильевич (1889), Иван Осипович Велио (1866), Пастухов Пётр Андреевич (1904), Ачкурин Тимербулат Курамшевич (1896), Сусоколов Иван Иванович (1865), Щербаков Андрей Корнилович, Малиновский Михаил Алексеевич, Лично-почётные граждане Симбирска Кругловы Александр Фёдорович и Пелагея Фёдоровна, Голубков Николай Васильевич, Еремеев Дмитрий Павлович (1873).
Положение о звании «Почётный гражданин» было принято в феврале 1998 года. Ульяновская городская дума получила право присваивать его «гражданам России и других государств, которые внесли значительный вклад в развитие Ульяновска, рост его авторитета у российской и мировой общественности». На 2023 год звания Почётный гражданин Ульяновска удостоены 84 человека.

## Галерея старого Симбирска

#### Симбирск в живописи

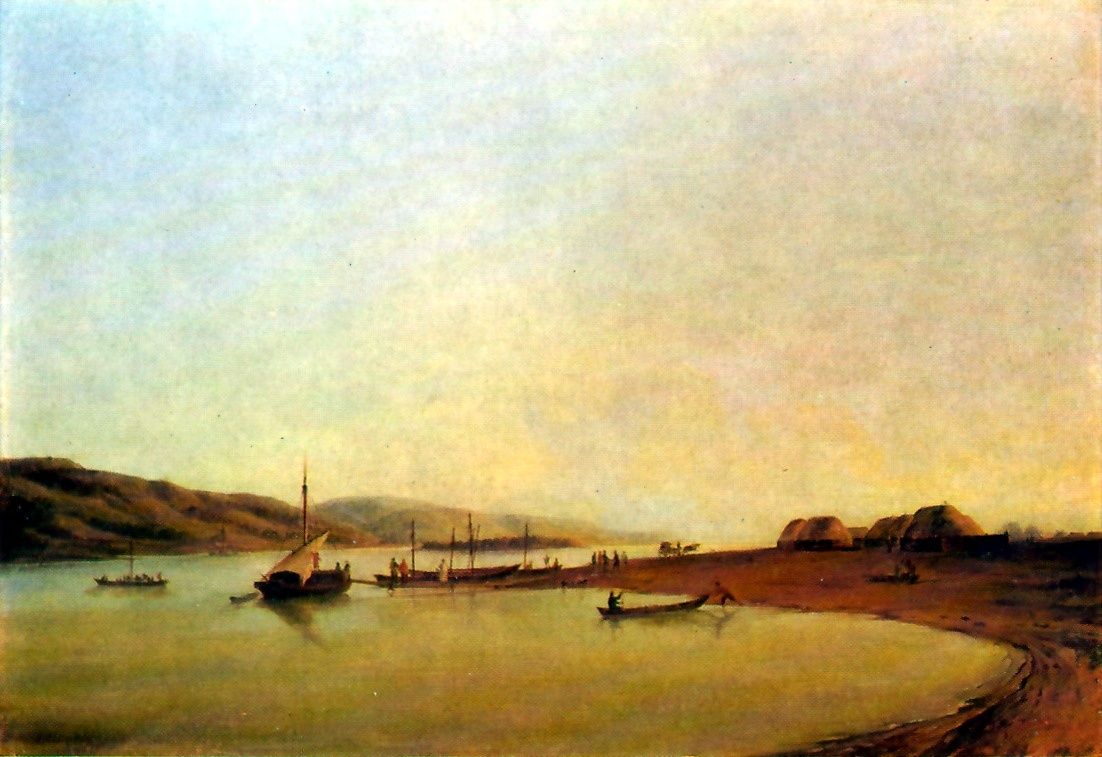
«Перевоз через Волгу в Симбирске», худ. Иванов А. И.
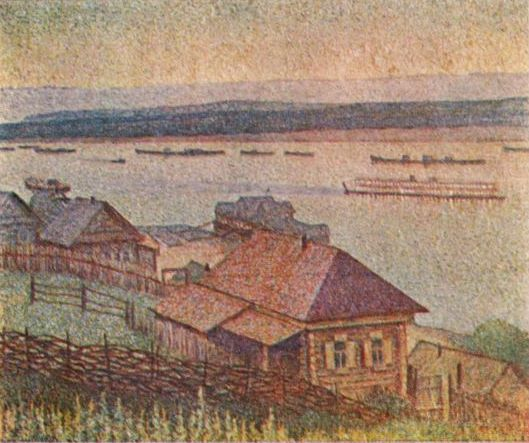
«Сумерки» (Вид на Волгу и пристань), худ. А. И. Трапицын (1931).
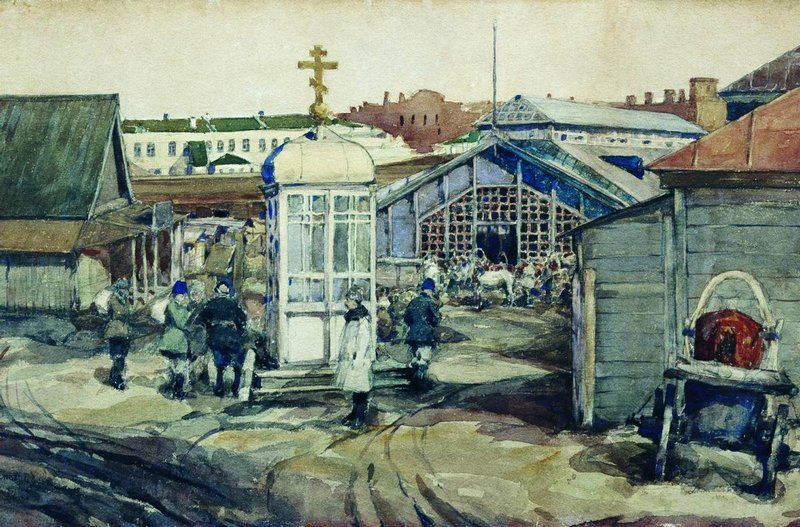
Виноградов, Сергей Арсеньевич «Симбирск» (1938).
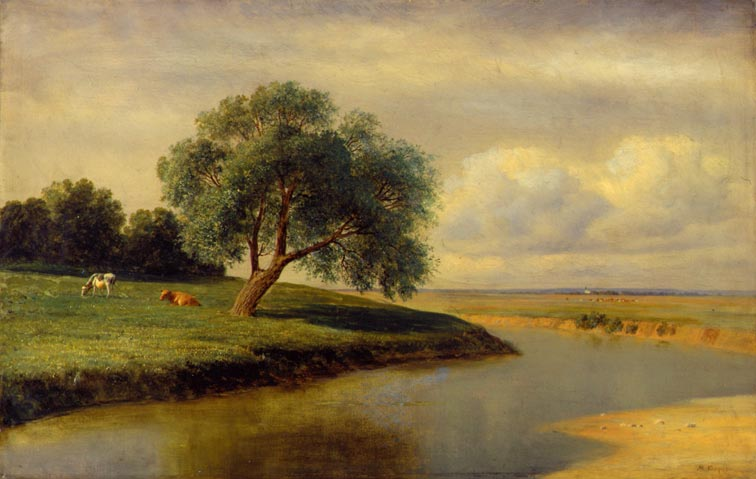
Клодт, Михаил Константинович «Волга у Симбирска» (1881).
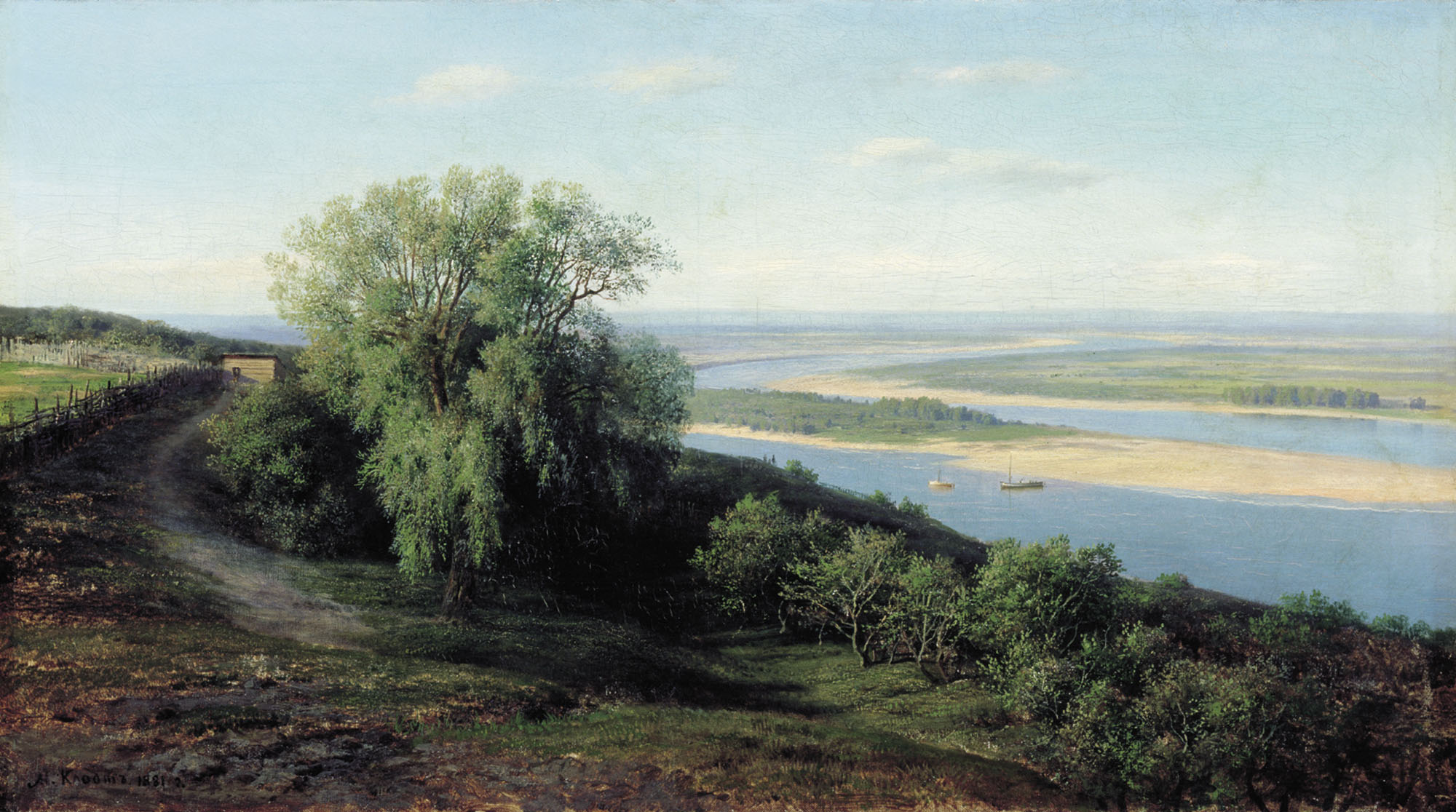
Клодт, Михаил Константинович «Волга под Симбирском» (1881).
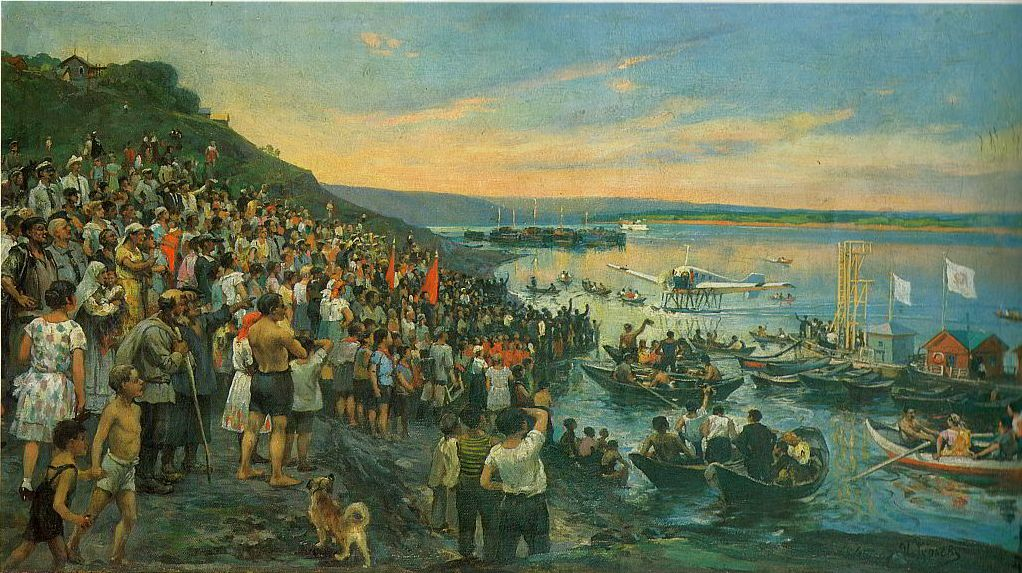
Встреча гидроплана в Ульяновске. 1927, худ. И. П. Гурьев.
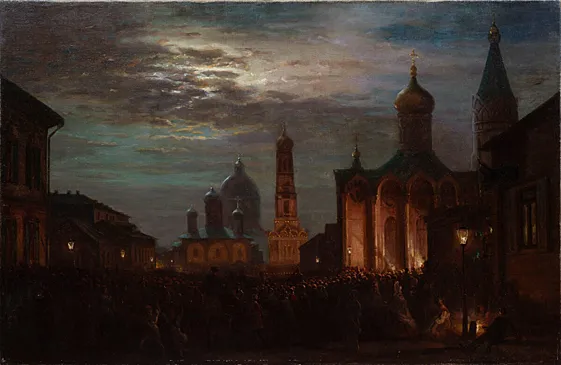
А. П. Боголюбов. «Приезд цесаревича Николая Александровича в Симбирск», 1863.
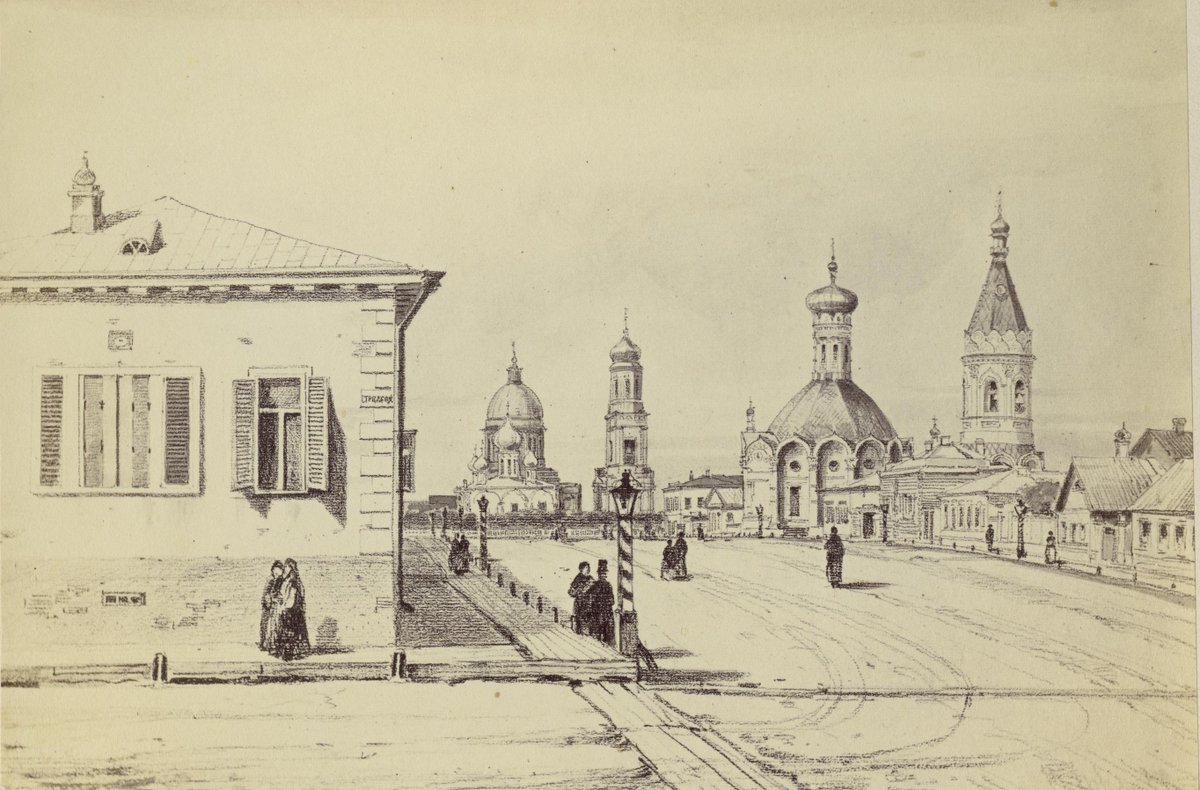
«Симбирск». Рисунок А. П. Боголюбова (1863).
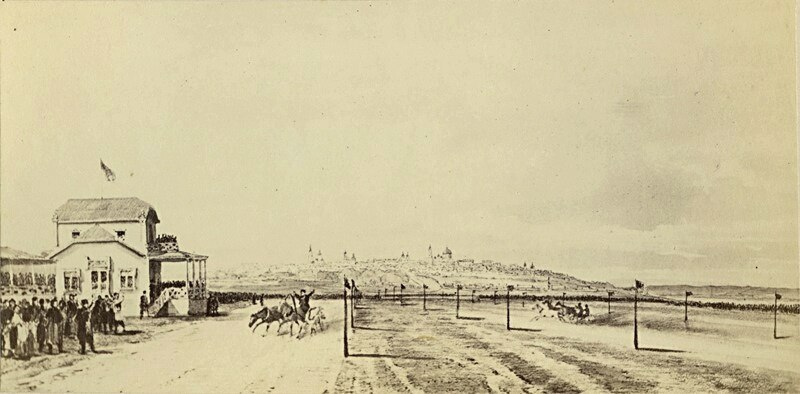
«Симбирский бег». Рисунок А. П. Боголюбова, 1863.
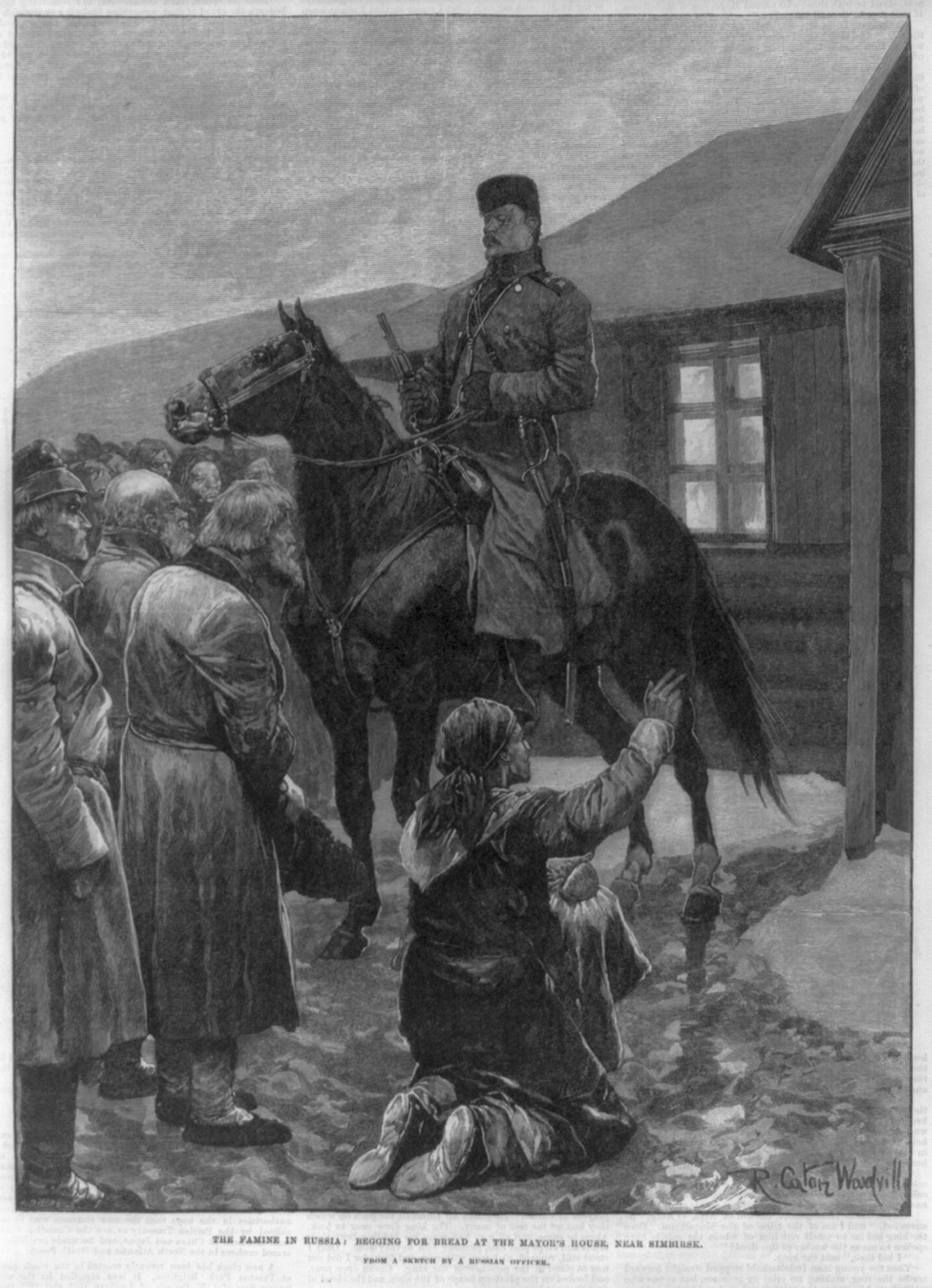
Голод в России (1892) - «Просительство хлеба у городского головы, близ Симбирска», худ. Вудвиль Ричард Кейтон.

#### Симбирскиереликвии

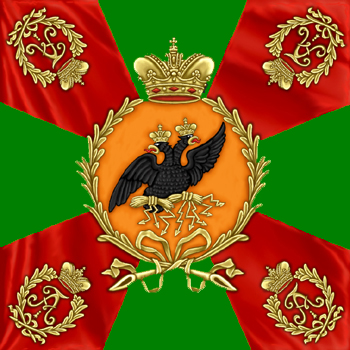
Орденское знамя Симбирского мушкетерского полка 1811 г.
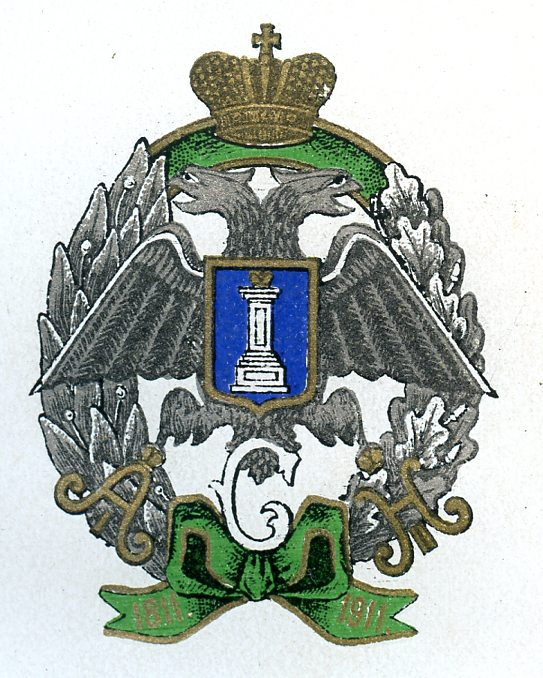
Полковой знак 24-го Симбирского пехотного полка.
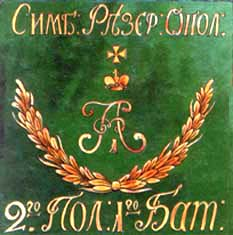
Знамя 1 батальона 2 полка Симбирского народного ополчения 1812 года.
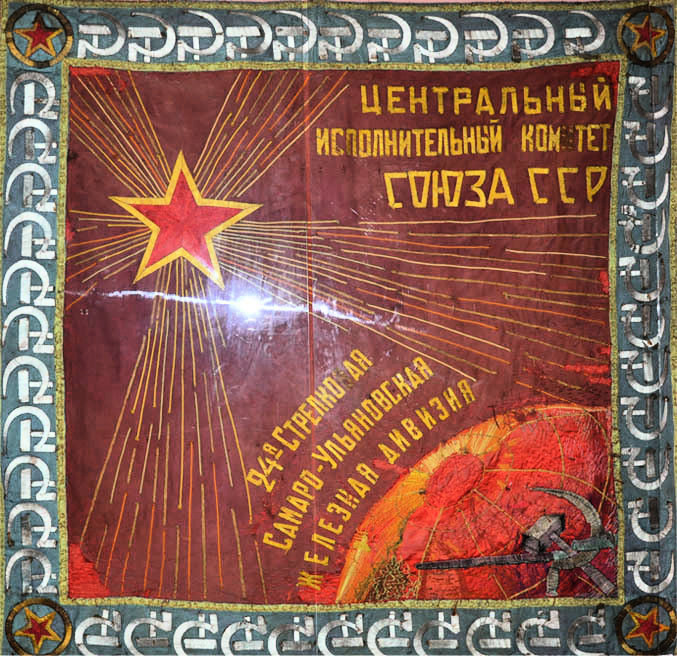
Боевое Красное Знамя 24-й стрелковой Самаро-Ульяновской железной дивизии.
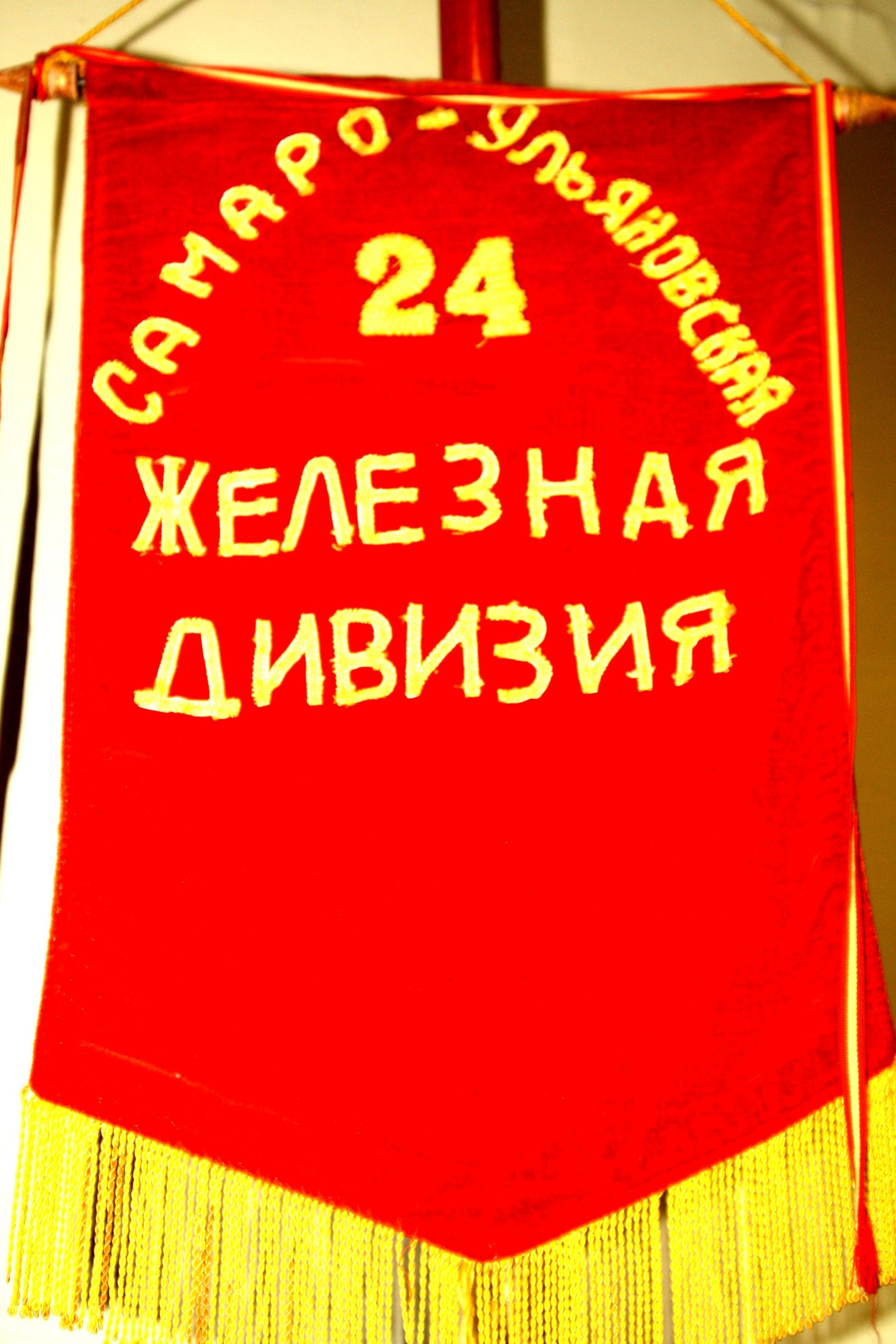
Штандарт Самаро-Ульяновской 24-й Железной дивизии.

#### Симбирск на старых фото

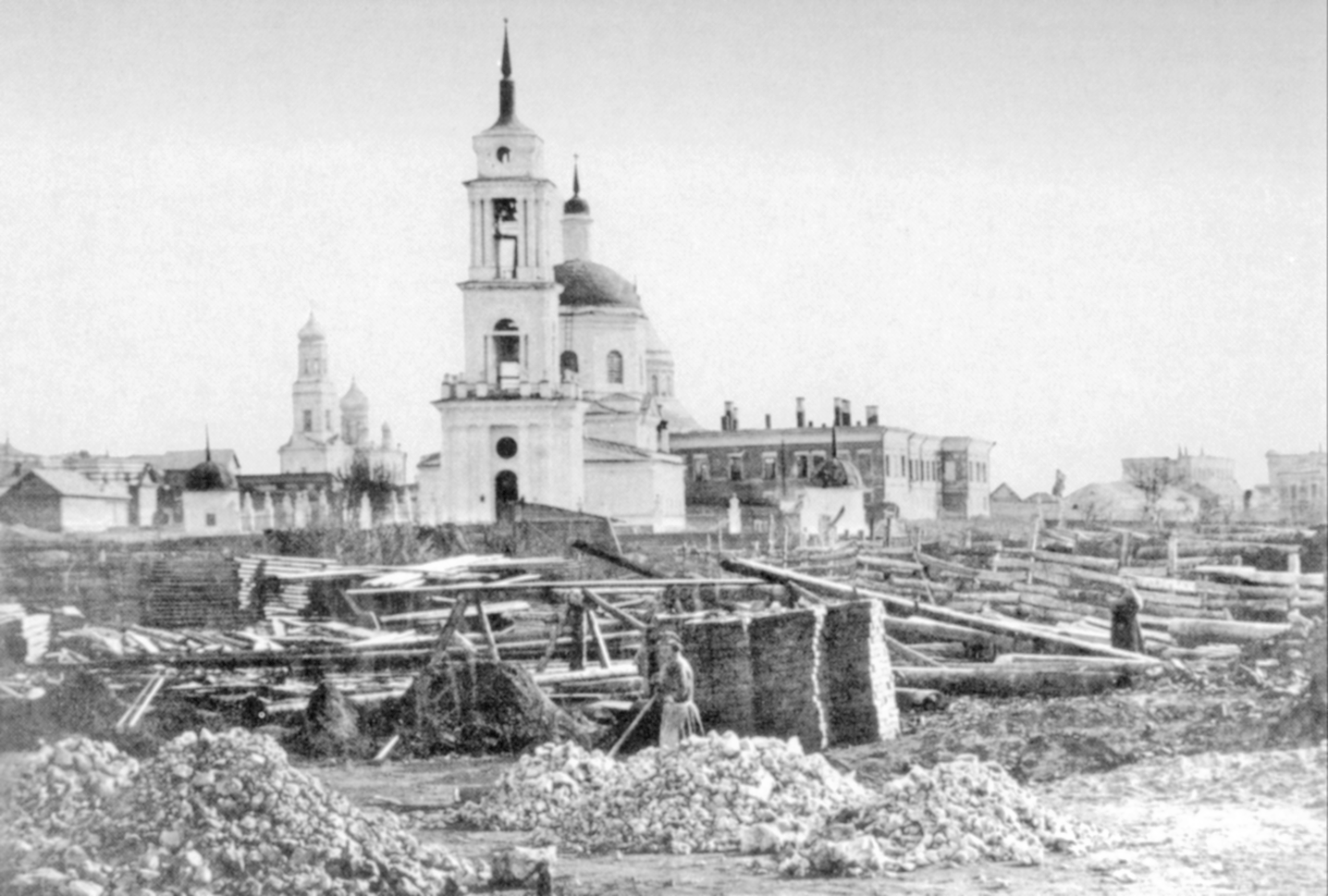
Симбирск после пожара 1864 года. Троицкая церковь.
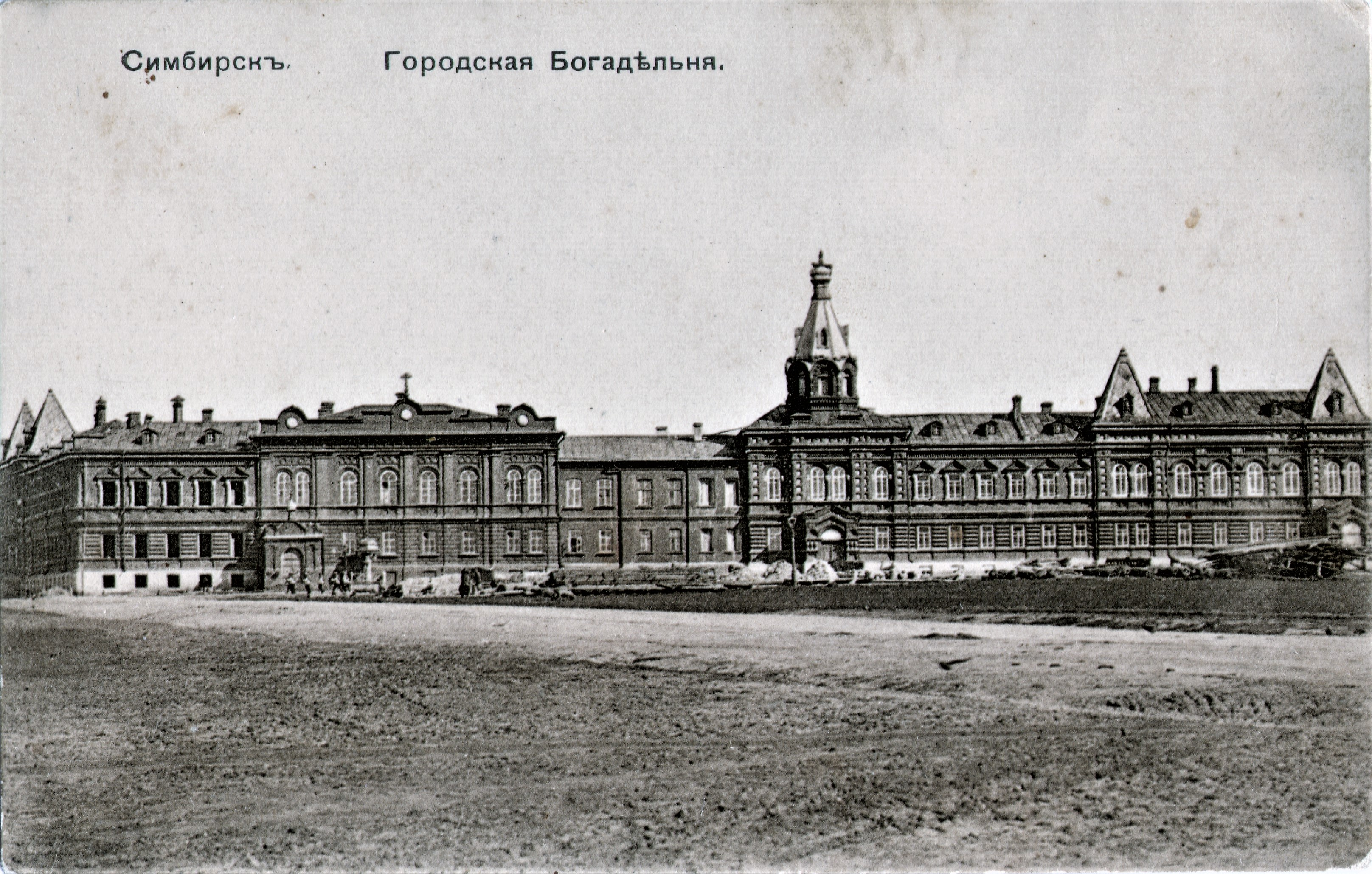
Городская богадельня. В 1909 г. электротеатр «Одеон», в 1926 г. - кинотеатр «Красная звезда».
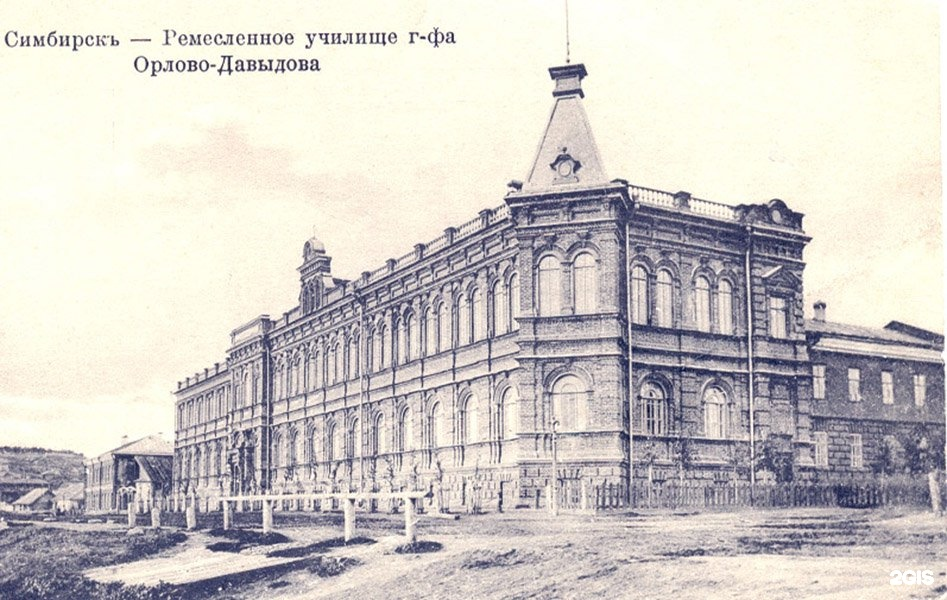
Симбирское ремесленное училище графа Орлова-Давыдова.
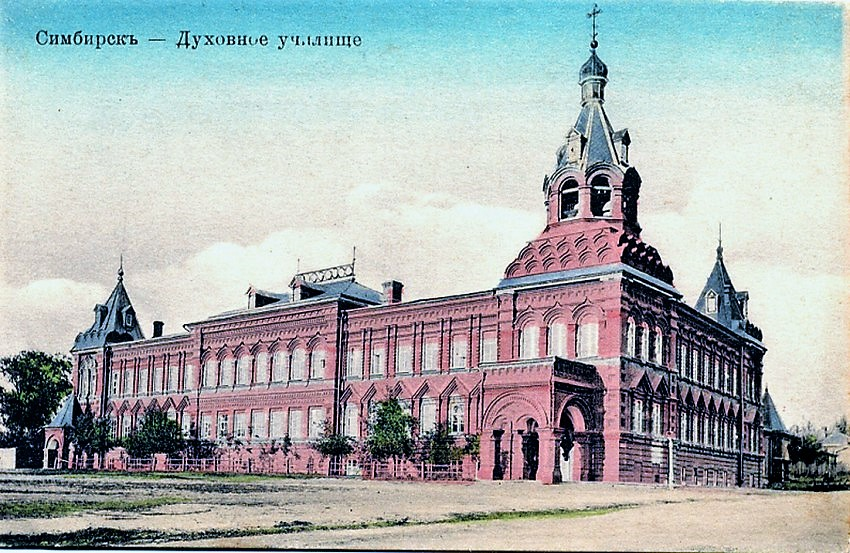
Здание Симбирского духовного училища.
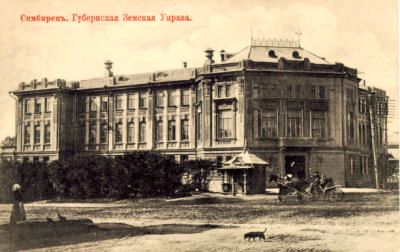
Бывший дом Симбирской губернской земской управы.
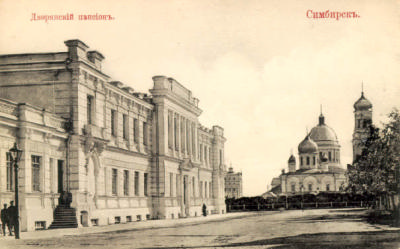
Дворянский пансион, с 1911 г. - 2-я Симбирская мужская гимназия (ул. Стрелецкая).
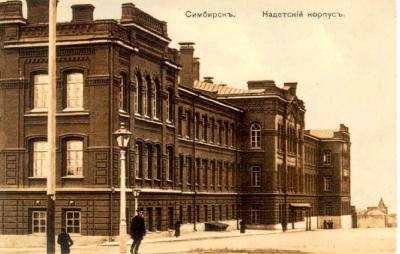
Кадетский корпус.
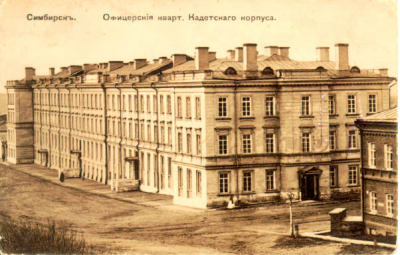
Офицерский квартал. Кадетский корпус.
Губернаторский дом и Николаевская церковь.
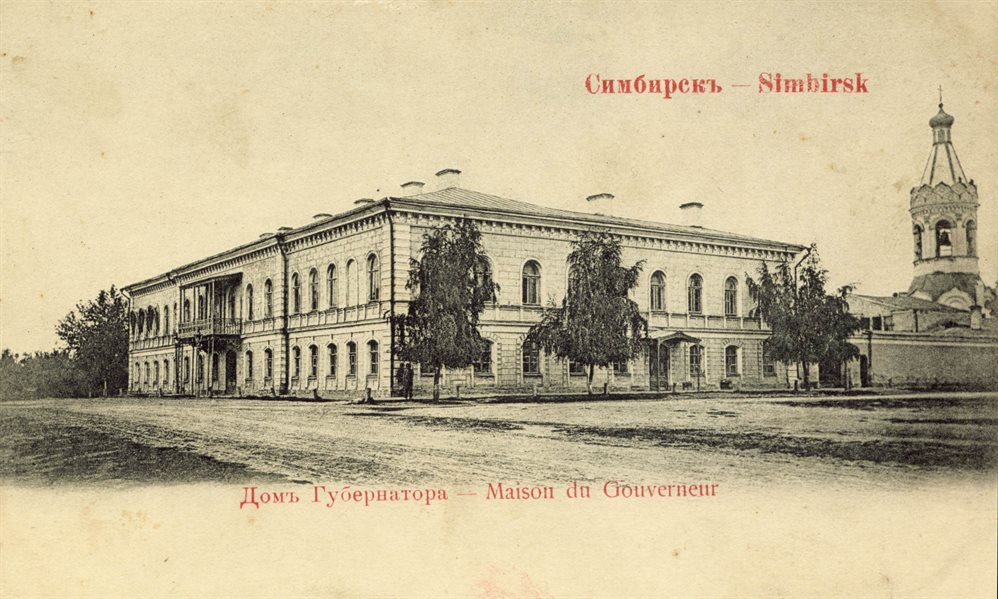
Губернаторский дом.
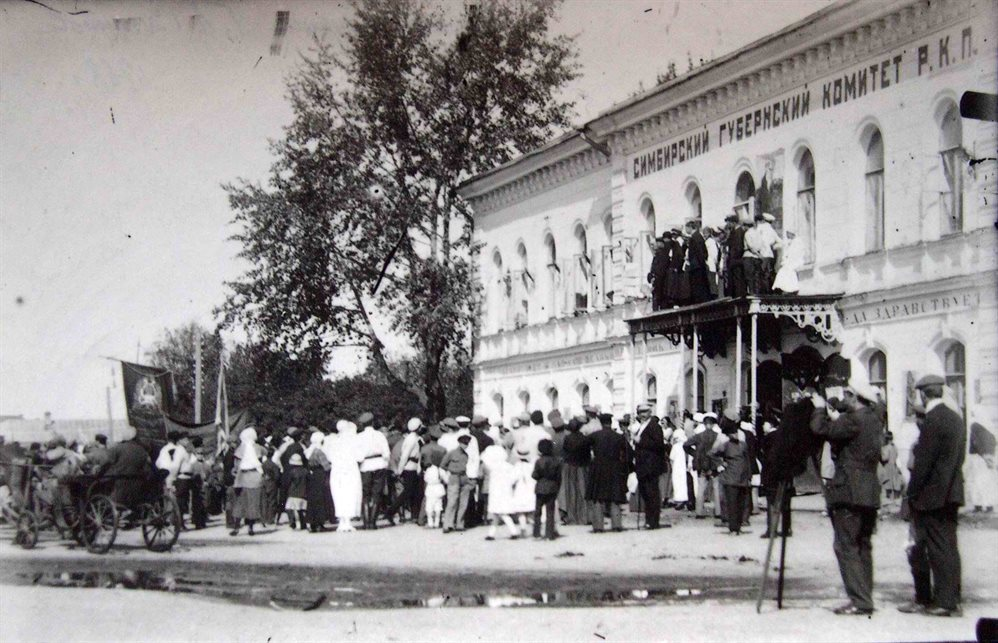
Дом Свободы, 1918 г.
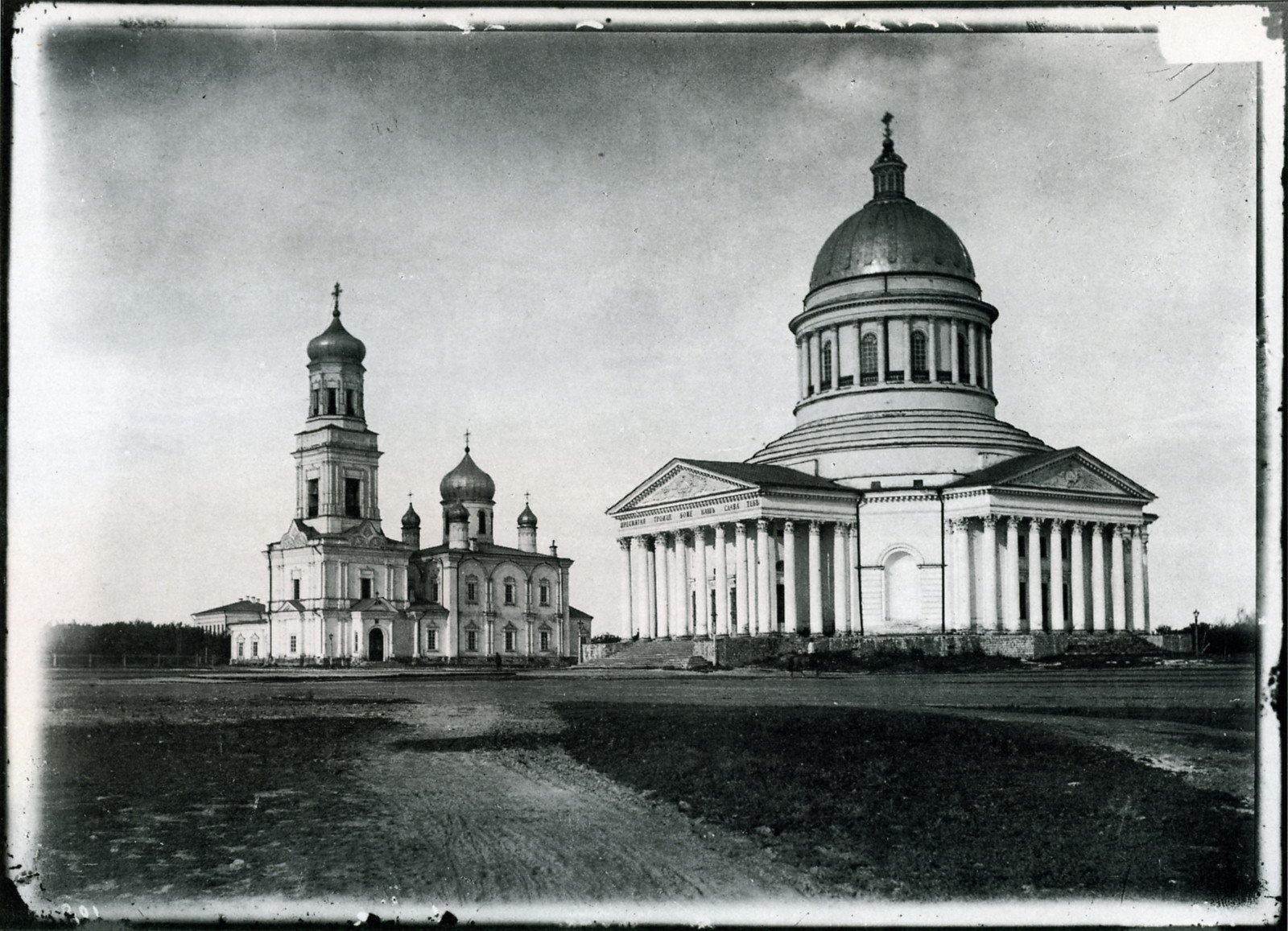
Кафедральный собор: Никольский (зимний) и Троицкий летний). Снесены в 1930-х годах.
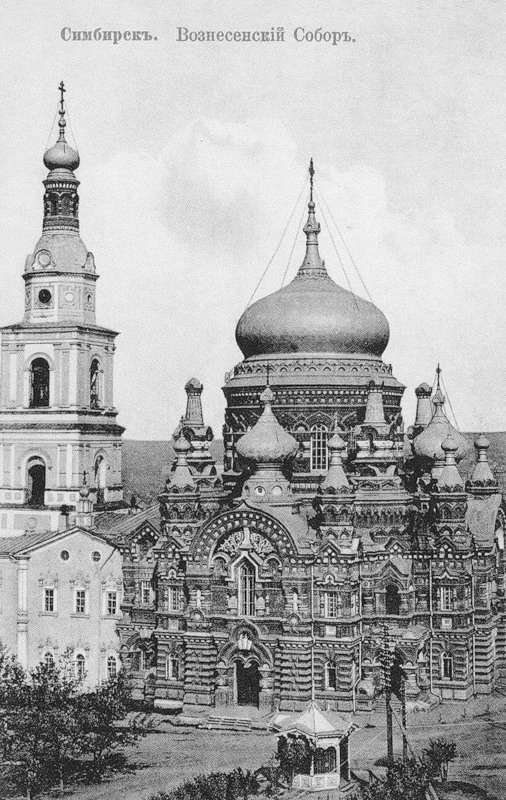
Вознесенский храм Симбирск.
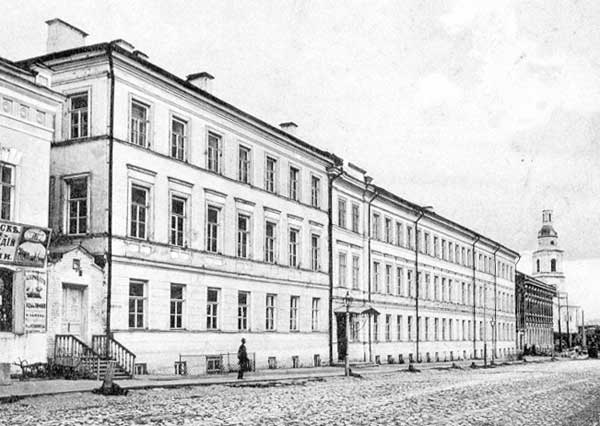
Симбирская семинария, 1890-е гг. (ул. Гончарова (Ульяновск)).
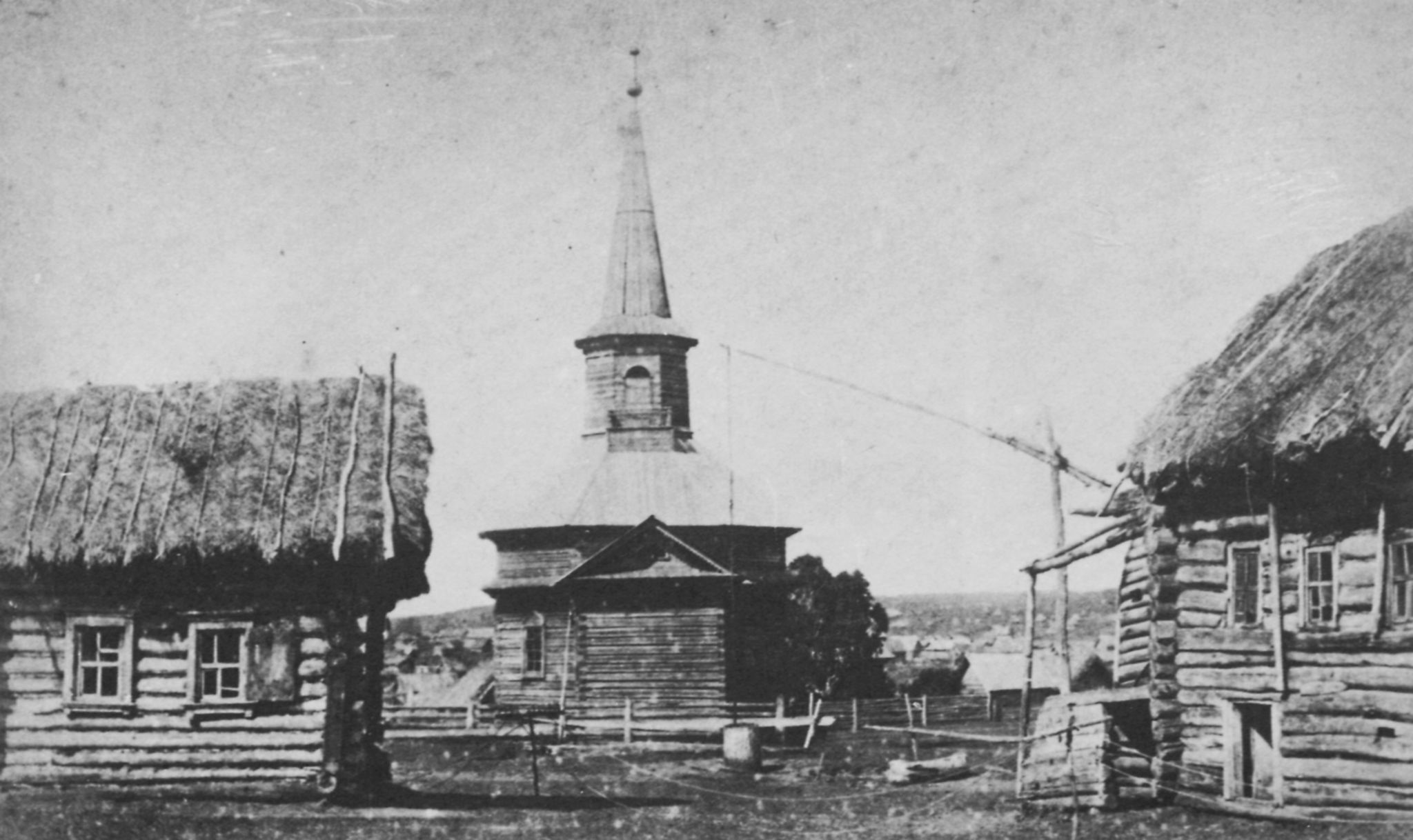
Мечеть в Симбирске, 1868 г.
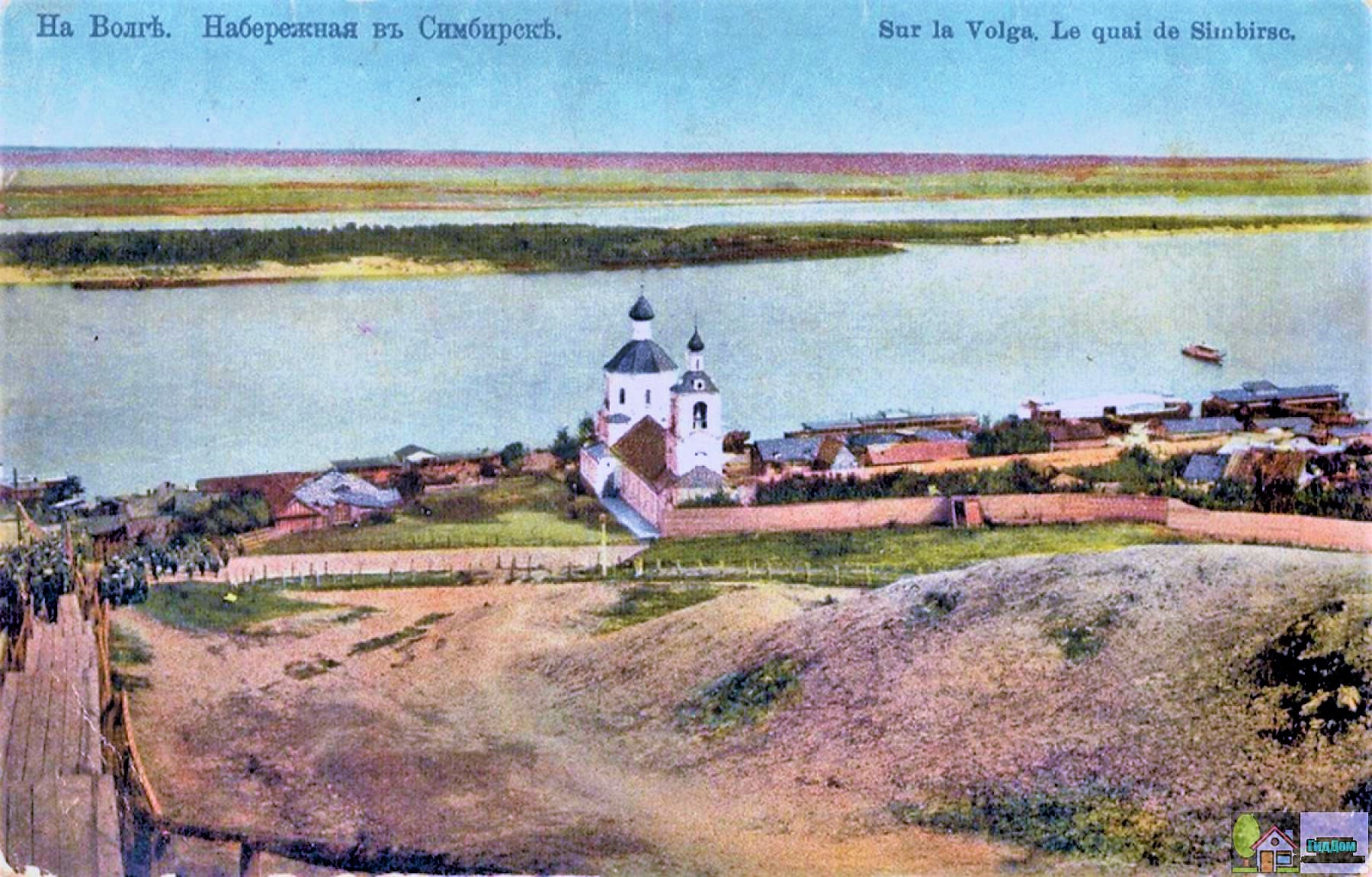
Смоленская церковь. Закрыта в 1930-х гг. Затоплена в 1957 г.
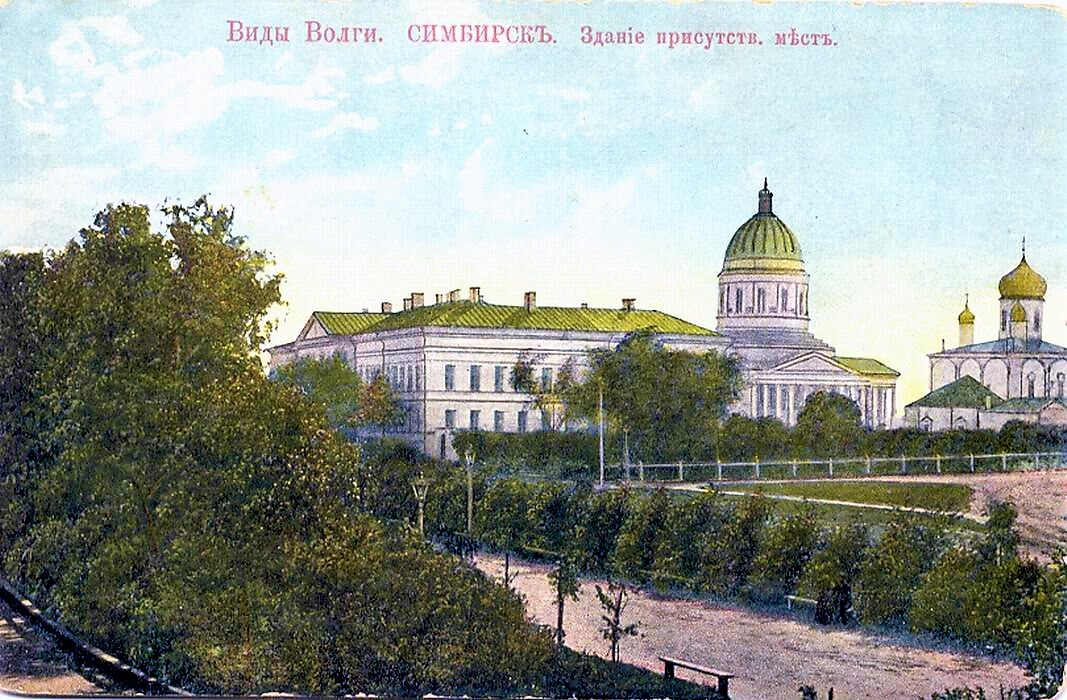
Свято-Троицкий собор. Фото начала XX века.
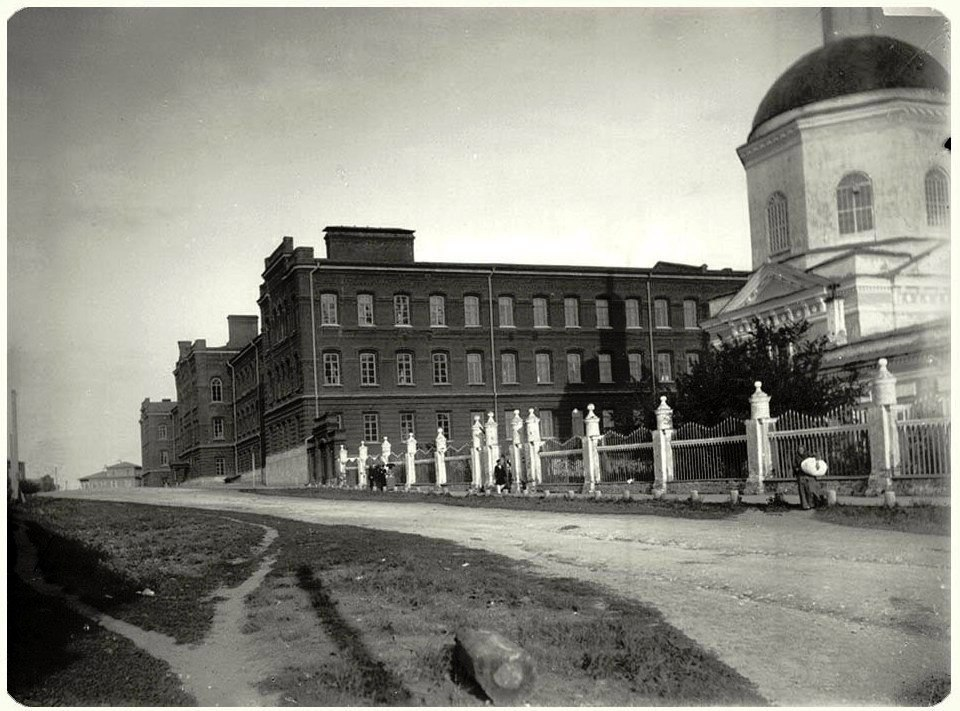
Симбирский кадетский корпус.
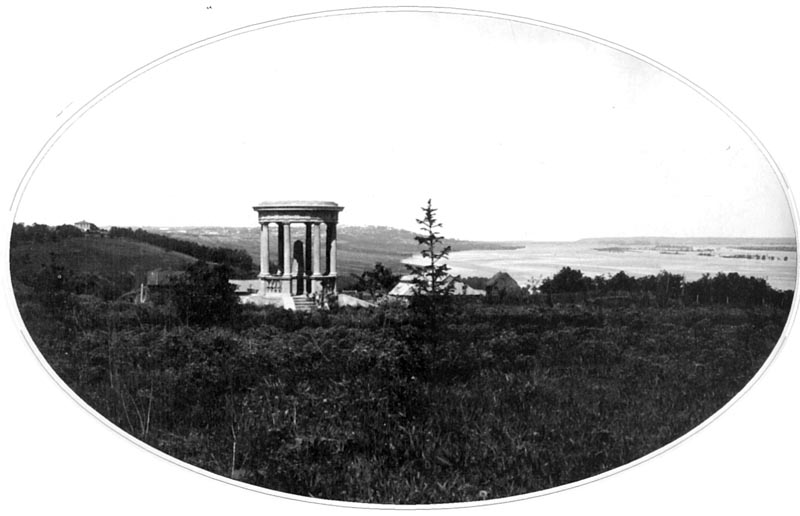
Памятник-беседка в честь 100-летия со дня рождения И.А. Гончарова (1912).
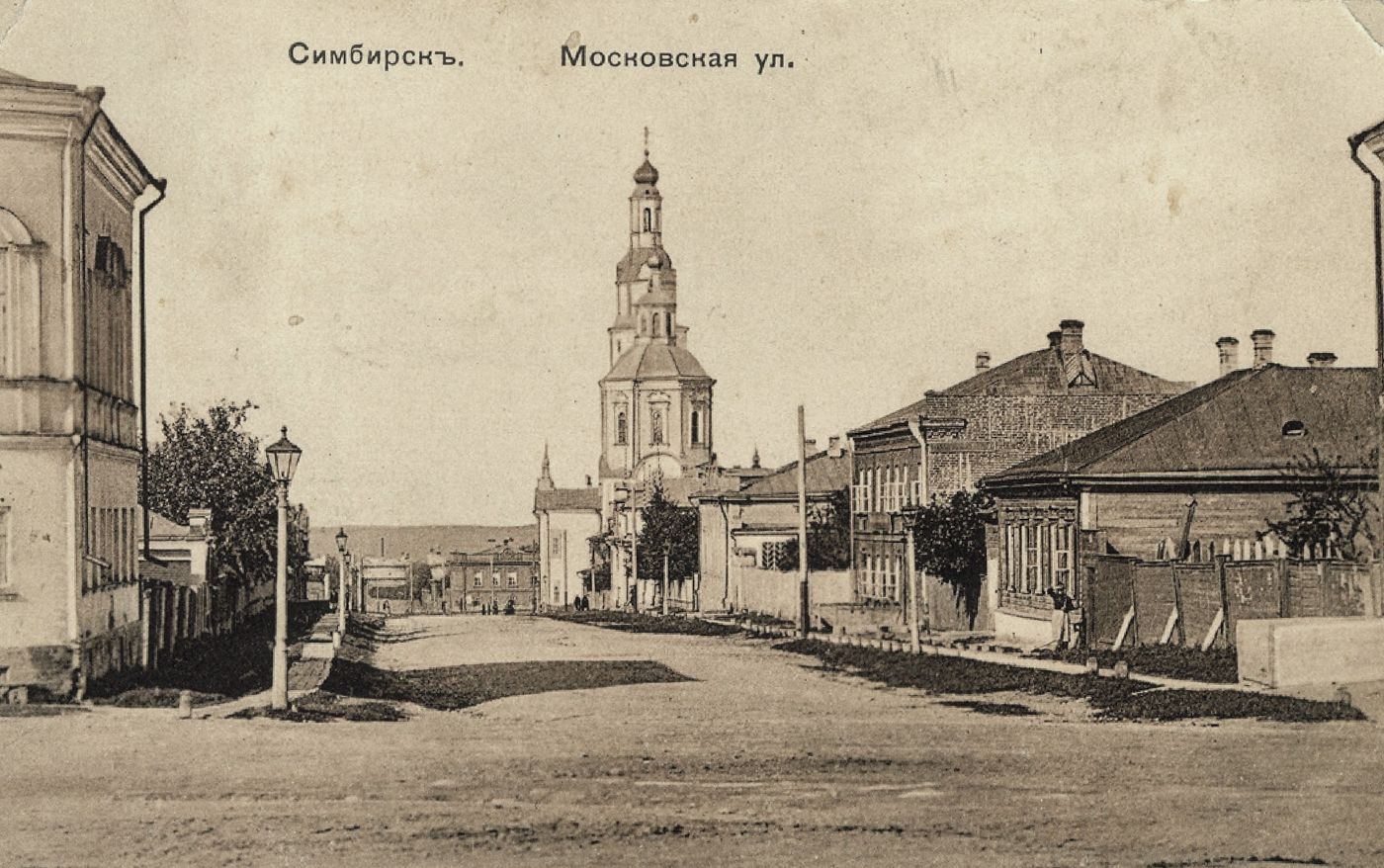
Вид на старый Вознесенский собор со стороны ул. Московской, ныне ул. Ленина. Фото 1900 г.
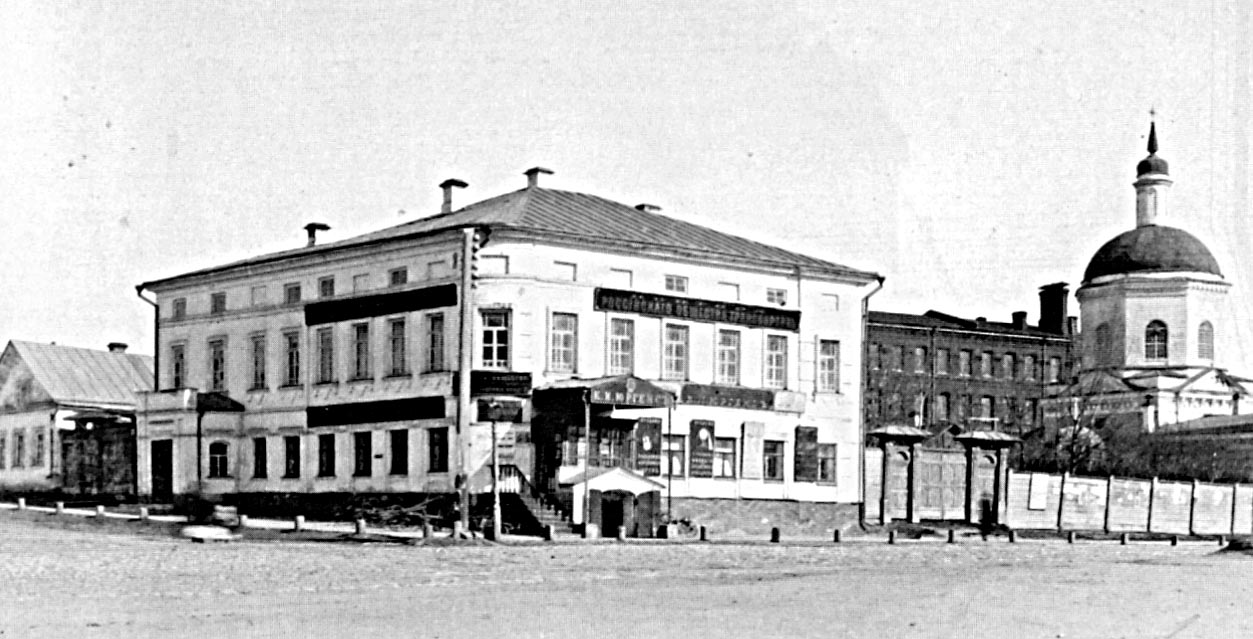
Дом в Симбирске, где родился И. А. Гончаров. 1890 г.
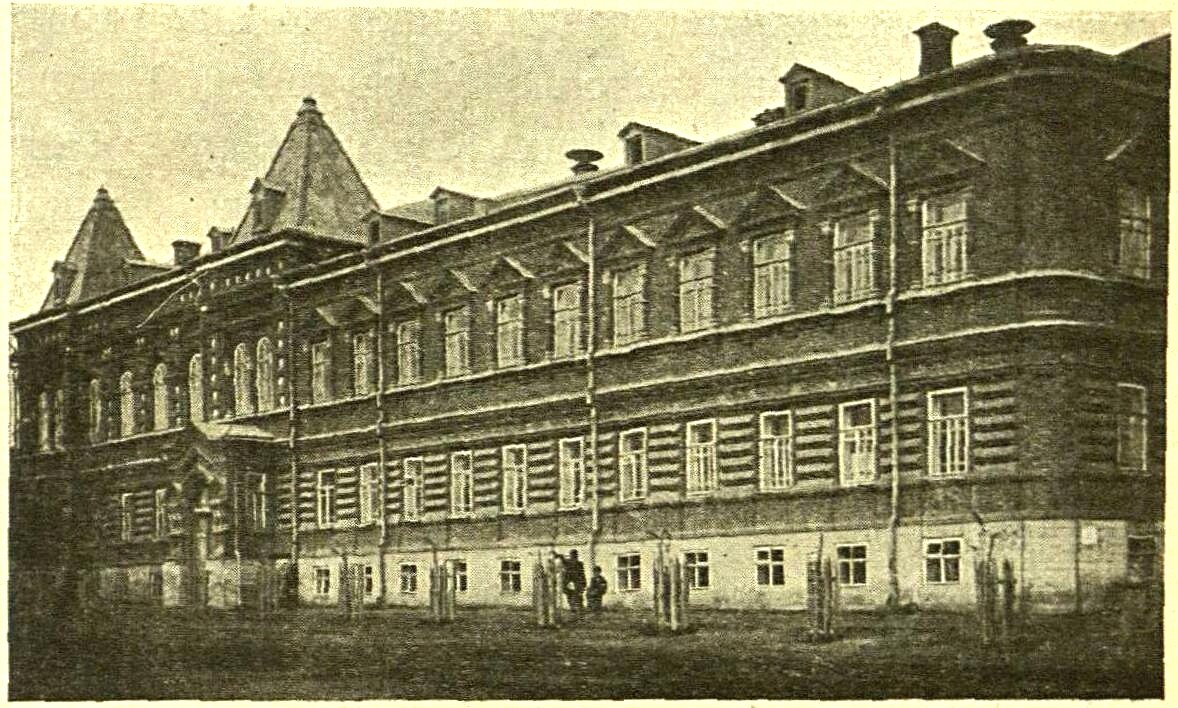
Городская богадельня.
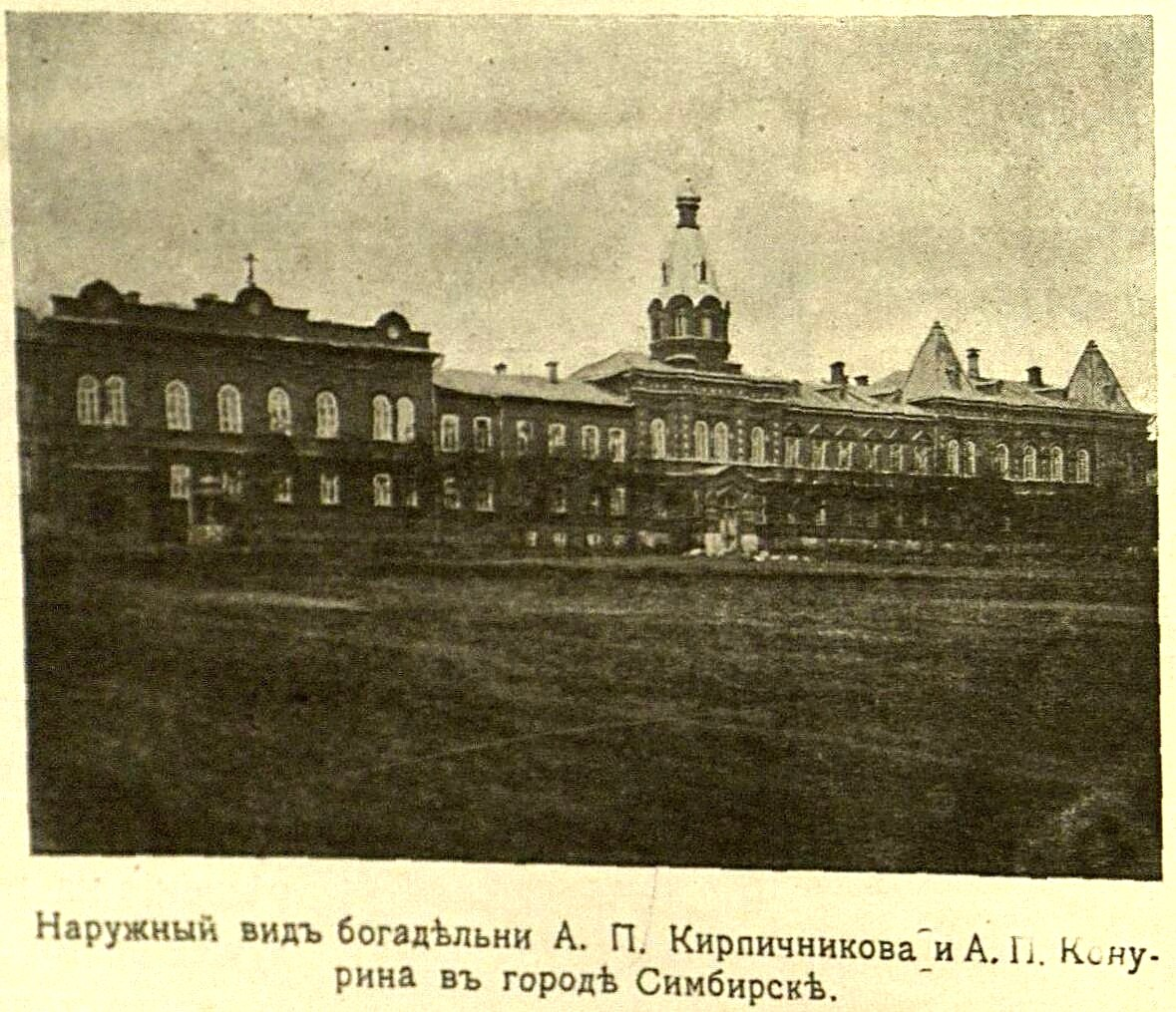
Городская богадельня.
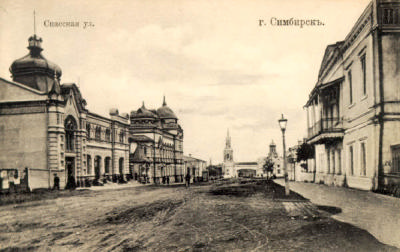
Спасская улица. Фото 1900 г.
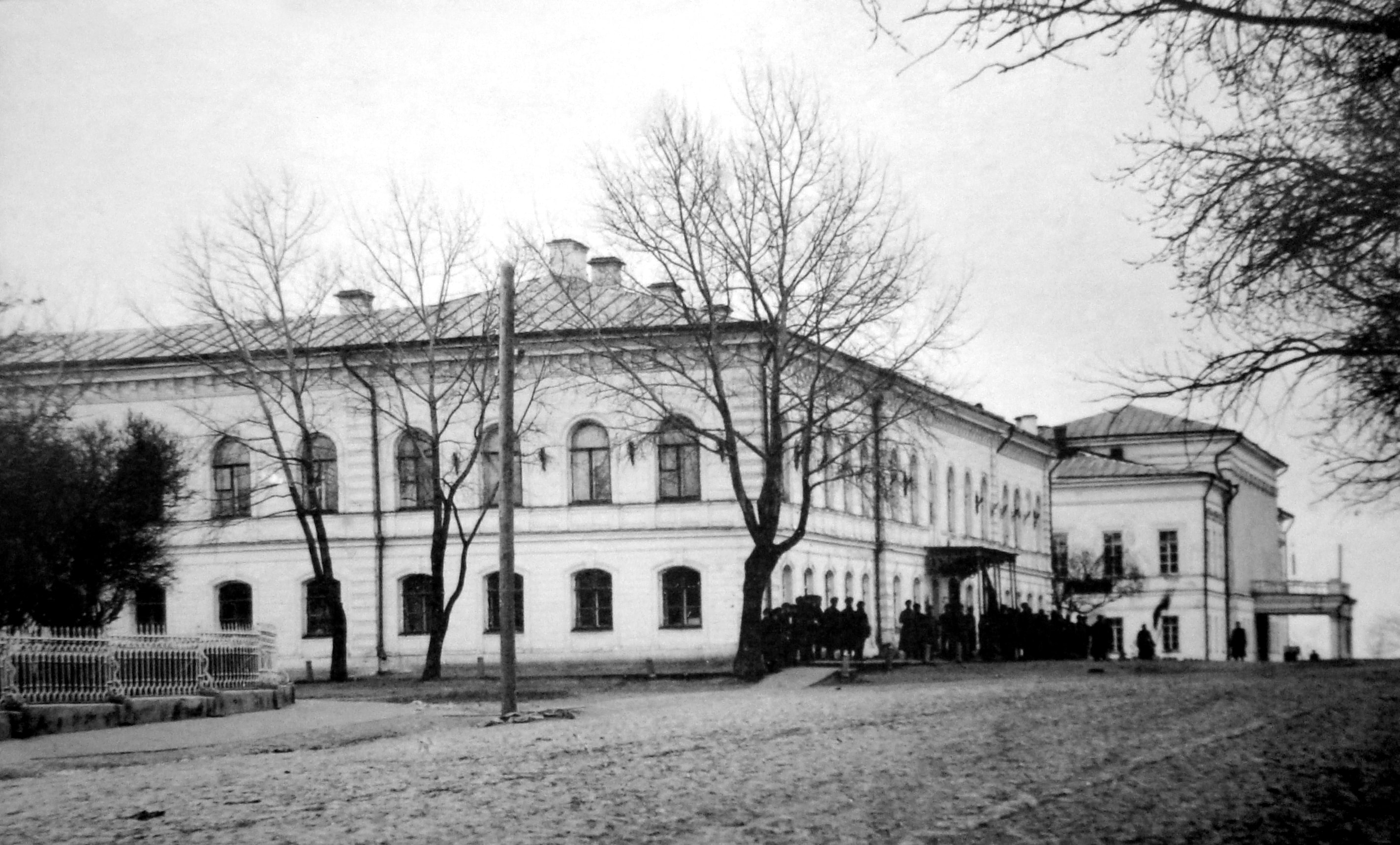
Губернаторский дом. 1917 г.
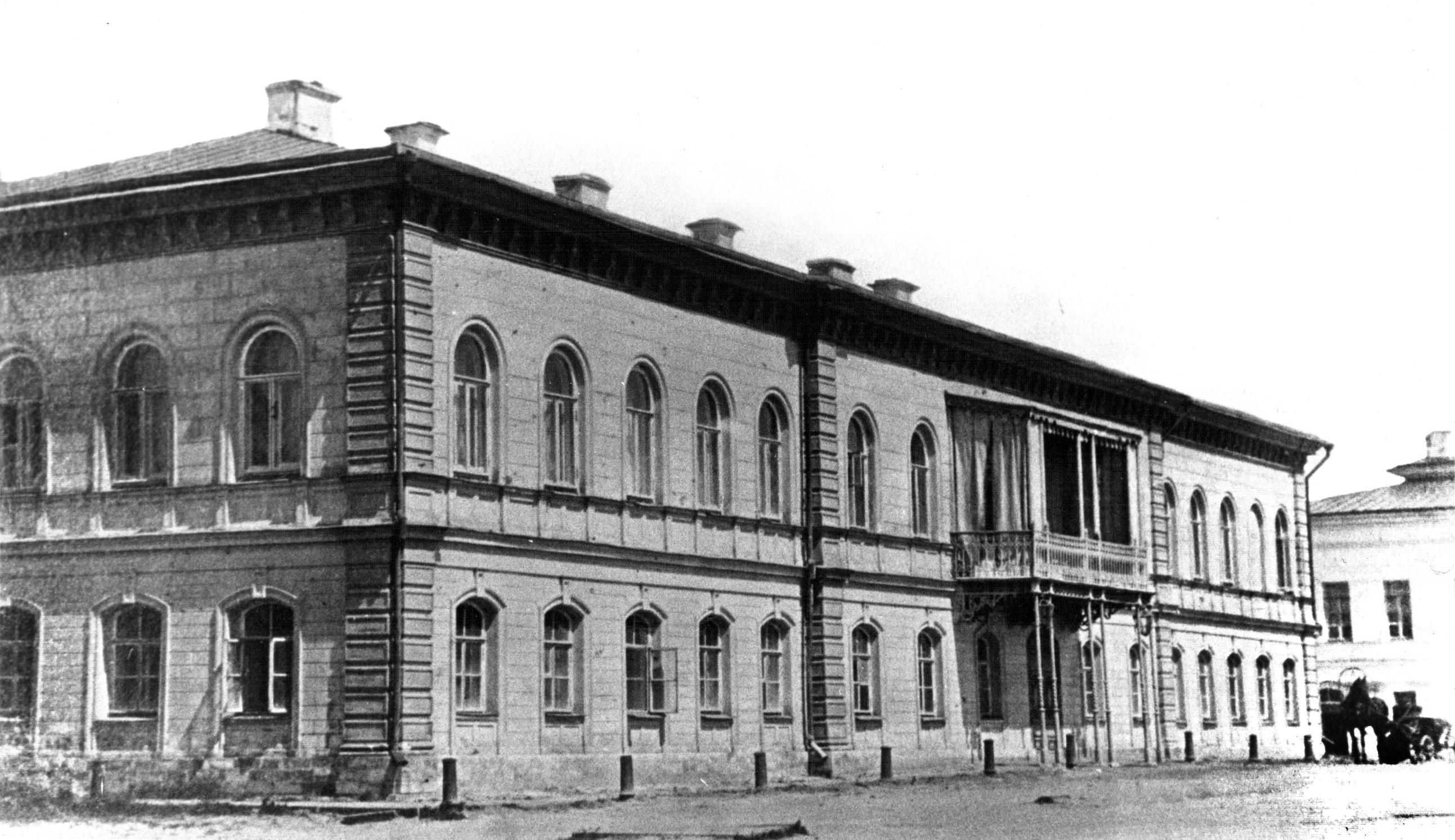
Губернаторский дом.
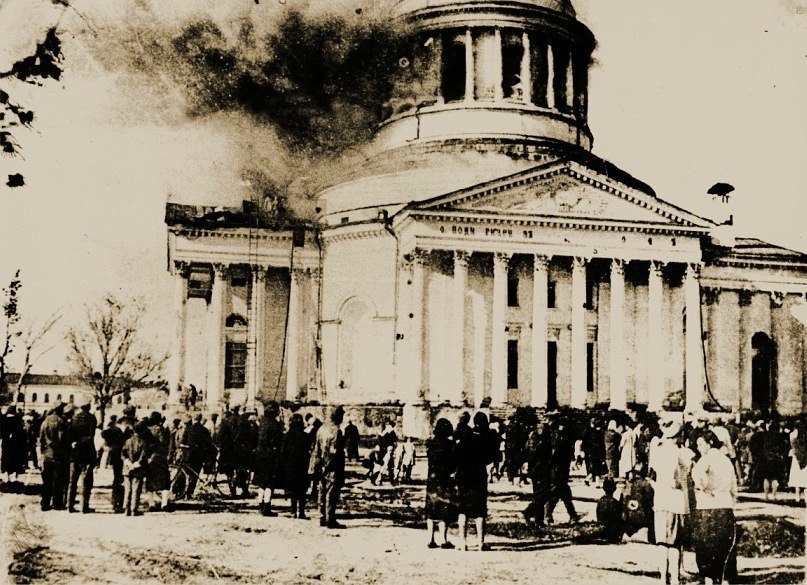
Пожар в бывшем Свято-Троицком кафедральном соборе в Симбирске. 1933 г.
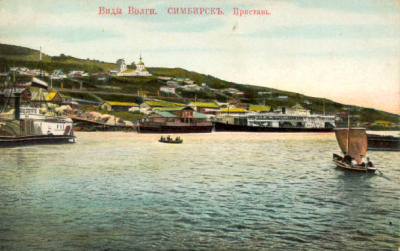
Пристани Симбирска.
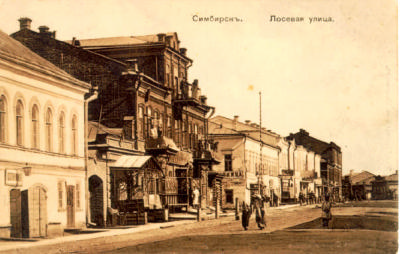
Лосевая улица (ныне ул. Федерации).
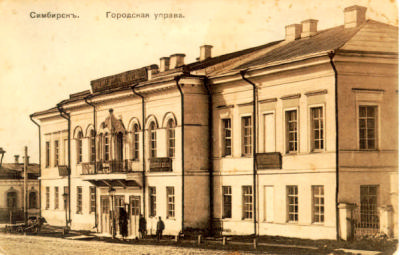
Городская управа Симбирска.
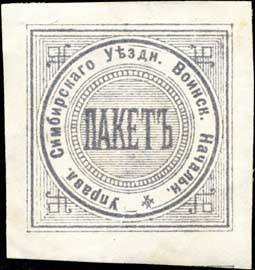
Пломбировочный штамп — «Управление Симбирского уездного воинского начальника», 1914 г.
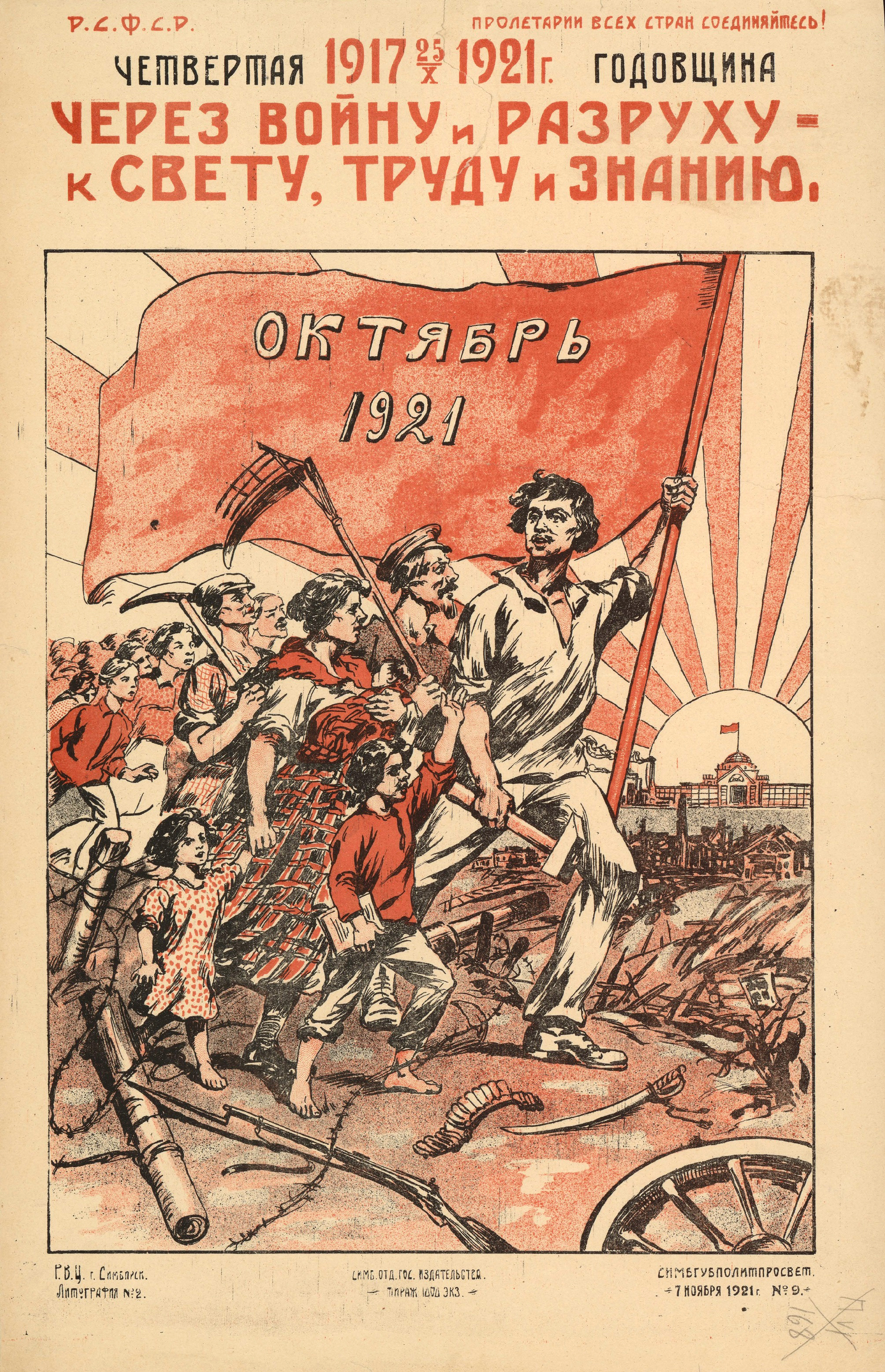
Плакат № 1 (1921) (Симбирск: Литография № 2): «Четвёртая годовщина. Через войну и разруху к свету, труду и знанию».
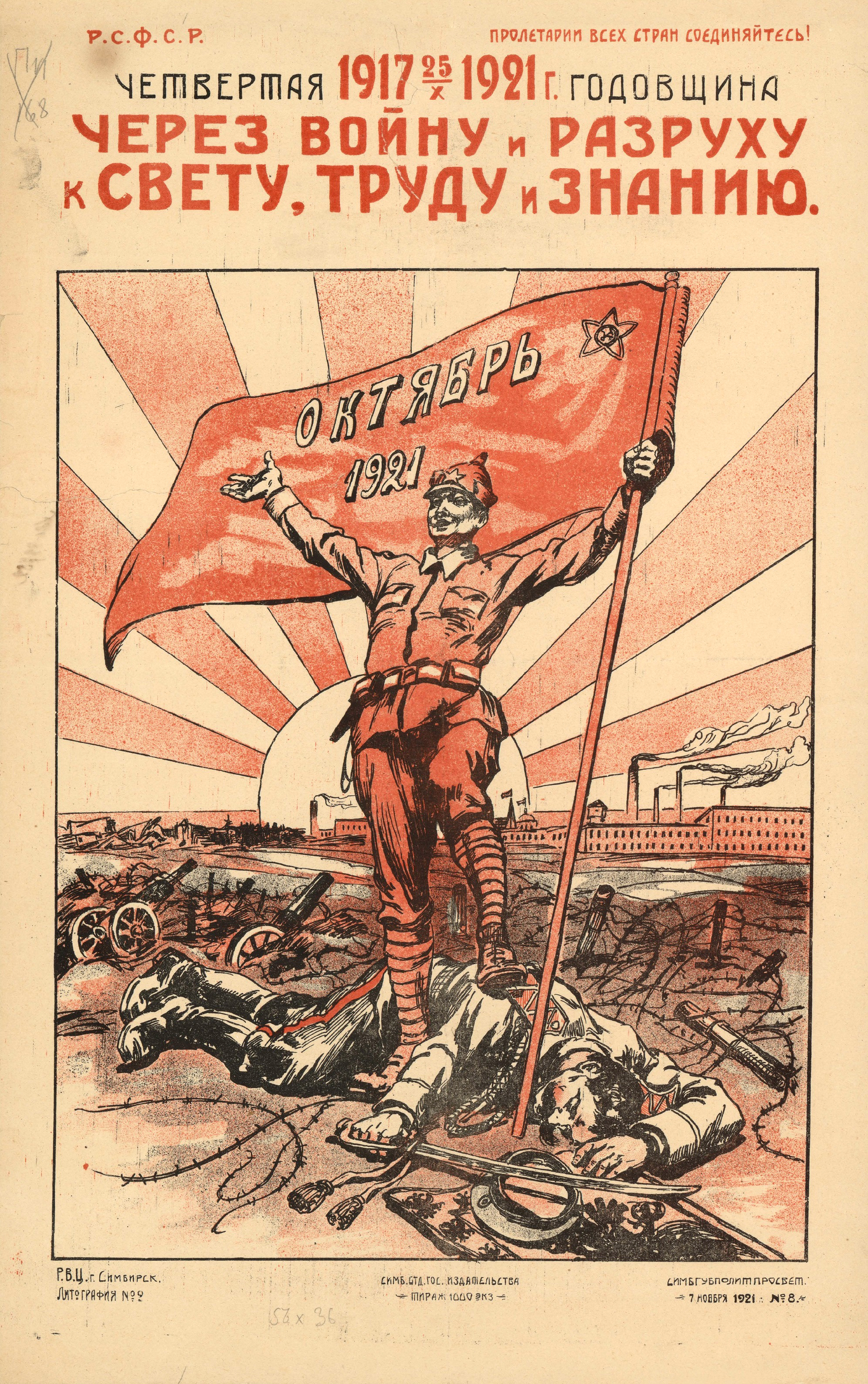
Плакат № 2 (1921) (Симбирск: Литография № 2): «Четвёртая годовщина. Через войну и разруху к свету, труду и знанию».
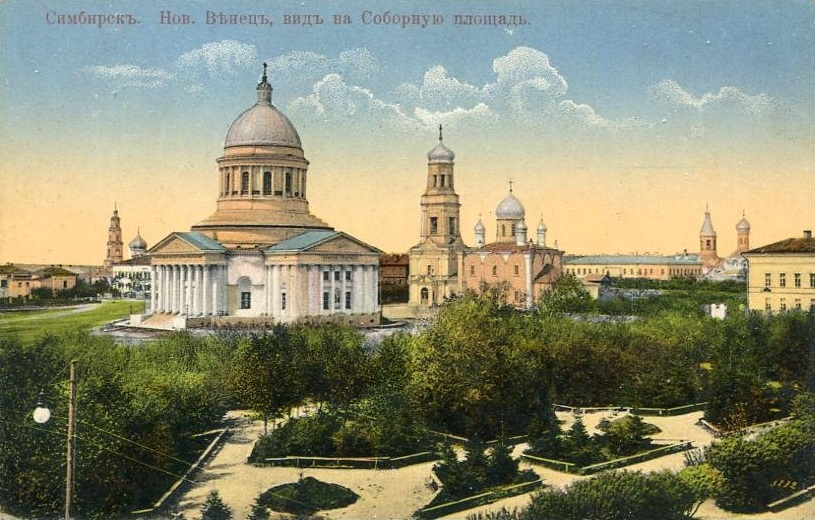
Симбирск. Новый Венец, вид на Соборную площадь. (открытка 1900-1917 гг.).
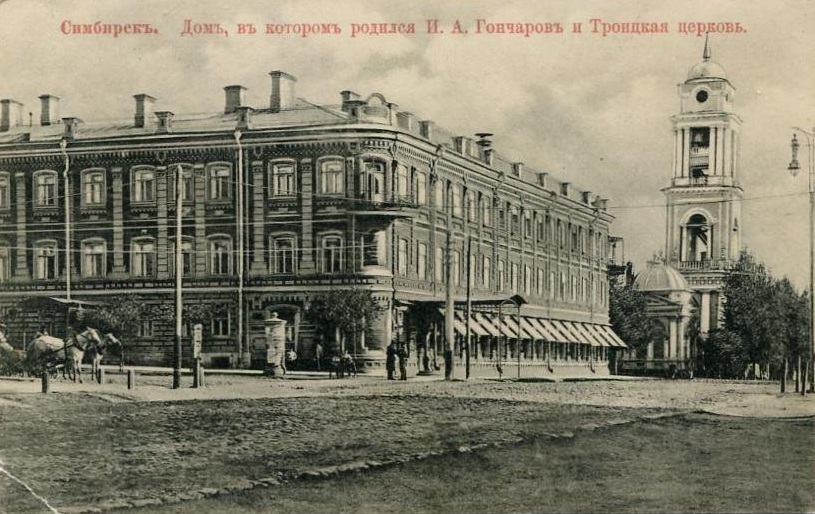
Симбирск, Дом, в котором родился И. А. Гончаров и Троицкая церковь, открытка 1900-1917 г.
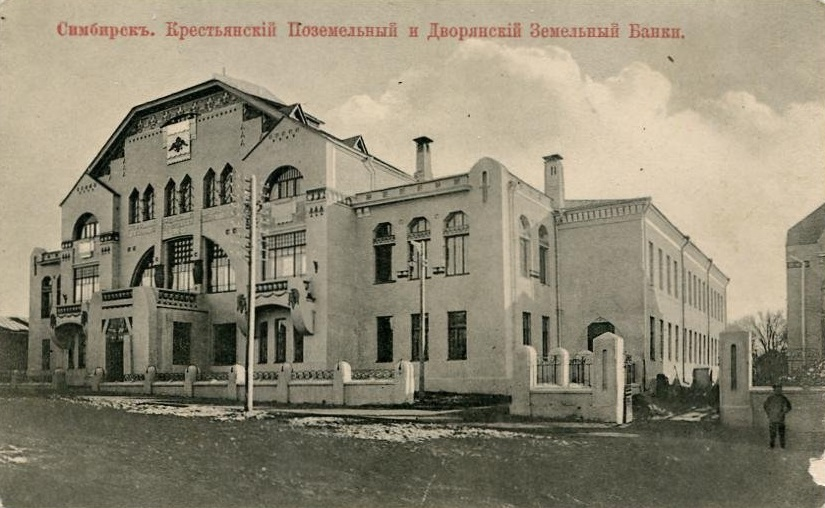
Симбирск, Крестьянский Поземельный и Дворянский Земельный банки, открытка 1900-1917 г.
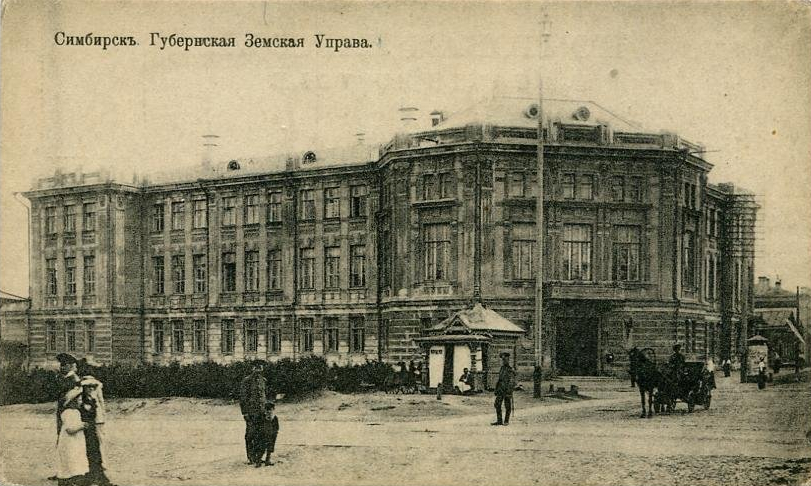
Симбирск, Губернская Земская Управа, открытка 1900-1917 г.

#### Ульяновск в фалеристике

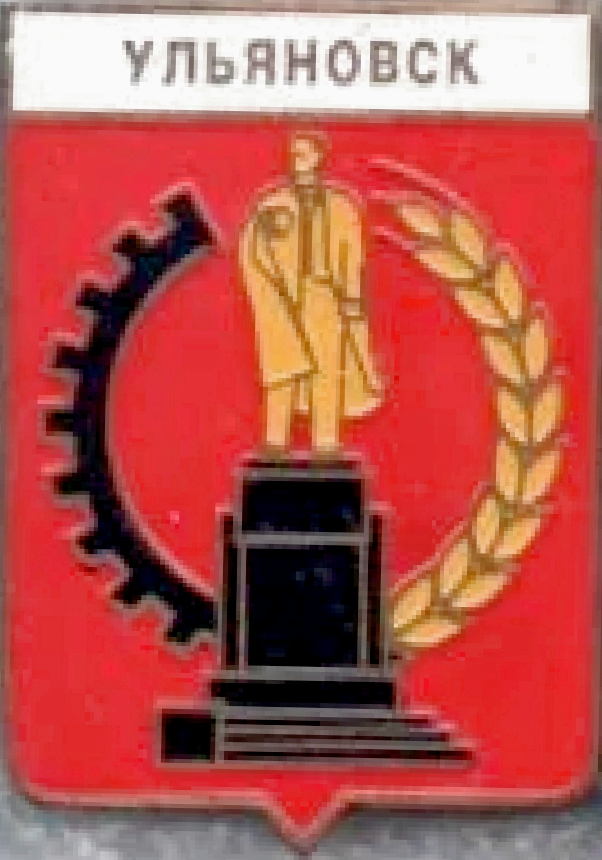
Нагрудный значок "Герб Ульяновска" (обр. 1967).